# 林肯大陆
林肯大陸（英語：Lincoln Continental）是林肯汽車生產的大型和中大型車，最早可以追溯至 1939 年，為福特汽車的總裁埃德塞爾·福特設計的個人用車。目前車型出到第十代後停產，而該車型曾二度停產。於 2002 年和 2015 年出過 2 款概念車。

## 車型源起 (1939)
1938 年，埃德塞爾·福特委託公司的首席設計師 Eugene T.“Bob”Gregorie 設計一輛獨一無二的車，讓他在 1939 年 3 月的度假時使用。Gregorie 以流線型的 Lincoln Zephyr 的藍圖為起點，草擬了一款經過重新設計的敞篷車。
根據設計圖，原型車本來會是一款經 Chopping and channeling 的 Zephyr 敞篷車，雖然還是採用傳統的前擋，但車高已比一般車型低近 17 公分。因應車高下降，車側踏板也被拿掉。與 Zephyr 相比，引擎蓋幾乎與擋泥板一樣高，表示林肯的引擎配置不需要像以前的車型那麼高。為了把焦點擺在外觀的造型，車上的鍍鉻裝飾主要都在水箱罩，原型車與最終車型的差別在車頂線條的角度而已。引擎方面，與 Zephyr 一樣，使用 4.4 升的 V12 引擎、前後橫置葉片彈簧和液壓鼓煞。
Gregorie 的設計引領了兩大長期在美國車上都看得到的特徵。與 Zephyr 的車身相比，修改過的車身具有全新的造型，包括引擎蓋更靠近引擎、座艙後移。原型車的設計較像“long-hood, short deck”（長車頭，短車尾）時期的特徵，而非遵循當代流線型的設計趨勢。由於行李箱空間較小，備胎裝在行李箱外；此設計雖在美國車上消失，但後來變為歐洲車的特徵。
由於原型車參考了歐洲風格的設計，取歐洲大陸之意，該車命名為 Continental。
林肯隨即開始生產 Continental，大部分的車型為敞篷車和一些少數生產的雙門跑車。12 輛 1939 年的車型和 400 輛 1940 年的原型車都是用手打的車身面板製成的，要到 1941 年才有壓鑄機。上述 1939 年生產的型號常被稱為“1940 Continentals”。

## 第一代  (1940–1942, 1946-1948)
1939 至 1941 年的 Continental 在設計上幾乎大同小異。自 1941 年後的每一年在配備上都會有小更新，如 1941 年的按壓門把取代了先前的槓桿式門把。
1942 年，所有車型都配備了較為方形的擋泥板和新設計的水箱罩，與當時的流行設計一致。同年，隨著美國加入二戰，生產時間被縮短；珍珠港事件導致美國民用汽車停產。
1943 年，Edsel Ford 過世，公司也進行改組，這導致 Gregorie 離職。因此 1946 年的 Continental 是由著名的工業設計師 Raymond Loewy 設計的。二戰後，Continental 以 1946 年式的車型重回車壇，車身基於當時的「Lincoln」（與品牌同名車型，場內代號稱作 H-Series）。Zephyr 命名法也不再使用。該年 Continental 的規格大幅提升，也配有新設計的水箱罩。1947 年式，內裝增加核桃木飾板。
1948 年是 Continental 的最後一年，因為原廠試圖將其新的車型系列重新開發為 Mercury 的升級版。
1939 至 1948 年的 Continental 被 Classic Car Club of America（CCCA，美國經典汽車俱樂部）認定為“Full Classic”，同時也是最後一批獲得如此認可的汽車之一。

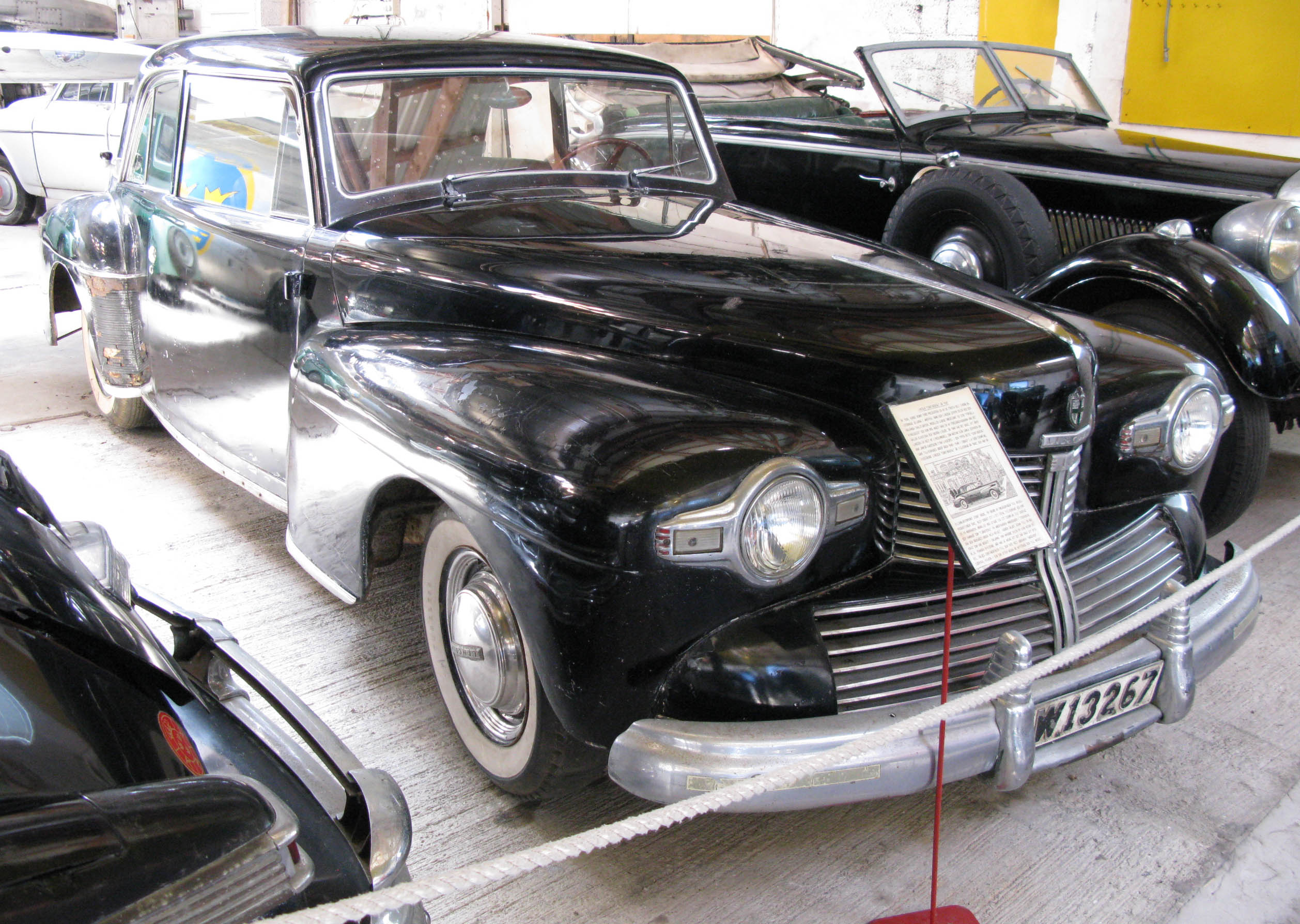
1942 Continental
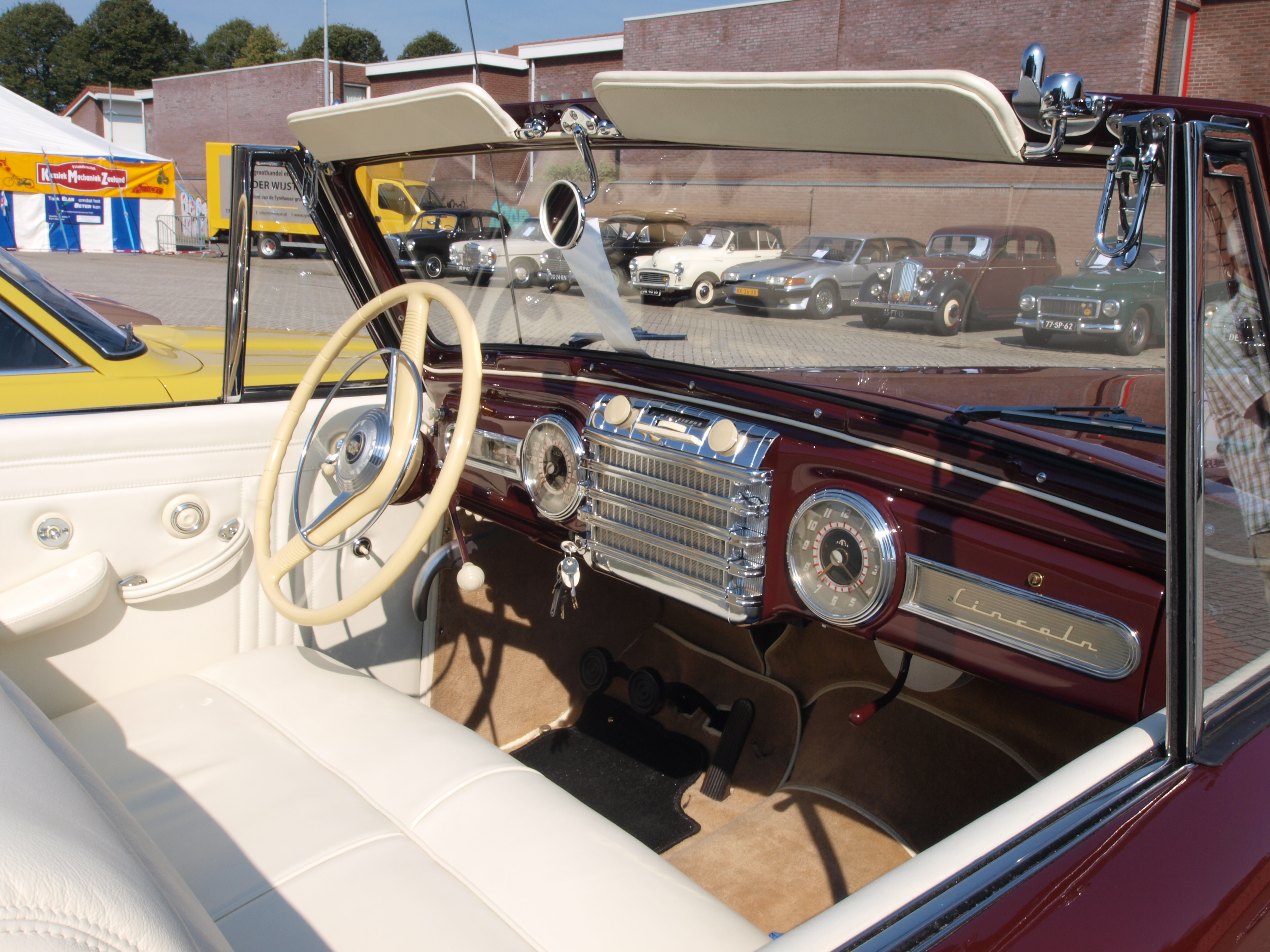
1942 Continental 內裝
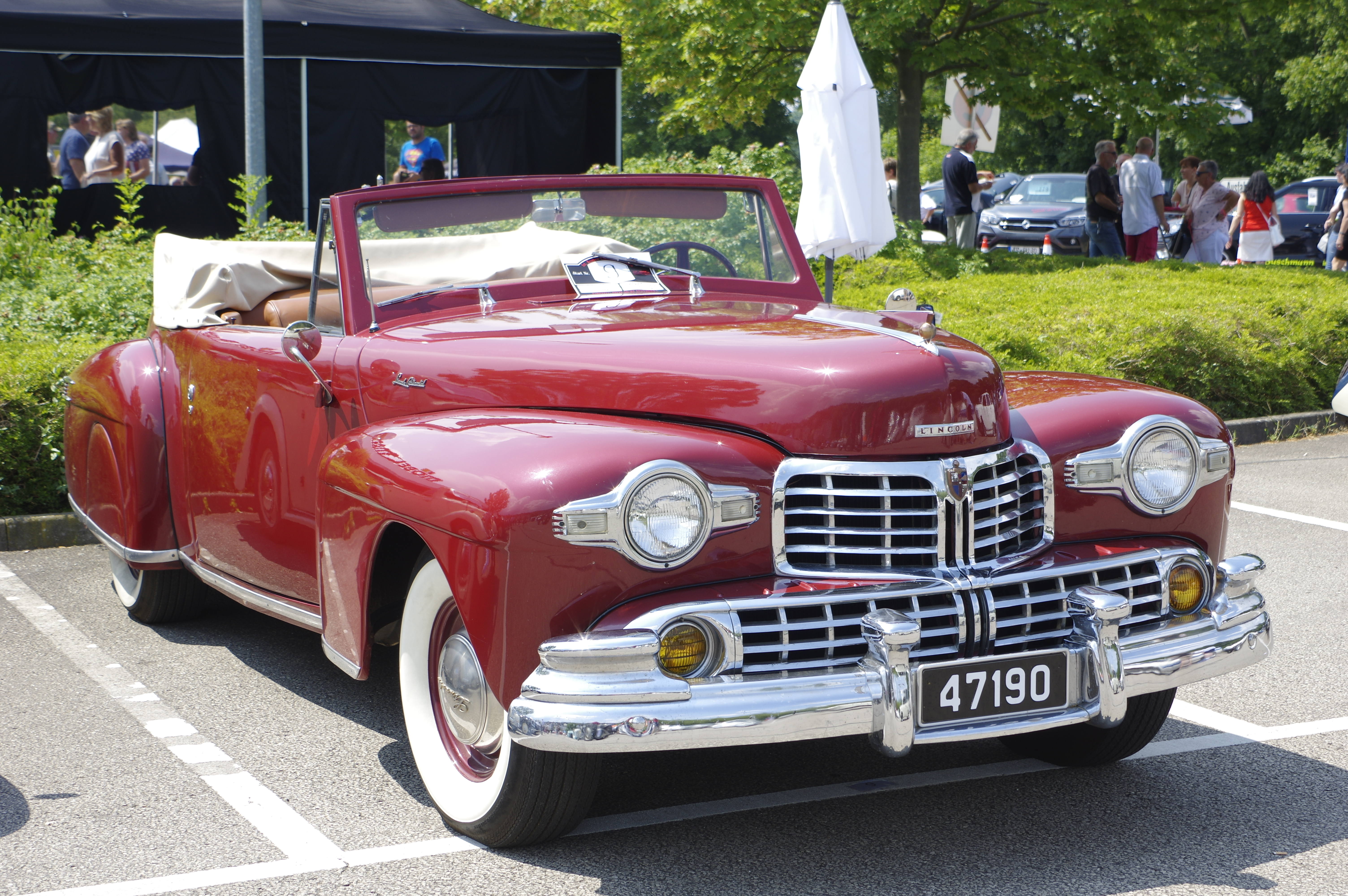
1947 Continental
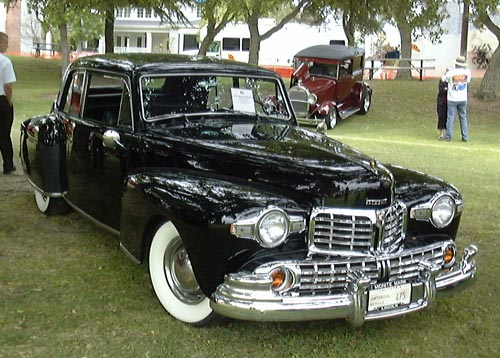
1948 Continental

## 第二代  (1956–1957)
1956 年，Continental 之名再次回歸，這次，Continental 不僅是車款名稱而已，更晉升為一個部門。為了再次表明歐風設計對其車系的影響力以及與當時的賓利 Continental 有所區別，林肯在車名後加了“Mark II”。
Mark II 僅與當時其他林肯車型採同樣的底盤，車身鈑金與內裝皆為手工打造。Mark II 只在窗框飾條、水箱罩和保險桿上看得到鍍鉻件，與勞斯萊斯或賓士 300d 一樣，這在美國車的設計上是先例。而這台車的引擎蓋和行李箱蓋幾乎是平整的，既沒有 Tail fin（當時美國車的特色，詳見 1959 年的凱迪拉克）也沒有 pontoon fenders（以外擴式圓潤的葉子板包覆車輪）。備胎也不再是單獨的配件，而是整合到行李箱蓋裡，可容納垂直放置的備胎。
Mark II 是當時美國境內最貴的國產車，其等級可與勞斯萊斯 Silver Cloud 相比。Mark II 當時的售價為 10,000 美元，價格幾乎與五輛福特 Customline 相同。由於車型已標配許多功能，Mark II 只有當時要價 595 美元的空調可供選配。

林肯總共生產 2,996 輛Mark II，包括兩輛原型敞篷車。由於幾乎是手工打造，福特當時預估每生產一台 Continental Mark II 就會損失近 1,000 美元。 1957 年後，Mark II 停產；Continental 被重新定位成 Imperial 和凱迪拉克的競爭對手，而非勞斯萊斯和賓利。

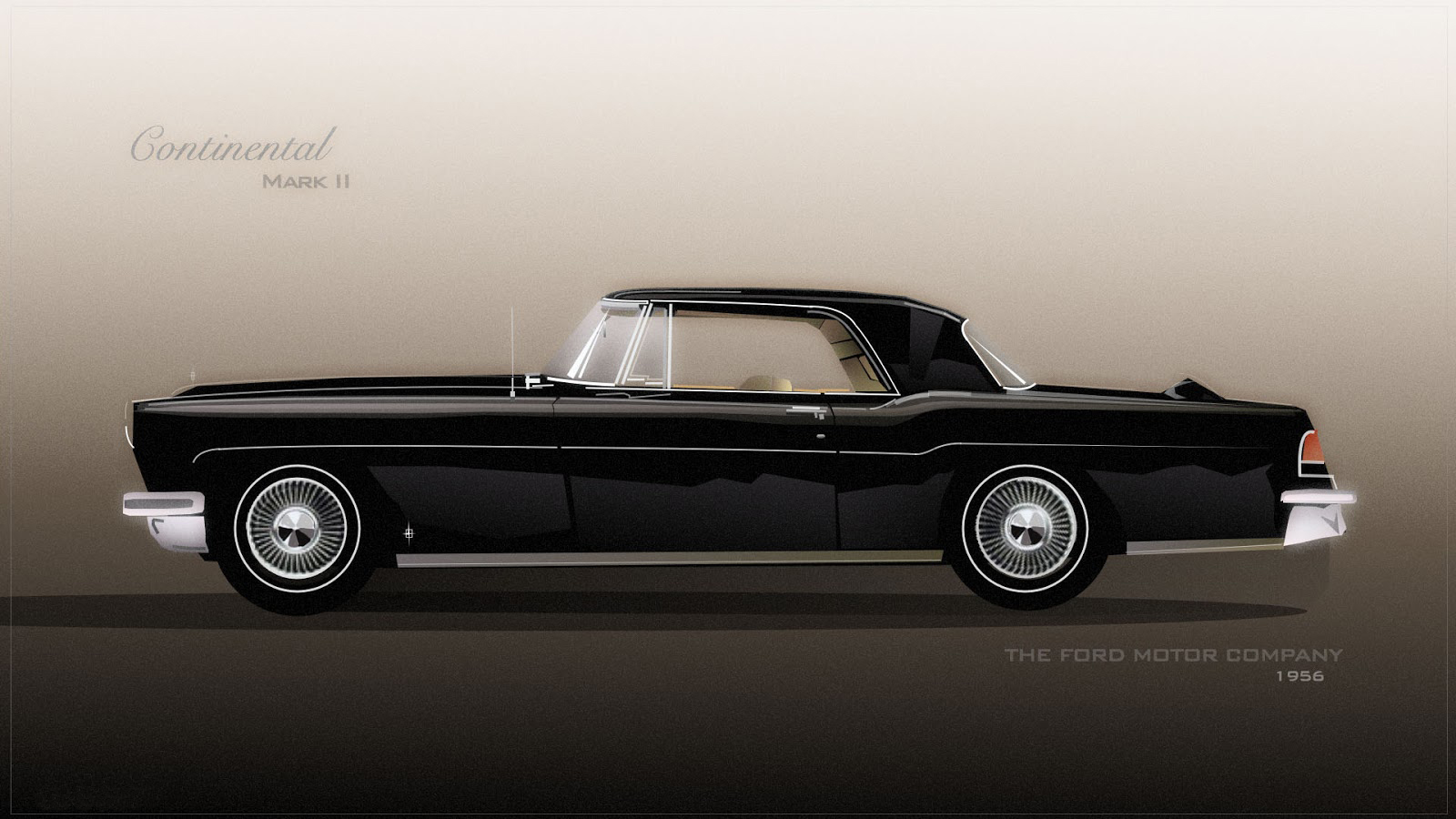
1956 Continental Mark II
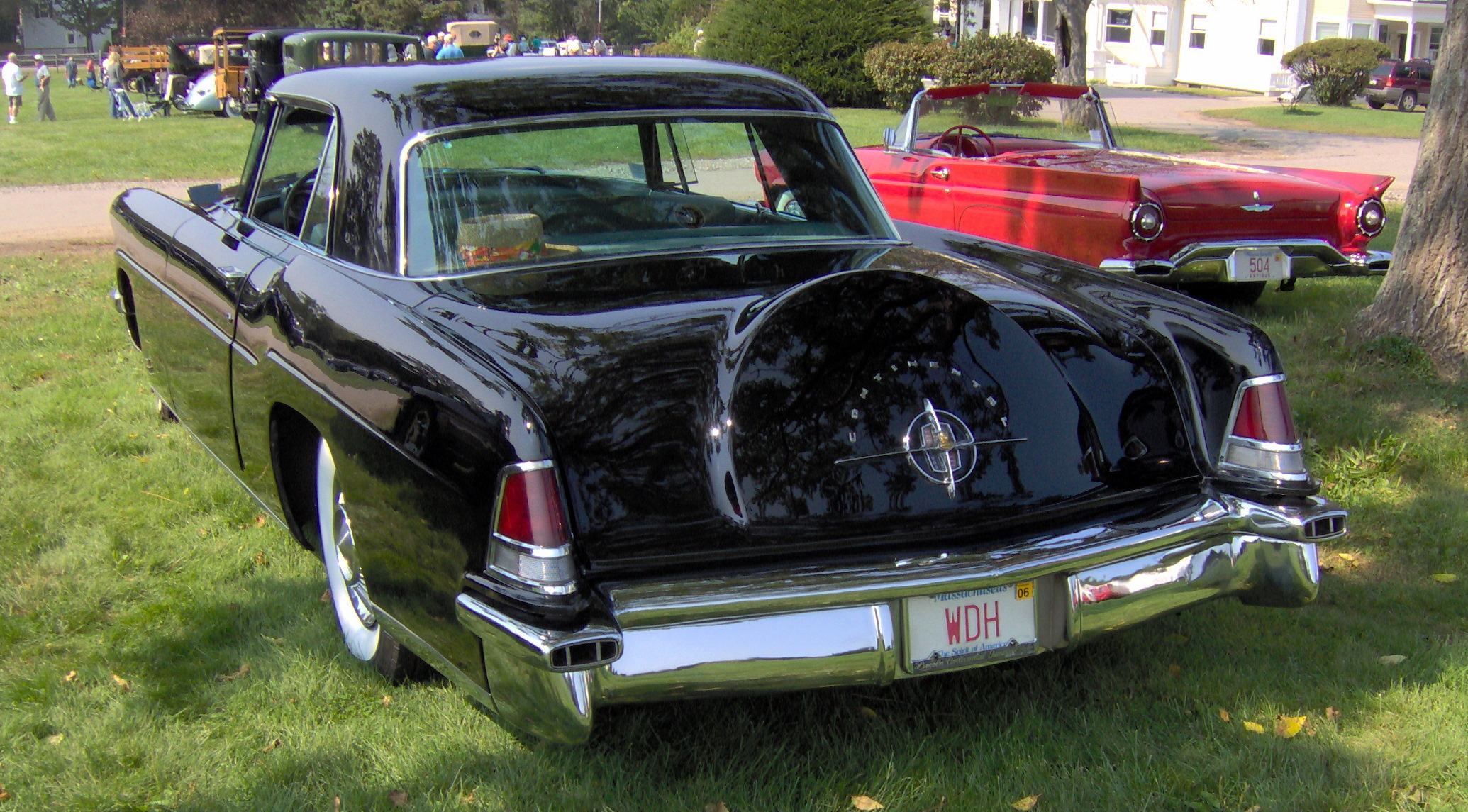
1956 Continental Mark II
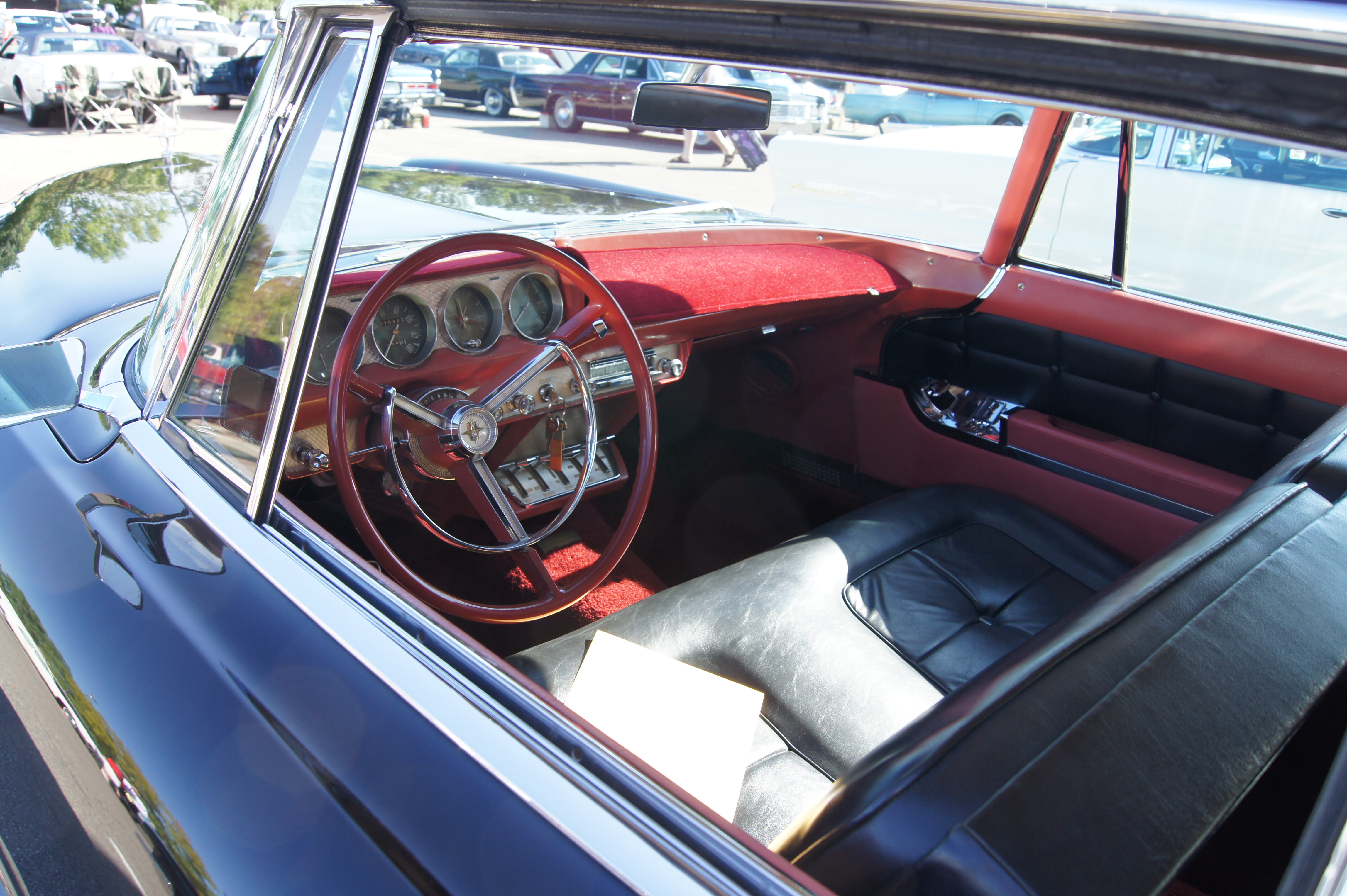
1956 Continental Mark II 內裝
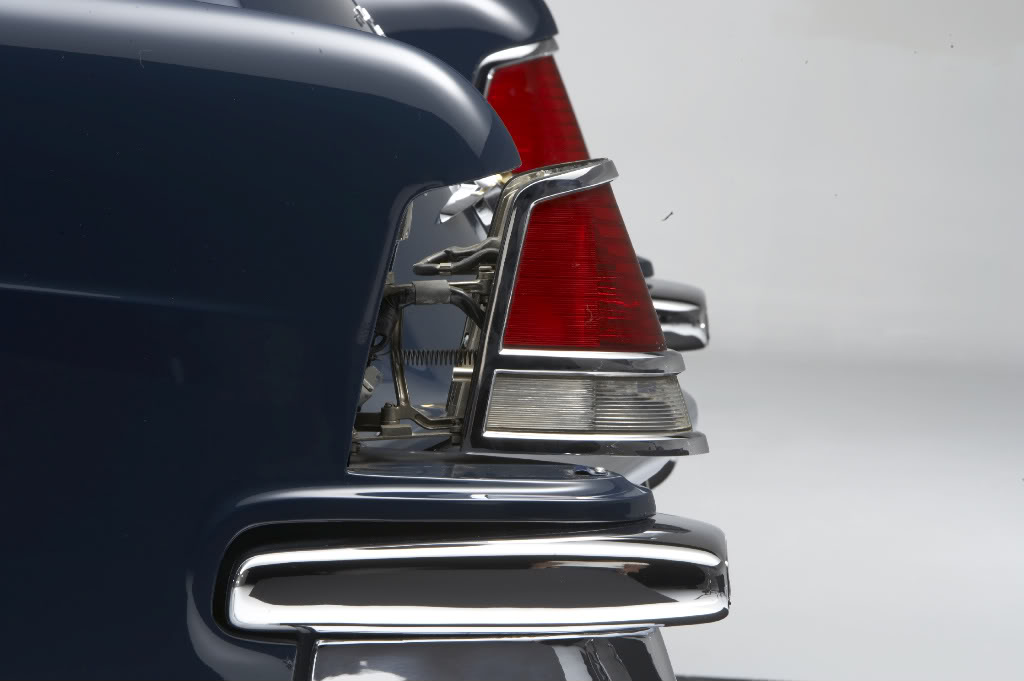
1956 Continental Mark II
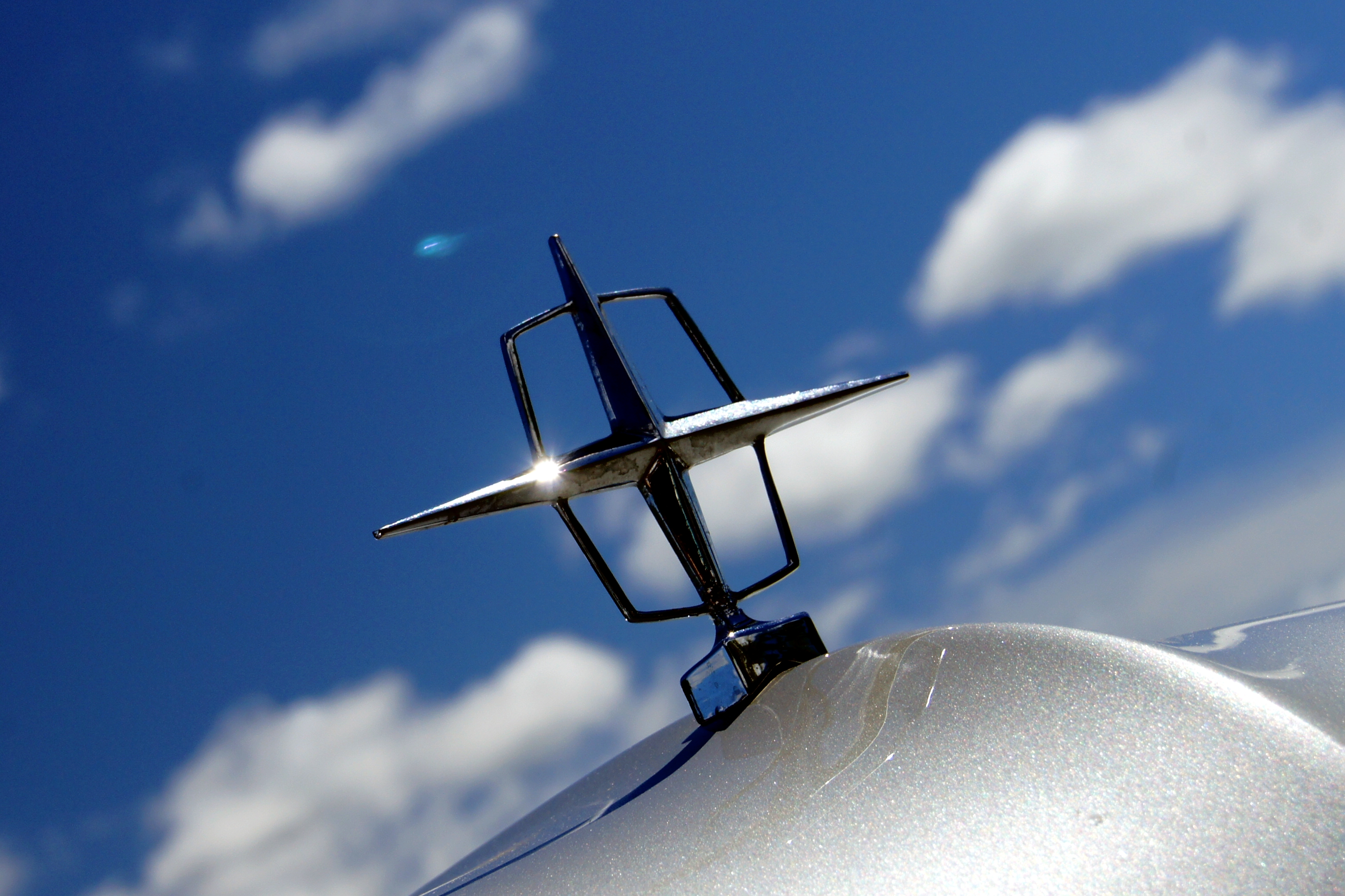
1956 Continental Mark II 廠徽

## 第三代 (1958–1960)

### 車型背景
為了塑造車型的旗艦地位和市場行銷，福特重整 Continental 的定位；為了擴大市場，福特要求 Continental 的價格落在 6,000 美元（比 Mark II 降低 40%），使其面對凱迪拉克 Eldorado 和 Imperial LeBaron 時更有競爭力。因應產能需求，Continental 與其他車型的基本設計更相似，主要差異僅有車頂線條、內裝和水箱罩。為了讓 Continental 能持續生產，該部門只能放棄手工打造的傳統，生產線轉移至 Wixom 工廠。1959 年，福特徹底裁撤 Continental 部門。

### 外觀設計
這一代的 Continental 有著二戰以來第一個全新的非承載式車身的設計，也是福特集團有史以來最大的轎車之一。
Continental Mark III 由林肯首席設計師 John Najjar，在 Elwood Engel 的協助下設計，外型深受 1955 Ford La Tosca 概念車的影響。Engel 負責 1959 年 Mark IV 的設計，而 Don Delarossa（1957 年取代 Najjar 成為林肯首席設計師）負責 1960 年的 Mark V。由於大燈的的尺寸及排列，該車在福特的設計工作室中被暱稱為“Slant-eyed monster”（斜眼怪物）。
為了與其他車型有所區分，所有版本的 Continental (包括敞篷車) 都採用傾斜方向與其他車型相反的後擋，還配備了可上下伸縮的“Breezeway”後窗。Breezeway 這項設計首次在 1957 年 Mercury Turnpike Cruiser 上出現，該窗可加強車內通風。

### 動力總成
1958 年 Continental 搭載的 MEL V8 引擎同樣用在福特集團的其他車型，該年馬力為 375 匹。1959 年降至 350 匹，1960 年再降至 315 匹。全車系只有 3 速自排。
在當時還沒有 5-mph 保險桿的規定（適用於美國），Continental 是福特集團內製造過最長的轎車。甚至比福特 Excursion 更長。

### 規格配備
此代的 Continental 是為 Mark III，但後來兩次小改款卻直接冠以 Continental Mark IV 和 Mark V 販售，與前兩代的命名邏輯不同。

#### Mark III (1958)
1958 年，Continental 部門發表了四種車體的 Mark III，包括雙門硬頂和敞篷車、四門轎車和 Landau 四門硬頂轎車。儘管這代車型比 Mark II 便宜得多，但配備一點也不馬虎；空調一樣是選配，位置從車頂移至中控檯。 Mark III 成為福特集團內第一輛配備 FM 收音機的車，但很少人選配。另一個特別的選配是“Auto Lube”，一種自動潤滑系統，只要油槽是滿的，汽車隨時會替自己潤滑。

#### Mark IV (1959)
1959 年，小改款名為 Continental Mark IV，換掉“Dagmars”保險桿（保險桿上有類似兩顆子彈的造型），前葉子板上的“Continental III”銘牌變成“Continental”，前葉子板靠近車門下方多了“Mark IV”銘牌。水箱罩重新設計，範圍擴及前大燈總成，讓大燈看起來像是在水箱罩上。

#### Mark V (1960)
1960 年，機械方面，後懸吊裝置從螺旋彈簧改為葉片彈簧，保險絲座放在引擎蓋下方以利維修，並且首次提供定速巡航系統。
配備方面，Dagmars 保險桿回歸。Continental 銘牌經重新設計，“Mark V”字樣移至後葉子板上，原本的位置變成四個鍍鉻水平長矛。水箱罩也有小幅修改。車尾重新設計過，使其與前兩年有所不同。儀表板也有重新設計，但只用了一年。

#### Town Car/ Limousine
這是第三代 Continental 的另外兩款車型。1959 年，林肯新增 Limousine 和 Town Car 兩種車體；這是 Town Car 一詞首度被使用。
兩種版本均只有黑色，都採用特殊規格的一般樣式車頂和後擋，且帶有觸感較軟的乙烯基車頂和較小的後窗以保護隱私。Limousine 車型的軸距與一般車型相同，後座腿部空間也是。而配備與其他車型的差異為一般車型的選配在此規格上都成了標配。Limousine 在前後座之間有一個可伸縮的隔板，前座後部配備收音機供後座乘客用。此外，還增加了裝在行李箱內的蒸發器以增強後座的涼感度。

1959 至 1960 年的 Town Car 和 Limousine 是林肯有史以來最稀有的汽車之一。 當年要價 9,200 美元的 Town Car 僅生產了 214 輛，而 10,200 美元的 Limousine 僅生產了 83 輛。

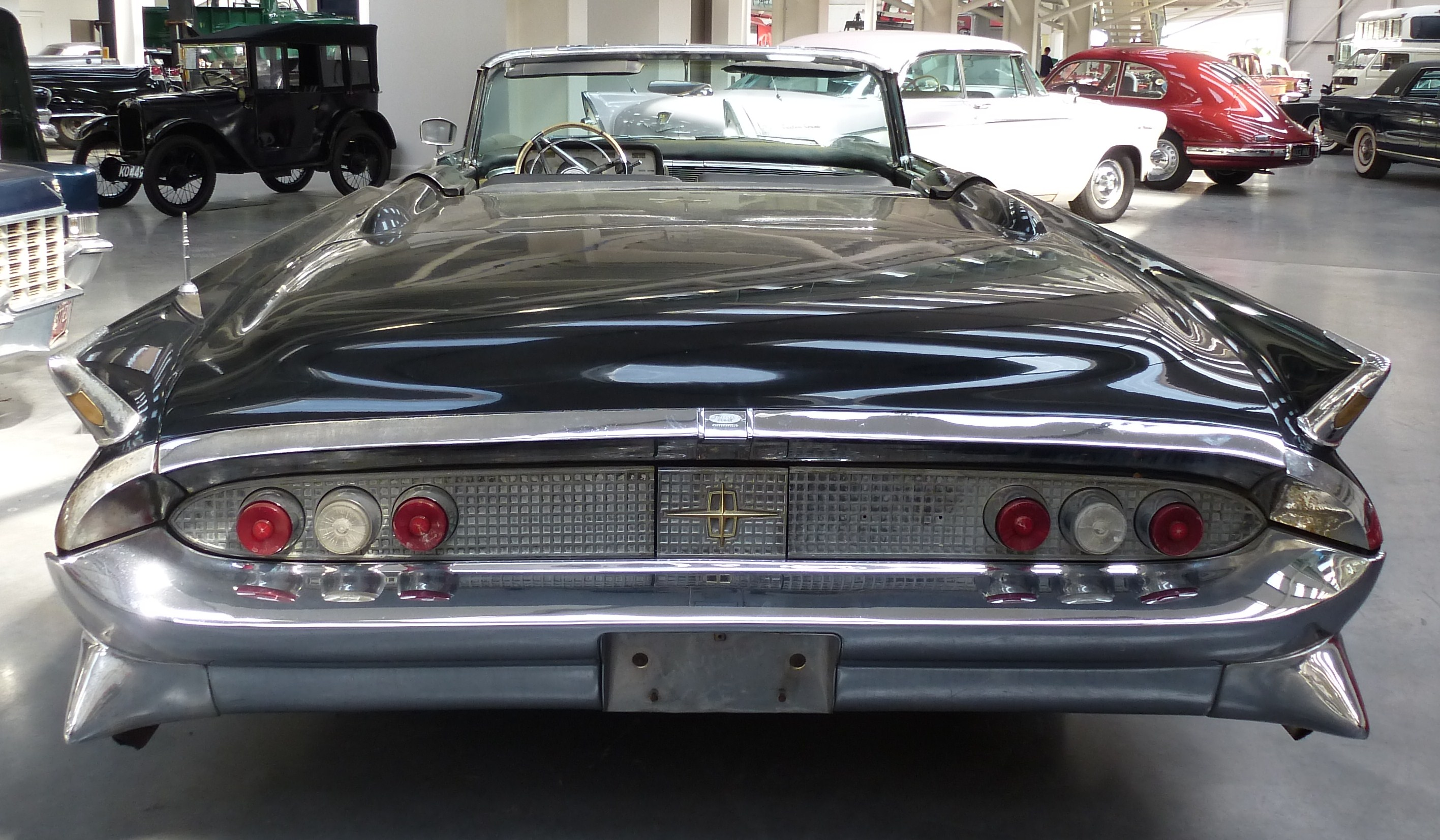
1958 敞篷版
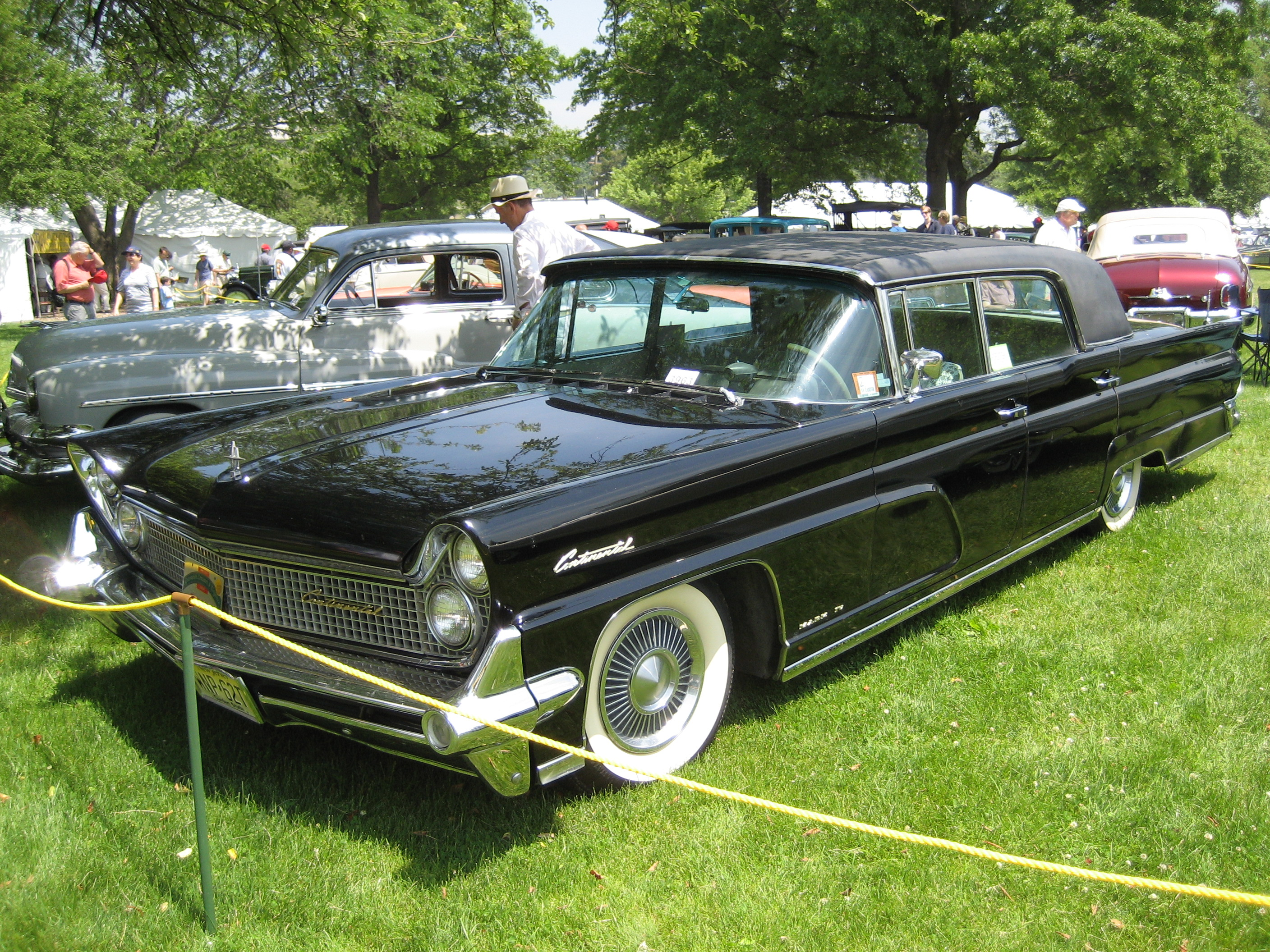
1959 Town Car
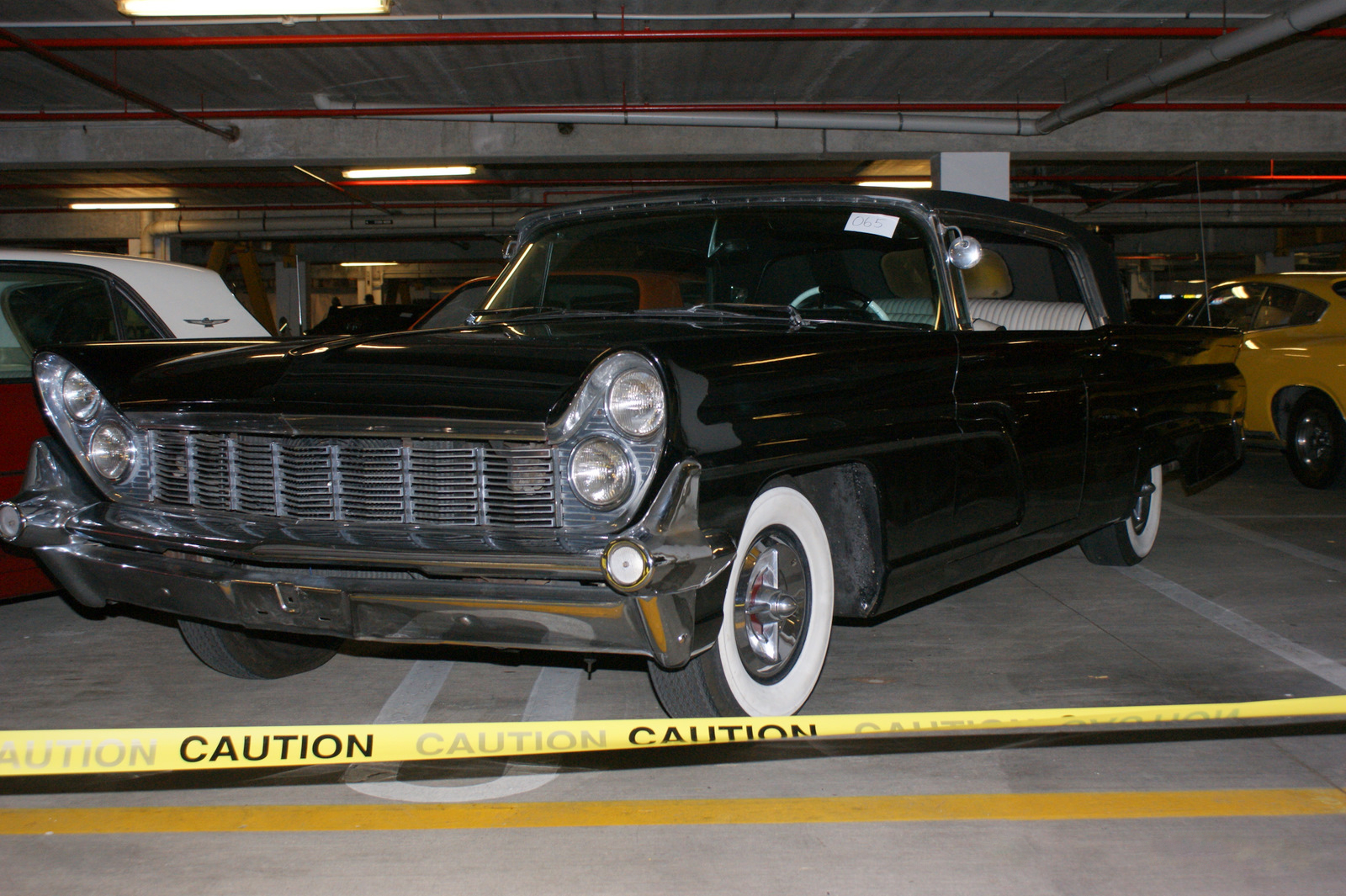
1959 雙門版
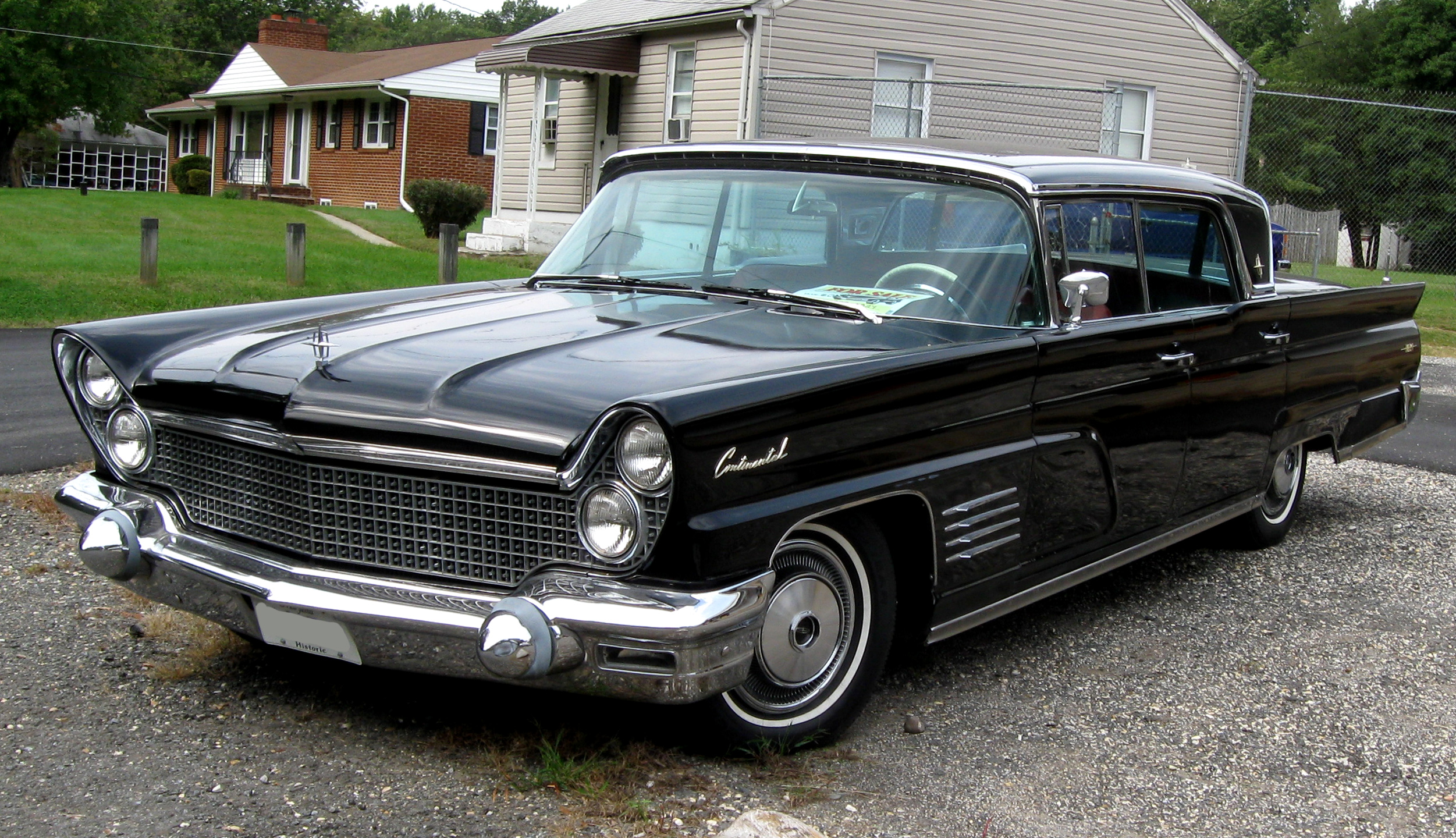
1960 Landau 硬頂
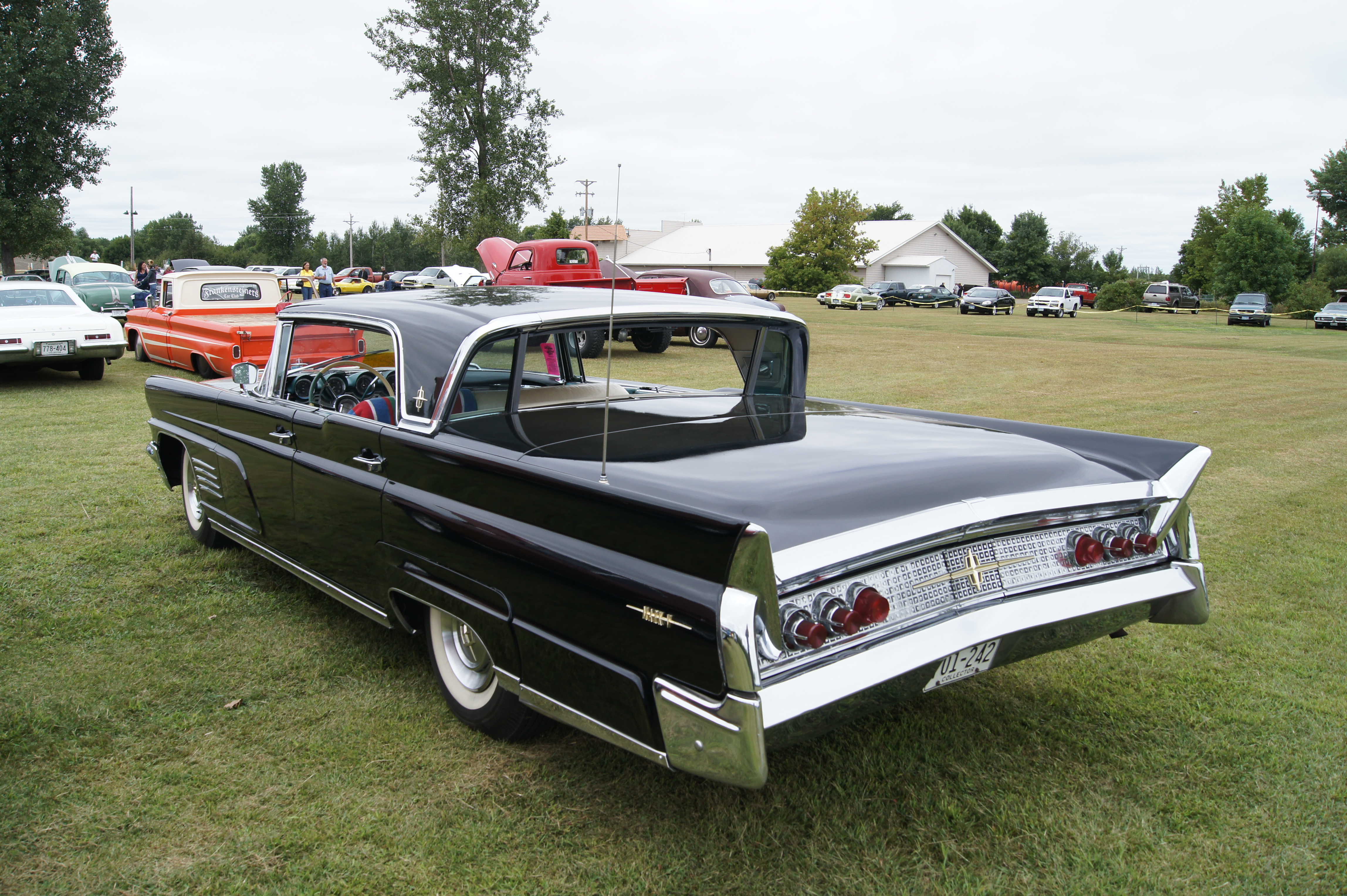
1960

## 第四代  (1961–1969)

### 車型背景
在上一代車型在當時讓福特集團損失約 6,000 萬美元後，林肯旗下車型被縮編到只剩 Continental，而車體只剩四門房車及敞篷車，直到 1966 年才重新有雙門硬頂版。
1958 年中，林肯部門與凱迪拉克仍在競爭，但缺乏盈利能力使其未來堪慮。在新提案獲得批准時，福特的產品規劃人員得出了兩個對恢復林肯部門盈利至關重要的結論。首先，為了要有設計的連貫性，林肯將採用與福特或 Mercury 不同的產品週期，從 3 年延長至 8 年或 9 年。再來，上一代車型對這種等級的轎車來說太大了；因此，下一代的車長必須得縮短。
第四代的 Continental 由福特設計副總裁 Elwood Engel 設計。1958 年，Engel 與員工為 1961 年的福特 Thunderbird 提出了一項設計提案，雖未被相中，但福特高層卻對該設計感興趣，希望該車成為四門的林肯。與上一代相比，車長少了近 38 公分，軸距少了近 20 公分，但此代車型仍然比凱迪拉克或 Imperial  的同級車型還重。其堅固的車體結構和對每輛車進行嚴格的品管確實兌現了福特高層對製造當時最好的量產國產車的承諾。
1961 年的 Continental 獲得《Car Life》於 1961 年頒發的“Engineering Excellence Award”（類似工程卓越獎）。

### 動力總成
引擎只有 Mark V 上的那顆的 7.0 升 V8 可選。1966 年，排氣量漲至 7.6 升，成為福特集團內小客車使用過排氣量最大的引擎。1969 年，引擎換成 7.5 升 385-series V8，和新版 Mark III 一樣。
所有車型也只有 3 速自排。1966 年換成適用大馬力 V8 引擎的 C6 自排，一樣是 3 速。

### 規格配備
第四代車型採用了為 1961 年 Thunderbird 生產的加長版承載式車身，後來兩度增長。
自 1951 年以來，林肯首次採用對開式車門。為了提醒駕駛注意車門狀態，林肯在儀表板上安裝在現代車款常見的“Door Ajar”警示燈。
這一代的 Continental 是自二戰以來，第一台四座的電動軟頂敞篷車。機械裝置源自福特 Fairlane 500 Skyliner，車頂可收折至行李箱內。
所有車型皆採無窗框車門，但由於敞篷車側的窗戶密封膠條有重疊，在只開後門的情況下，後窗在開門時會自動降低一點。

#### 1961–1963
1961 年，Continental 取代了林肯 Premiere 和林肯大陸 Mark V。也是首次以 2 年/ 39,000 公里作為保固期販售的美國國產車。在車門和儀表板上使用加州胡桃木飾板。
1962 年，水箱罩變成以一格一格的方形當底，原本中間那條粗的鍍鉻飾條變得比較細。

1963 年，更新許多配備。前座的靠背有修過，以增加後座的腿部空間。為了增加行李空間，行李箱蓋的造型也有小幅修改。充電系統從直流發電機改成交流發電機，和其他美國車一樣。

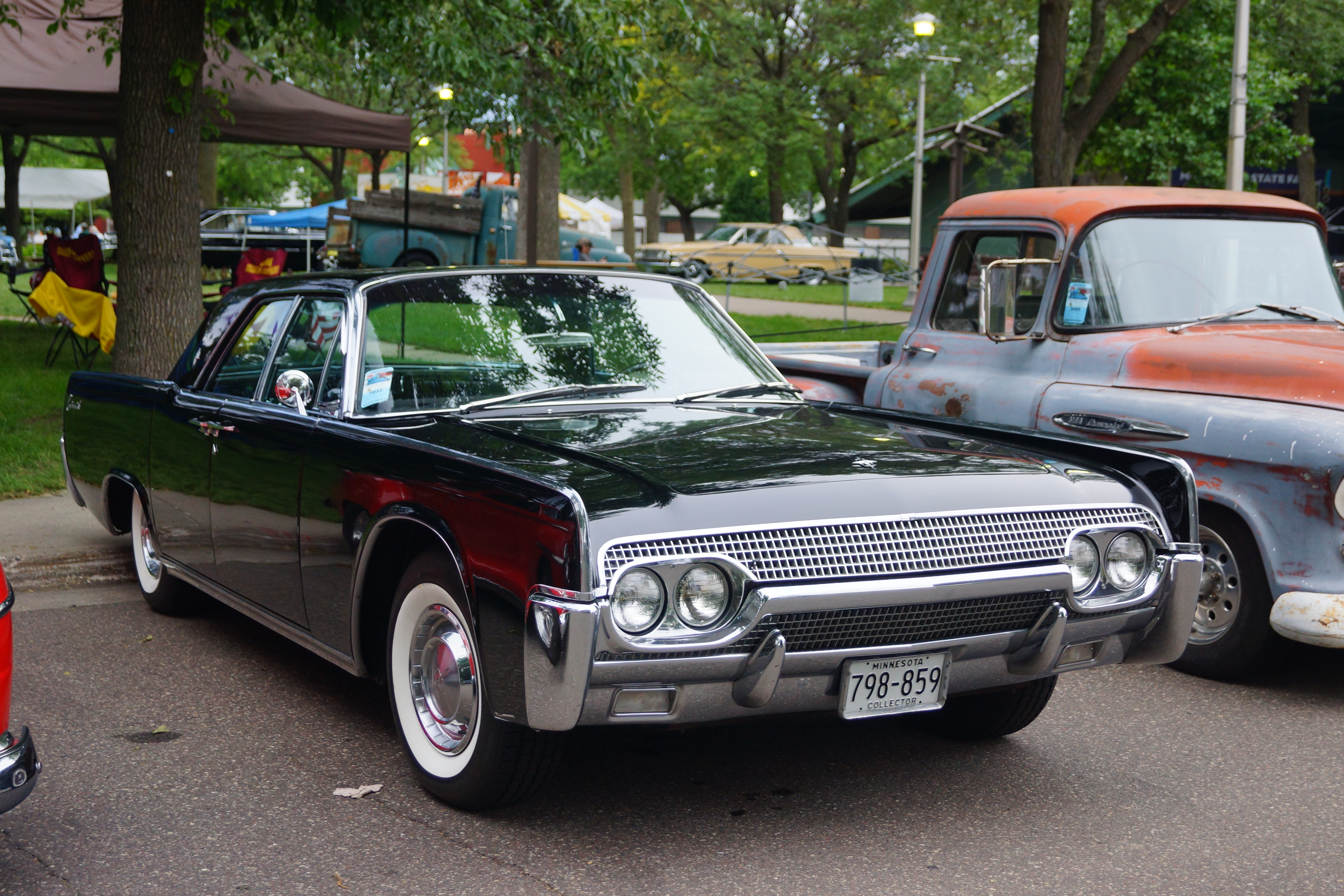
1961 Sedan
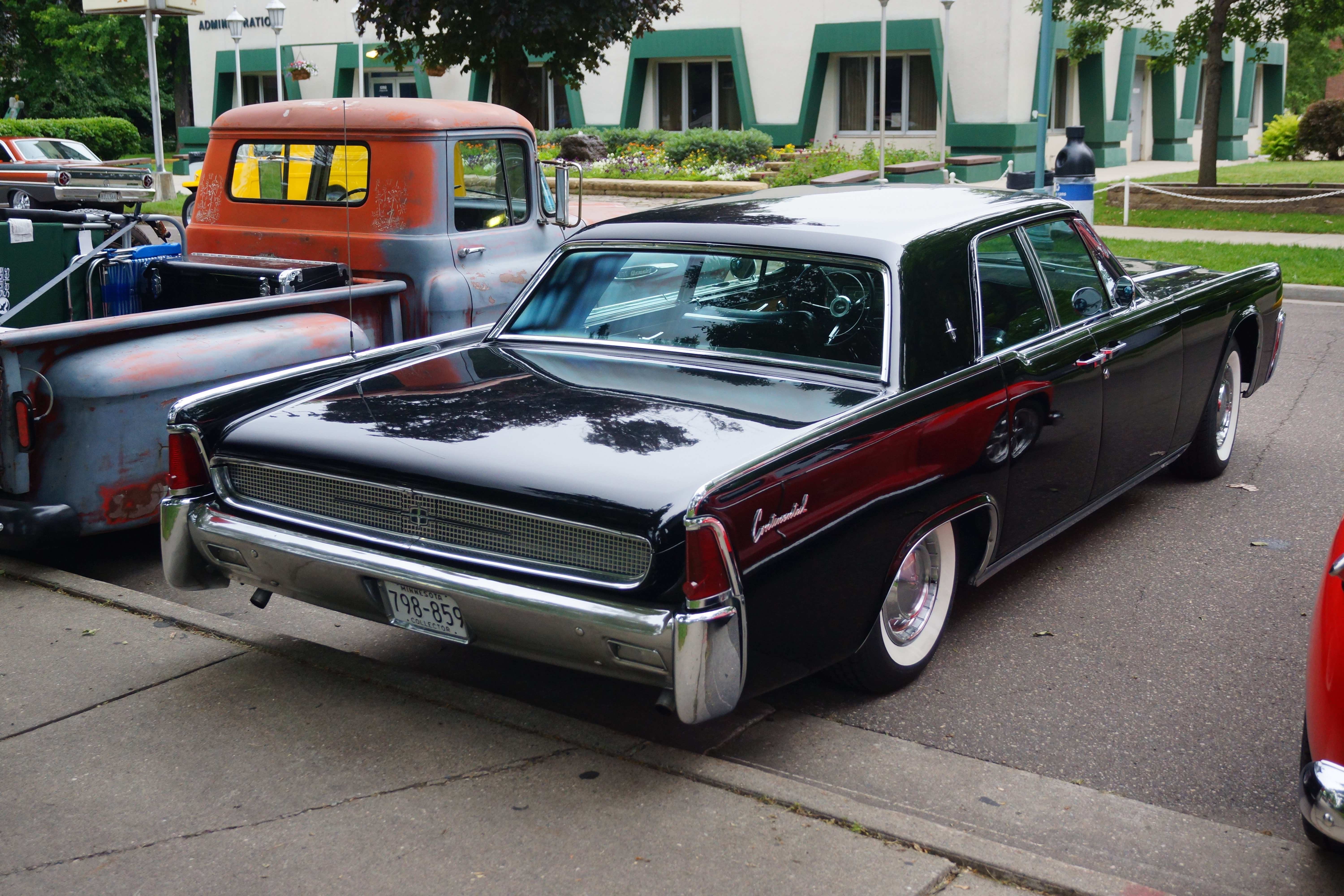
1961 Sedan
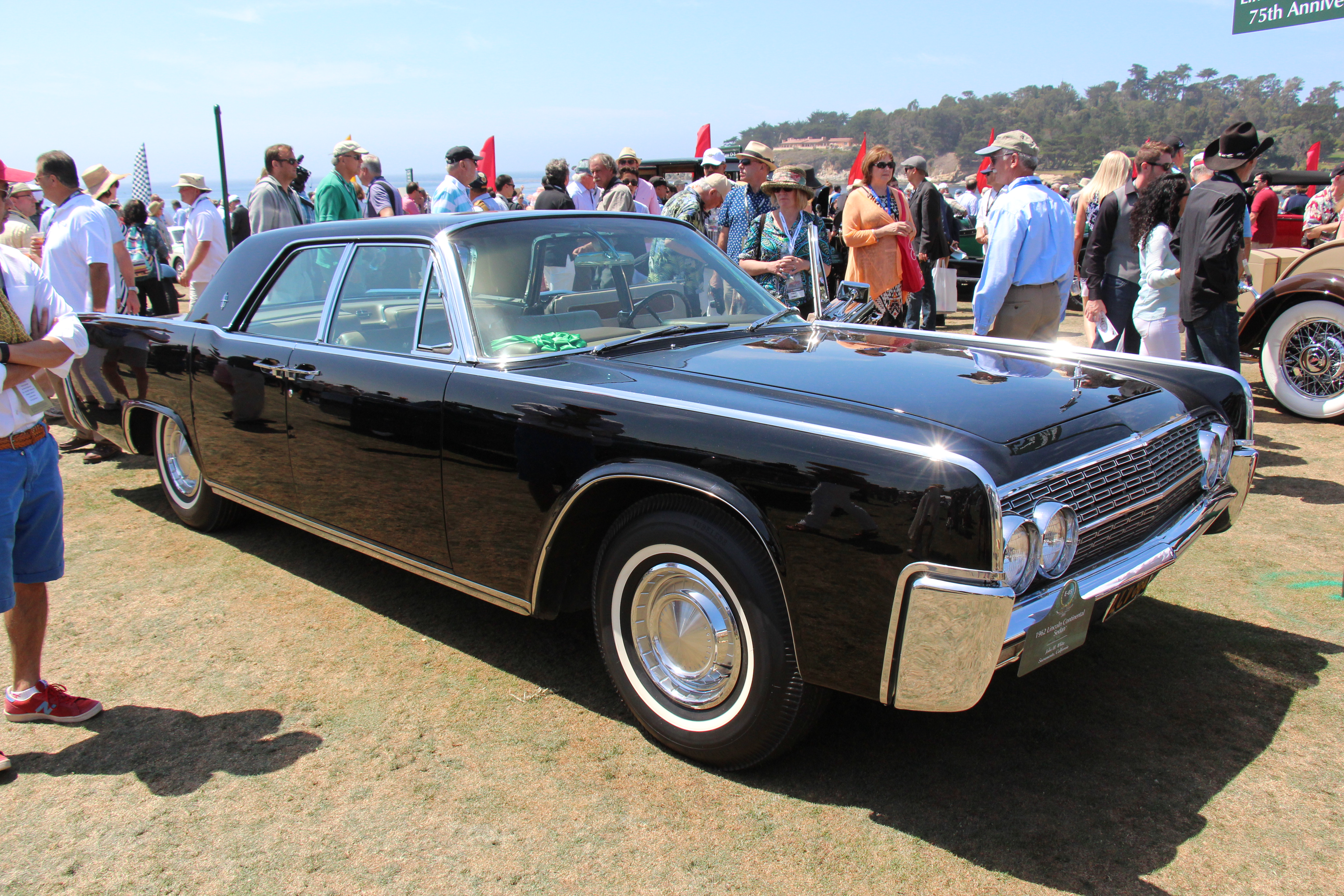
1962 Sedan
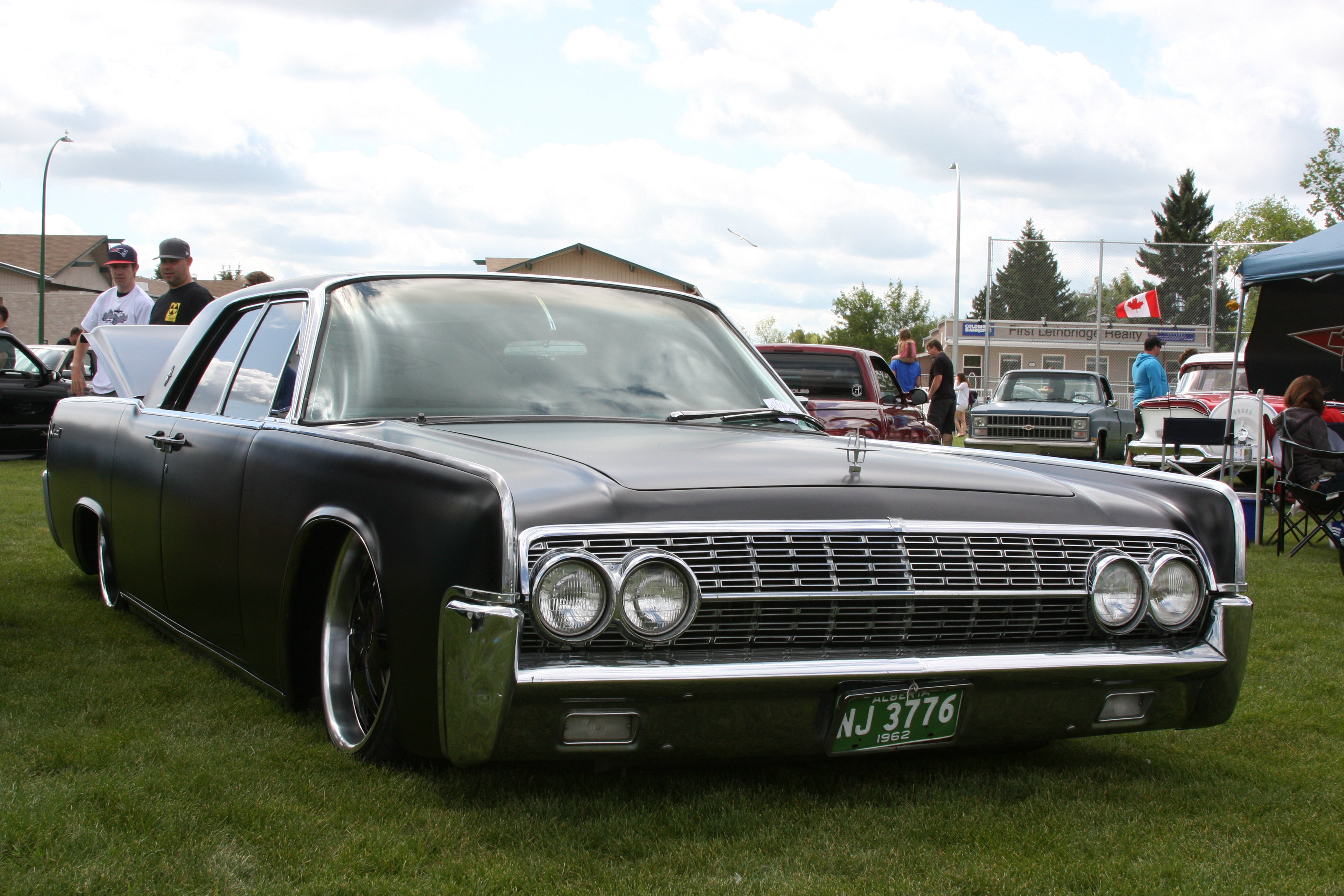
1962 Sedan
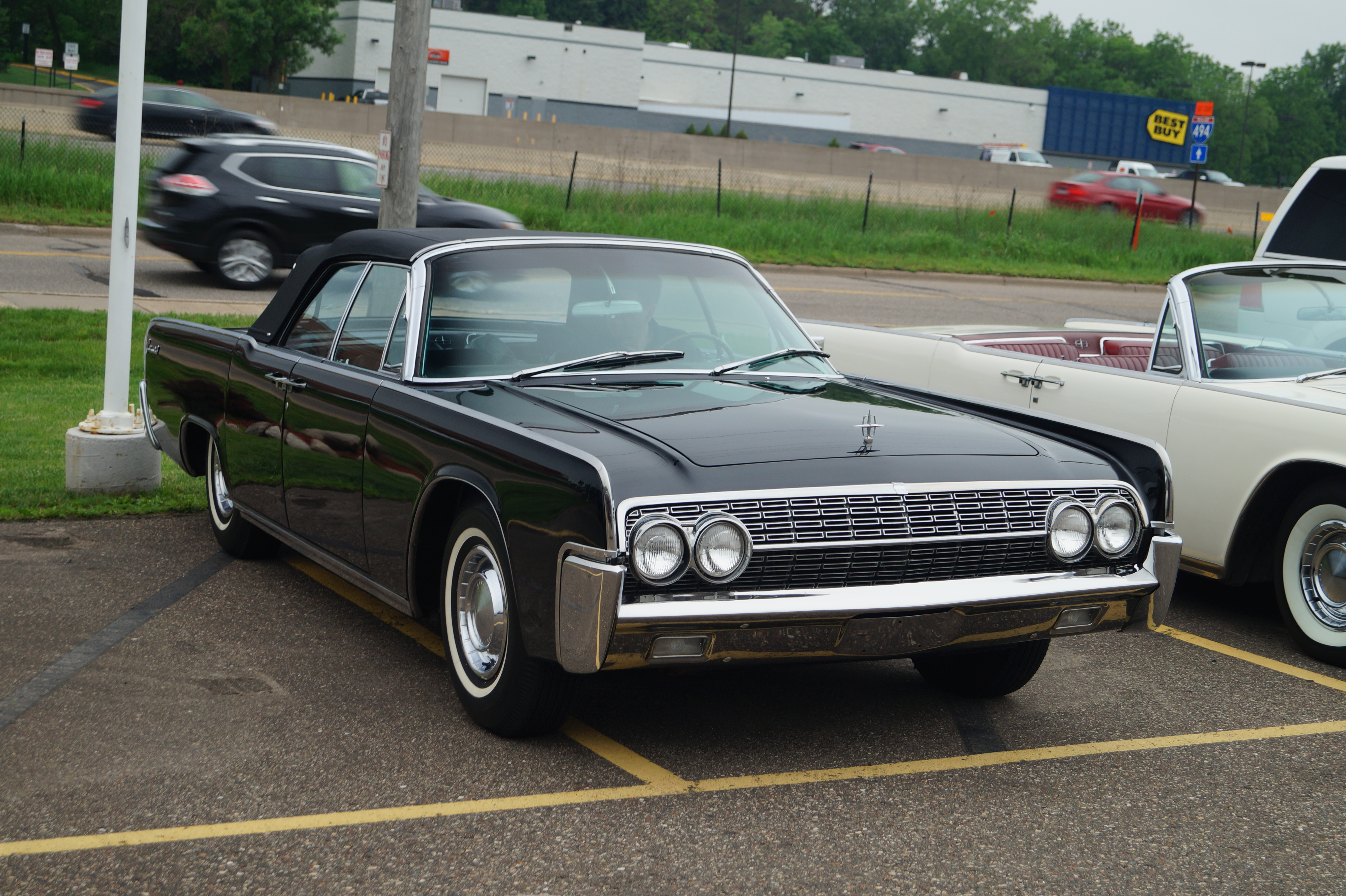
1962 Convertible
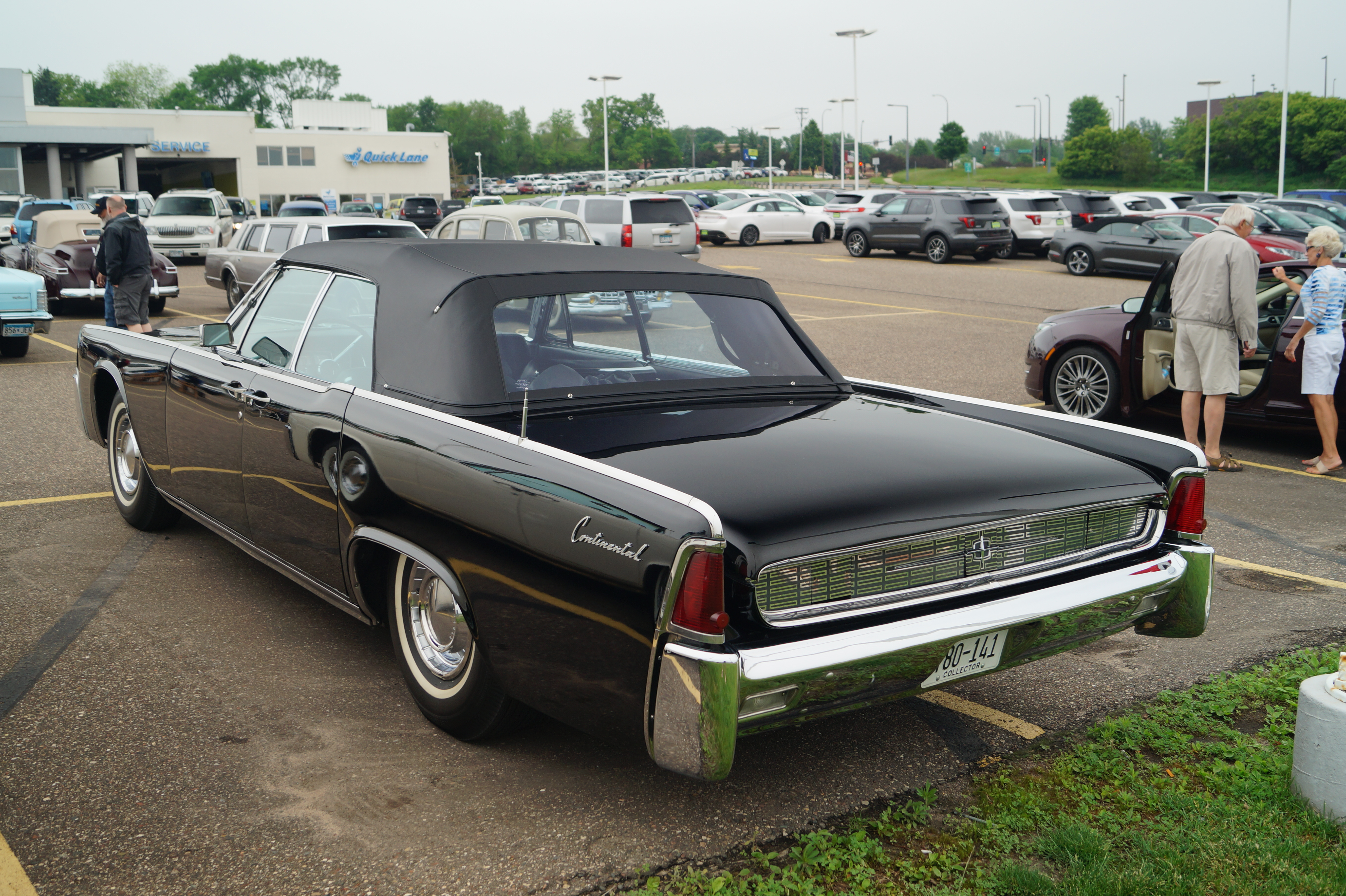
1962 Convertible
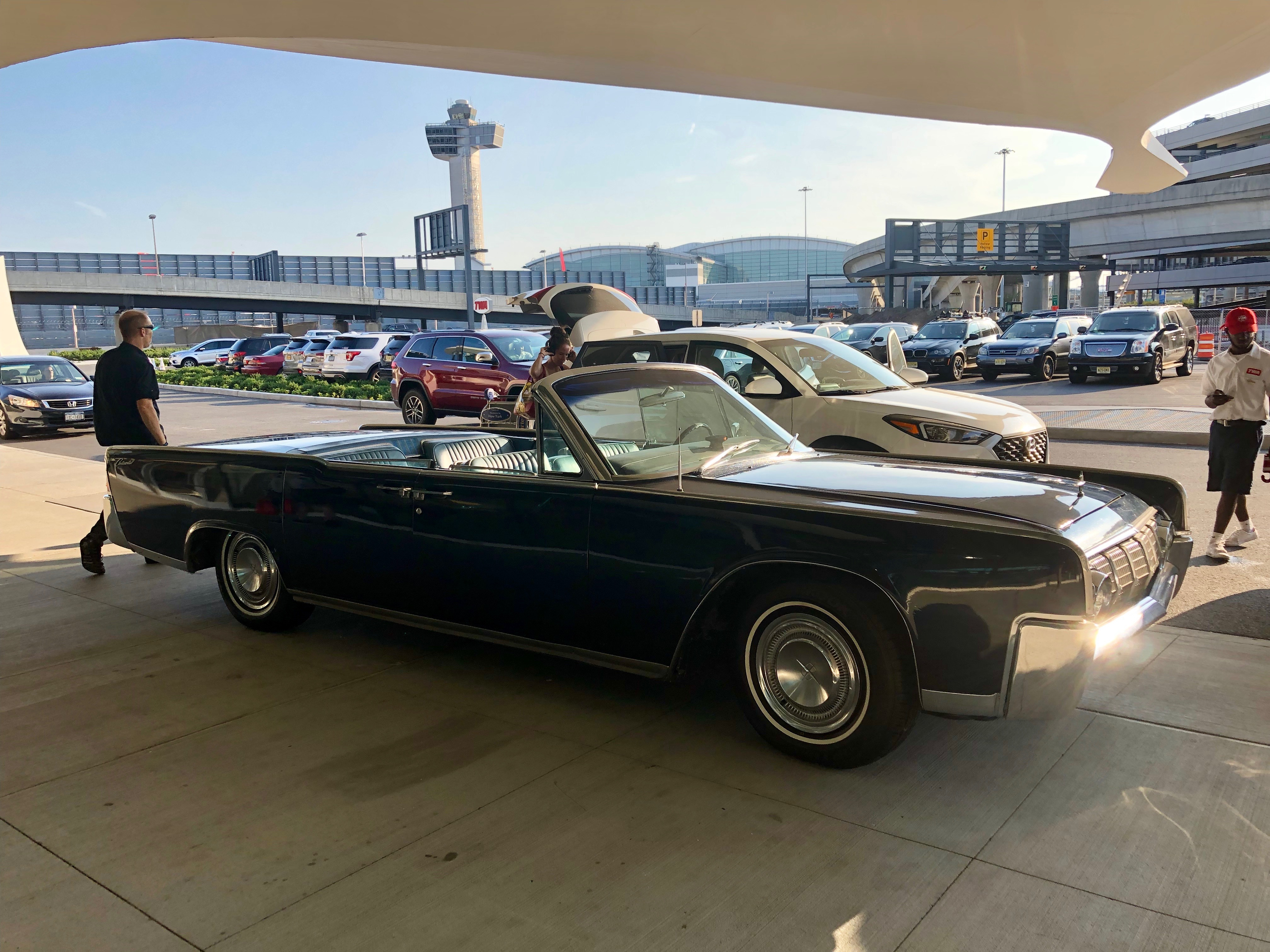
1963 Convertible
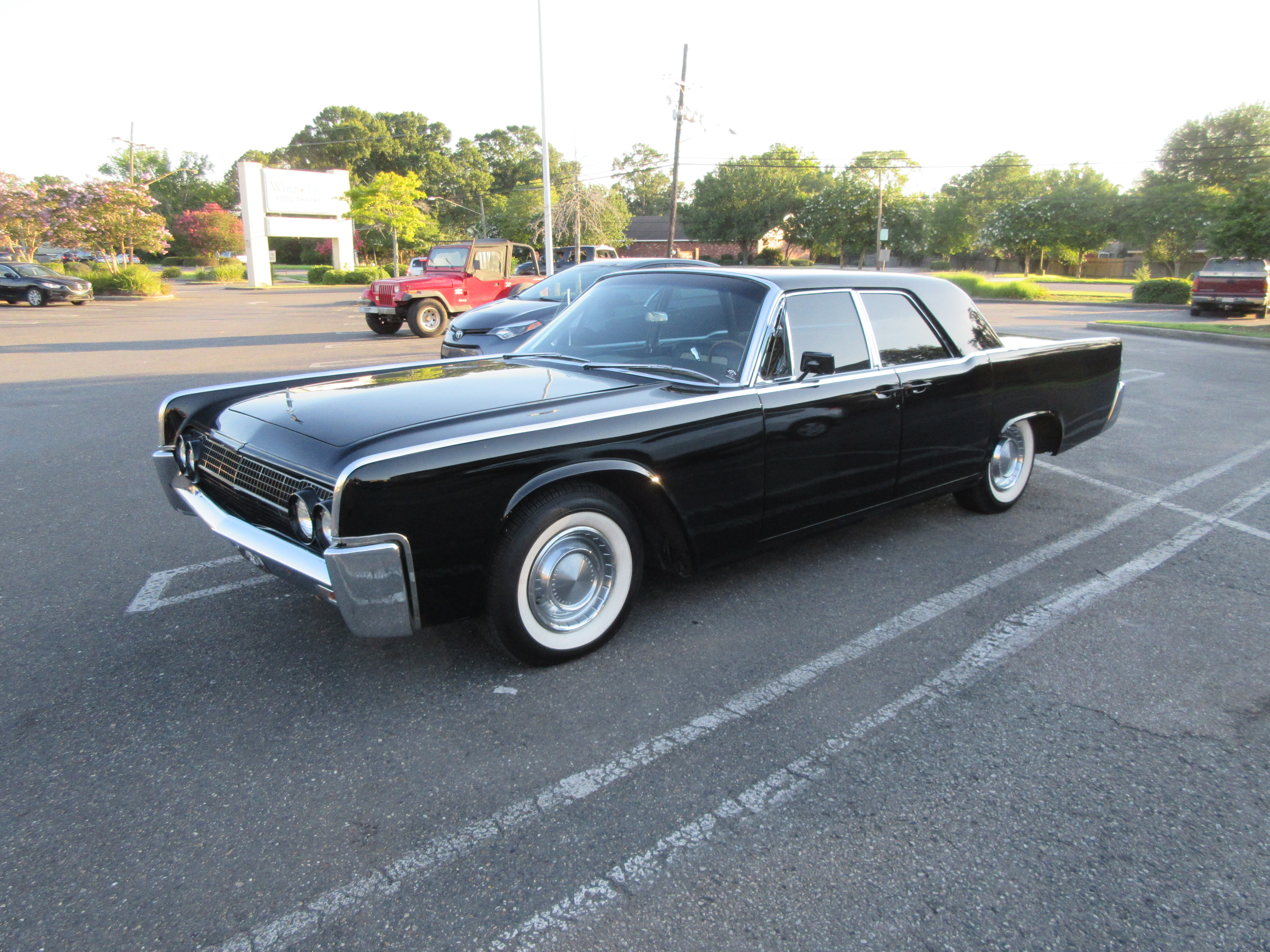
1963 Sedan

#### 1964–1965
1964 年，第四代 Continental第一次中改款。外觀方面，軸距從 3124 mm 增加至 3200 mm。前擋變得比較平面，不像之前那麼彎。為了增加後部的頭部空間，後部車頂線條也變得較為方正。水箱罩的設計也有修改過，以直的鍍鉻飾條裝飾。車尾，加油孔蓋從車尾正中央的飾板移到左後葉子板上。內裝方面，儀表板加寬，花紋、門板和配件等等都有修改過。而這次改款可以選配可調式的方向盤機柱。
1965 年，Continental 的外觀再次修改。車頭變得更有稜有角，引擎蓋也是。前方向燈從保險桿移到車頭兩側並銜接葉子板。行李箱蓋上的飾板被拿掉了。為了提高煞車能力，Continental 的前輪搭載了 Kelsey-Hayes 製的煞車碟盤。此外，可伸縮的前座安全帶成為標配。

在這兩年，林肯分別推出了兩個年份的 Continental Town Brougham Show Car，軸距為 3327 mm，總長為 5621 mm。前後座中間有一個可伸縮的玻璃隔板，前半部上方為開放空間，外觀類似1930 年代典型的 town car/ brougham。

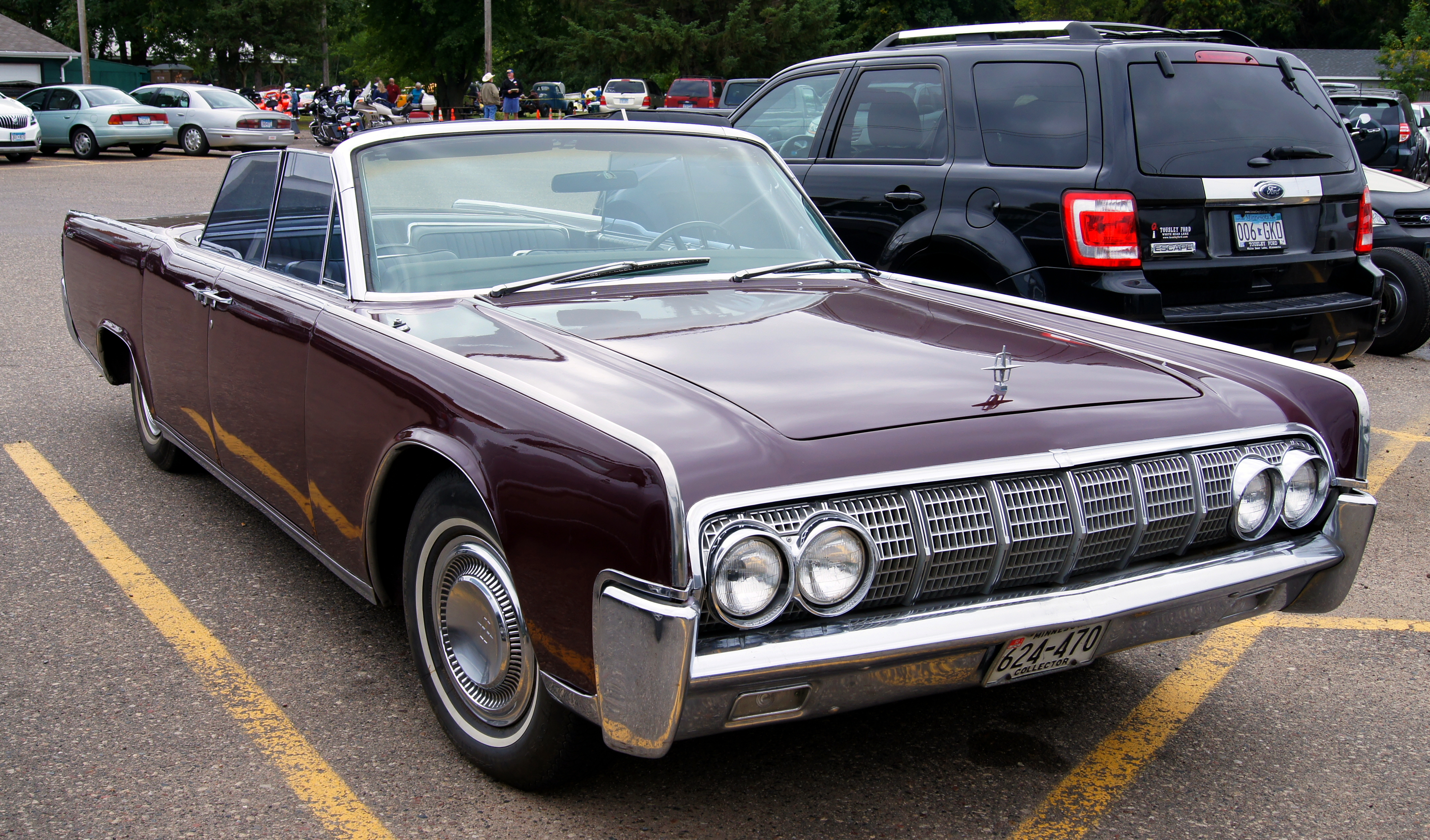
1964 Convertible
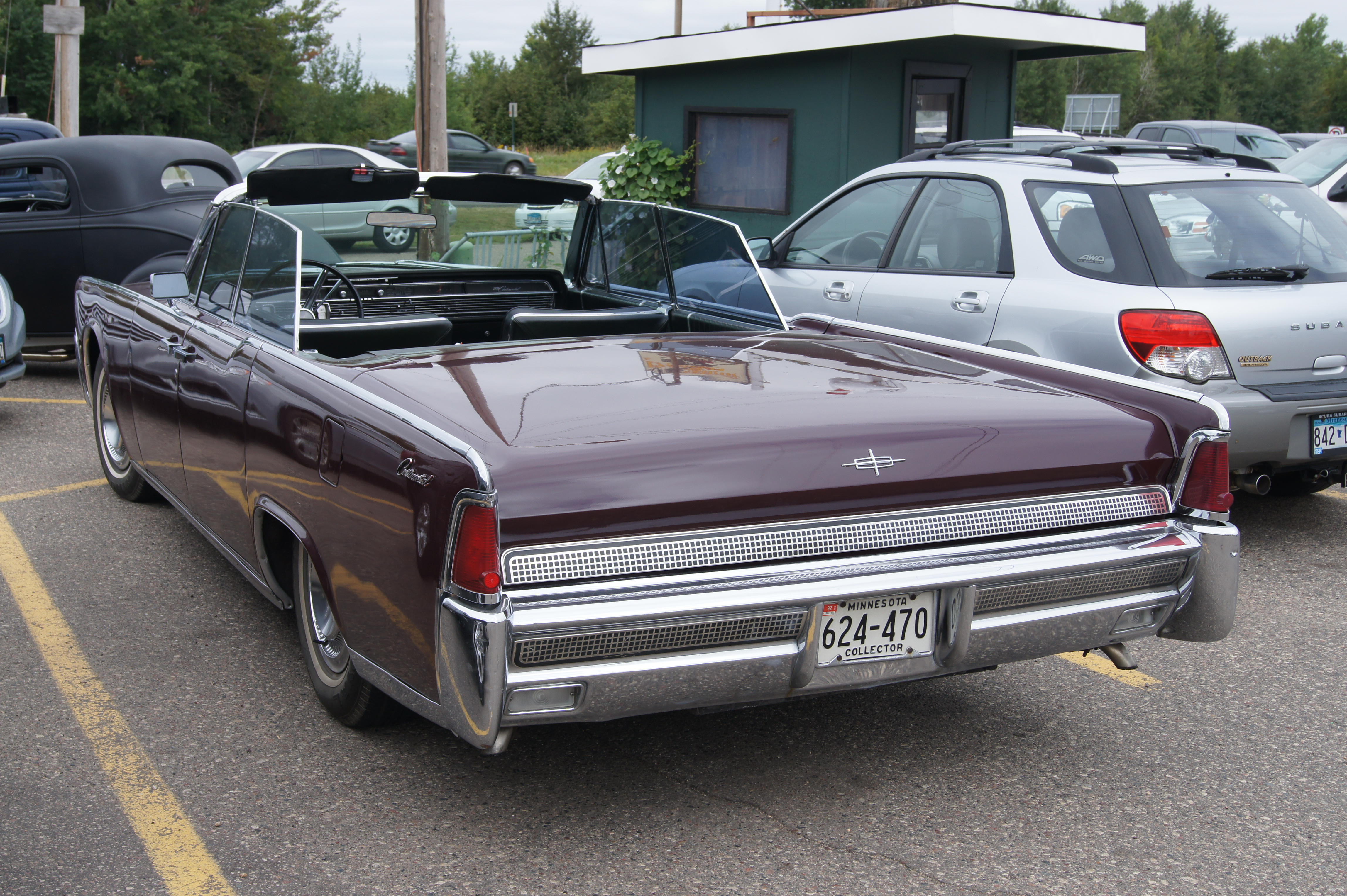
1964 Convertible
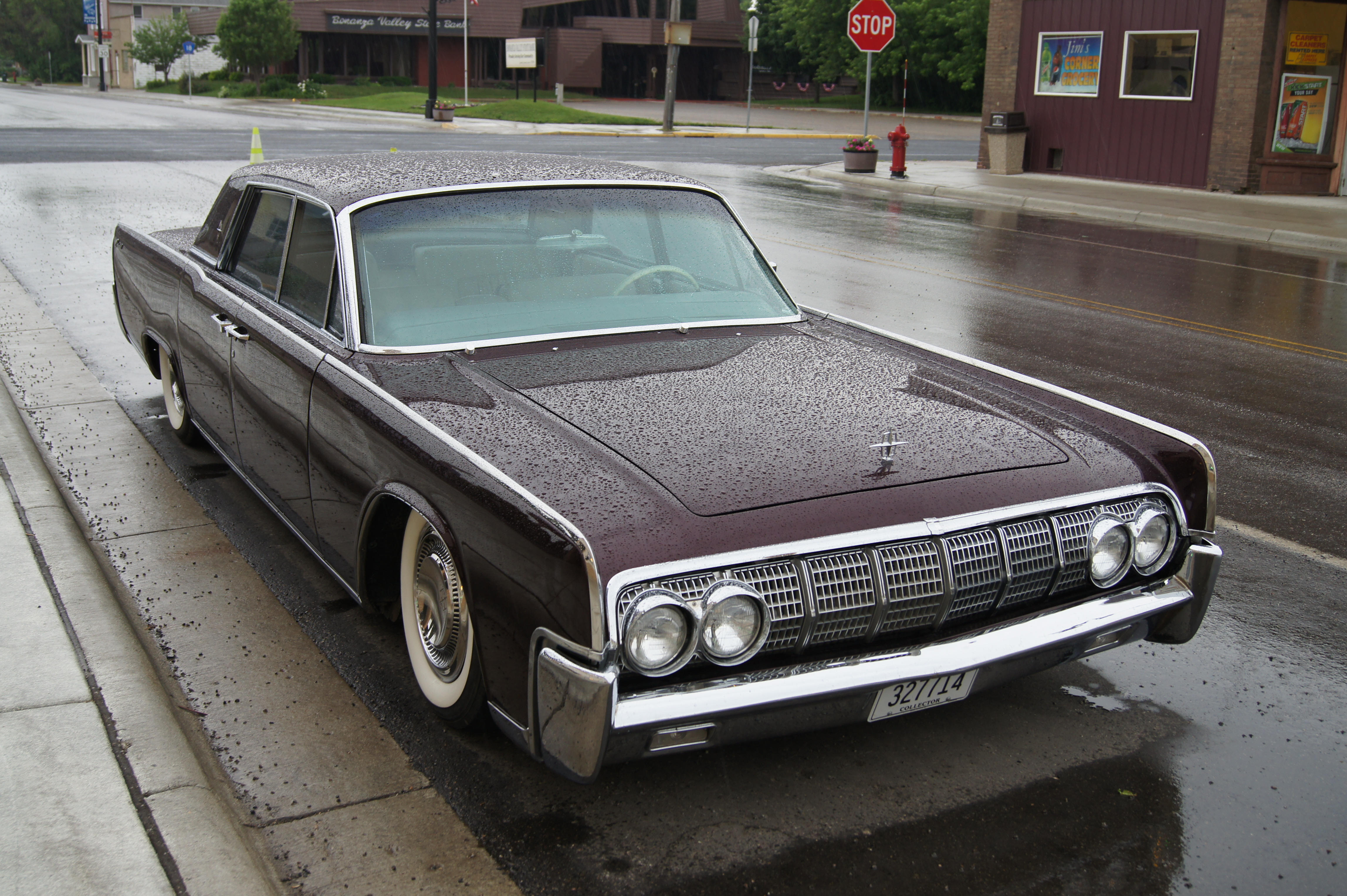
1964 Sedan
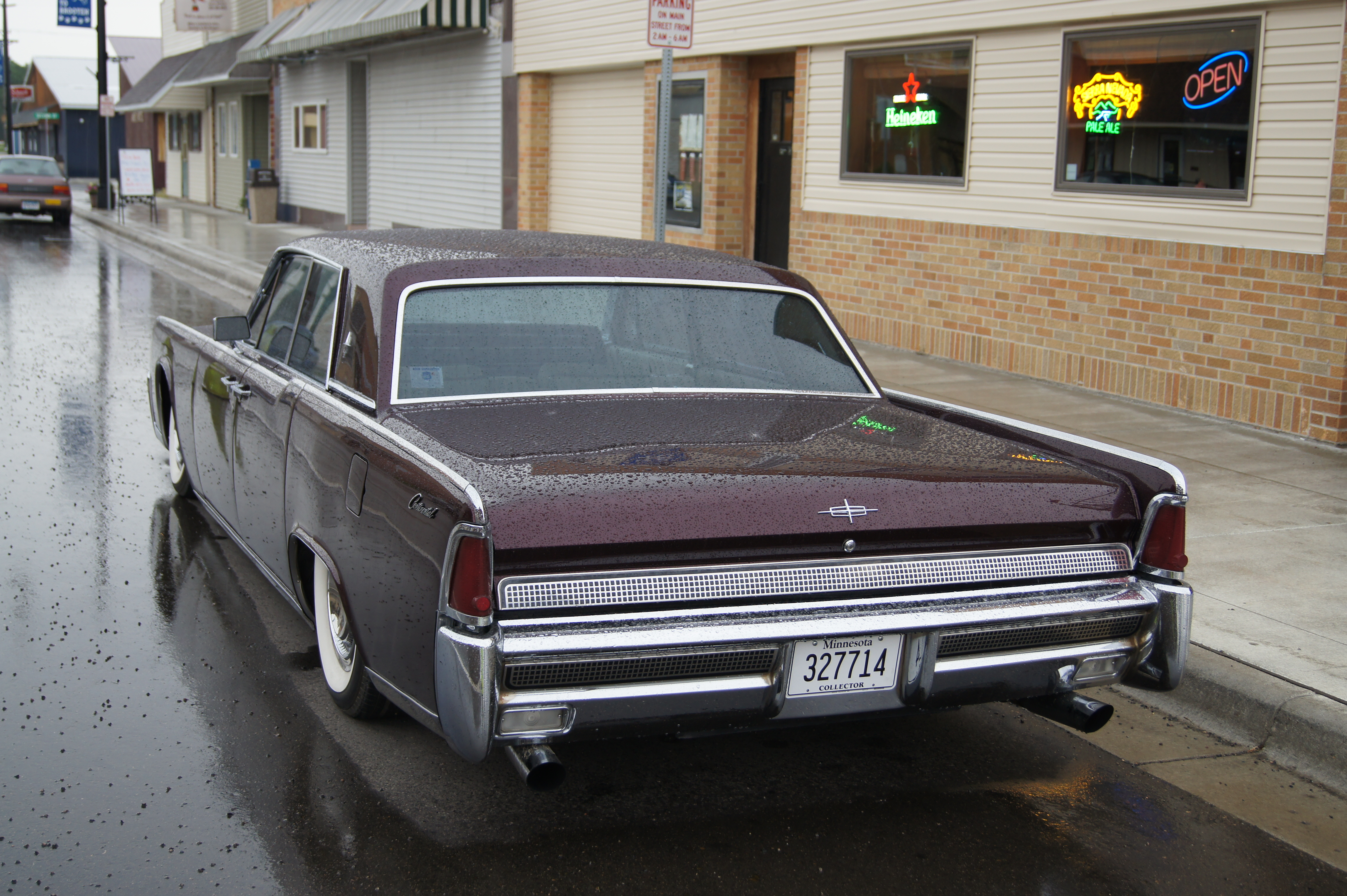
1964 Sedan
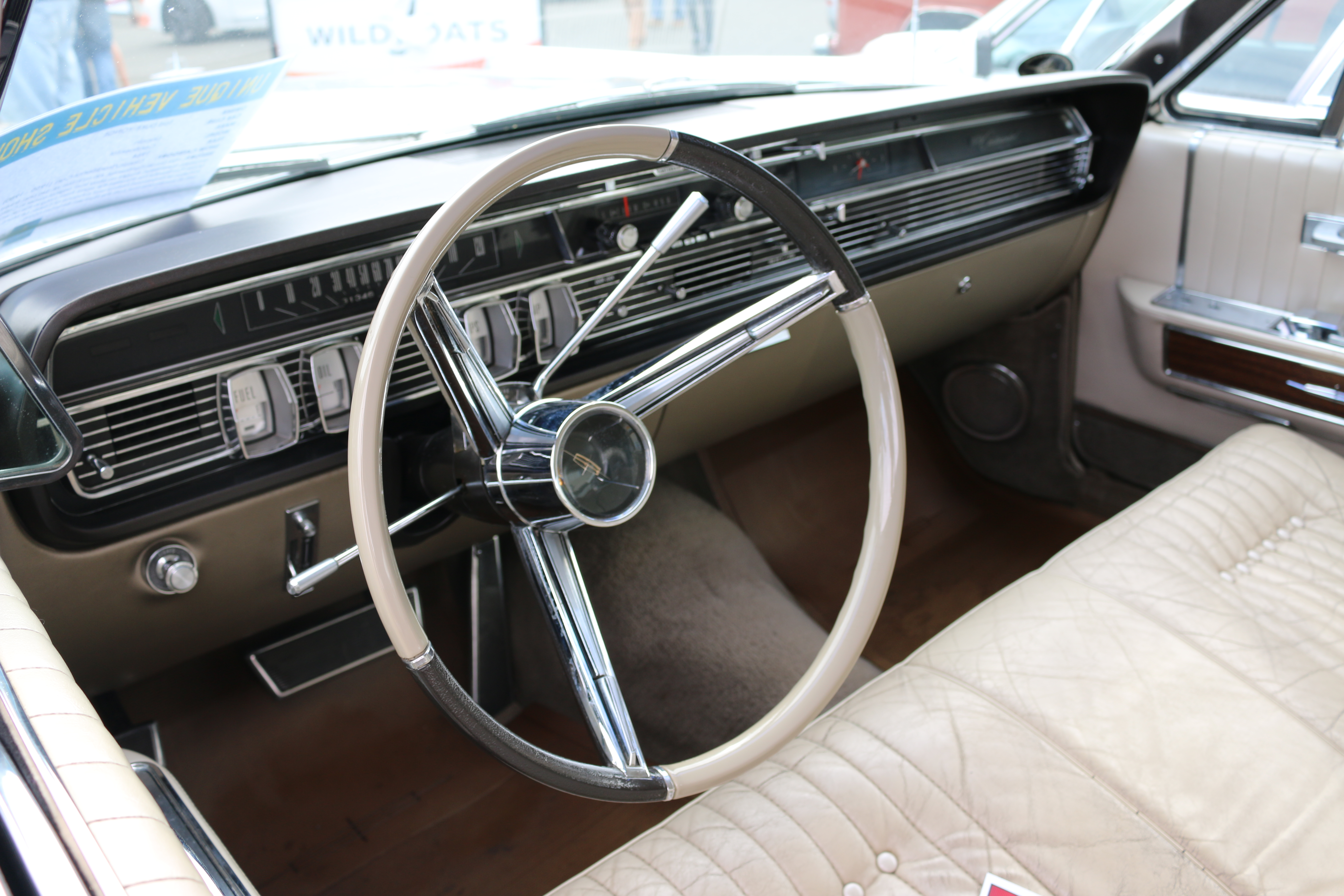
1964 內裝

#### 1966–1969
為了能與凱迪拉克 Coupe de Ville 和 Imperial Crown Coupe 競爭，林肯重新推出了雙門硬頂車型。受惠於前幾年的銷量，在不更動配備的情況下，Continental 降價近 600 美元。事實證明這項策略是成功的，受到新的雙門車型的影響，該車型系列的銷量成長了 36%。
1966 年，第二次中改款，車長再度加長至 5611 mm，使後座腿部空間更進步，並且更高，更寬了。外觀方面，在車頭加上“CONTINENTAL”的銘牌字樣。前擋兩側稍有彎曲，但幅度沒那麼大。前方向燈移回保險桿內，尾燈也不再是包角式，而是在後保險桿中變成橫置排列。內裝也有修改，可選配上下調整的方向盤和一個 8 軌的卡帶播放器。敞篷車款的開篷機構增加了第二個液壓泵，與原先的分別用於打開車篷和行李箱，並拿掉液壓電磁閥。
1967 年，林肯拿掉前葉子板靠近車頭的廠徽。在儀表板上加了許多警示燈。除了油壓警示外，還有行李箱和定速（如果打開）的警示燈。依據聯邦安全法規，兩點式膝部安全帶成為標配，並配備了可潰縮式的方向盤機柱。
由於敞篷版的銷量每況愈下，在要停產的這一年僅售出 2,276 輛。使其成為美國最後一台四門敞篷車。另外，因為缺少固定車頂而需要大量的車體強化，逾 2 噸重的 1967 年式敞篷版是福特集團內販售過的最重的小客車之一。
1968 年，為了達到聯邦法規對安全的要求，前方向燈回到車頭兩側並銜接葉子板，除了有橫置尾燈外，包角式尾燈設計也回歸。車頭的“CONTINENTAL”的銘牌和立標被拿掉，因為當時林肯以為法規會禁止此設計，但後來並沒有此項規定。前排座椅新增了腰部的安全帶。本來68年式的新車型會用新的 7.5 升引擎，但舊引擎仍有許多庫存，因此前者在晚一點時才投入車型使用。
1969 年，水箱罩再次加大，“CONTINENTAL”的銘牌字樣回歸，但立標則無。為了遵守聯邦法規，前座新增頭枕。和新版的 Mark III 一樣，全車系標配 7.5 升的引擎和福特的 3 速 C6 自排變速箱。

“Town Car”在這一年被當作選配內裝套件的名字。

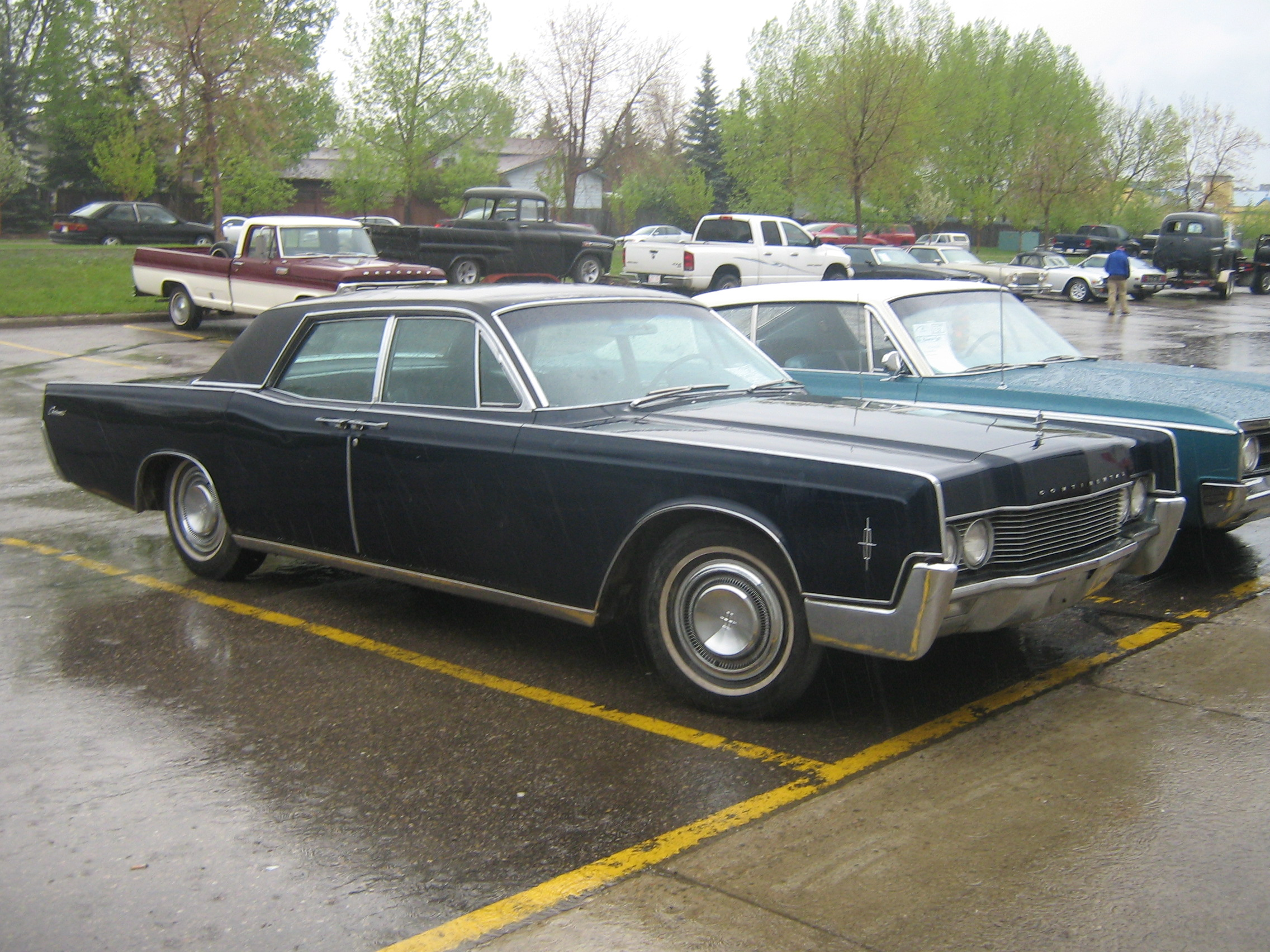
1966 Sedan
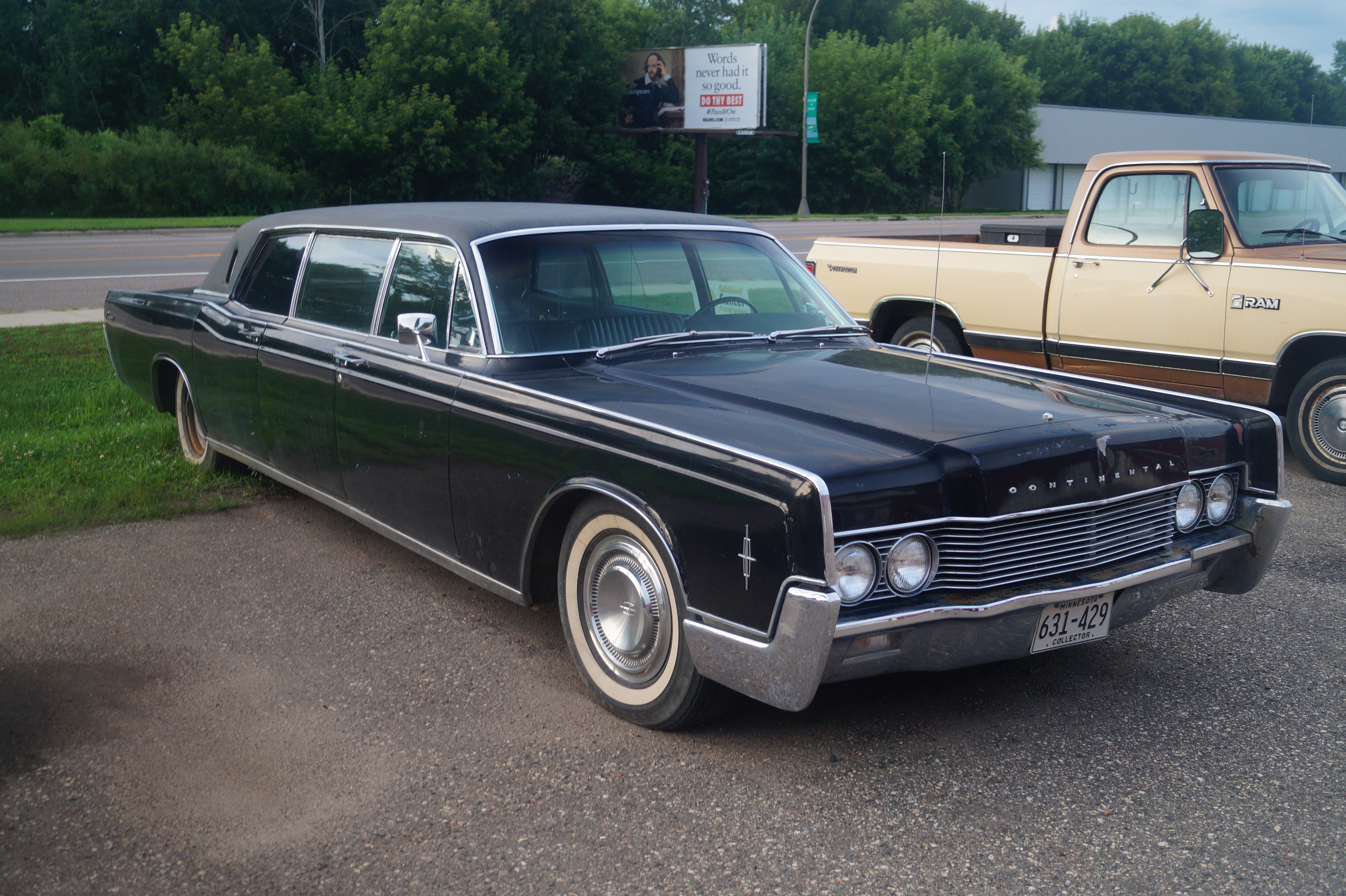
1966 Limo
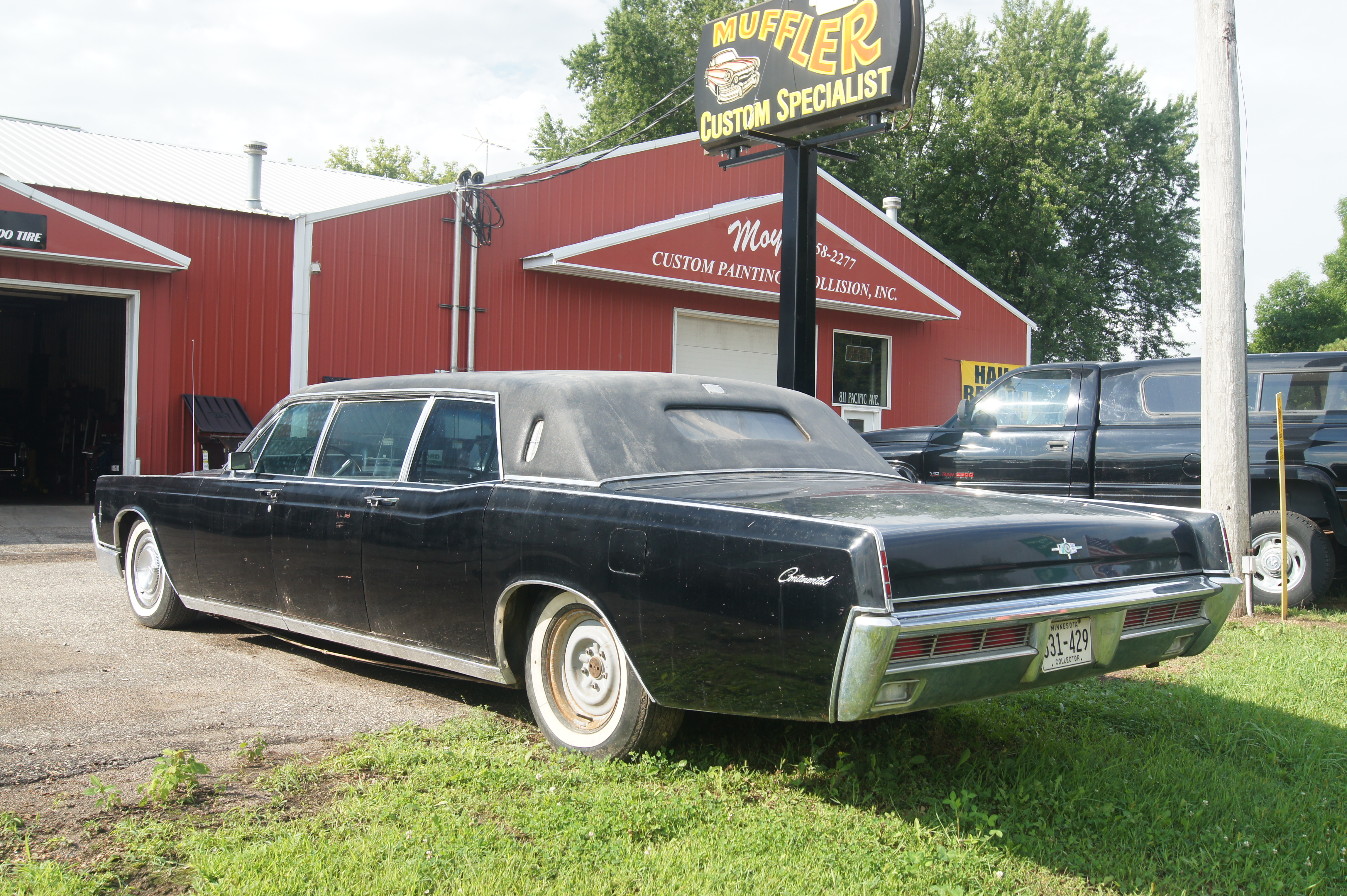
1966 Limo
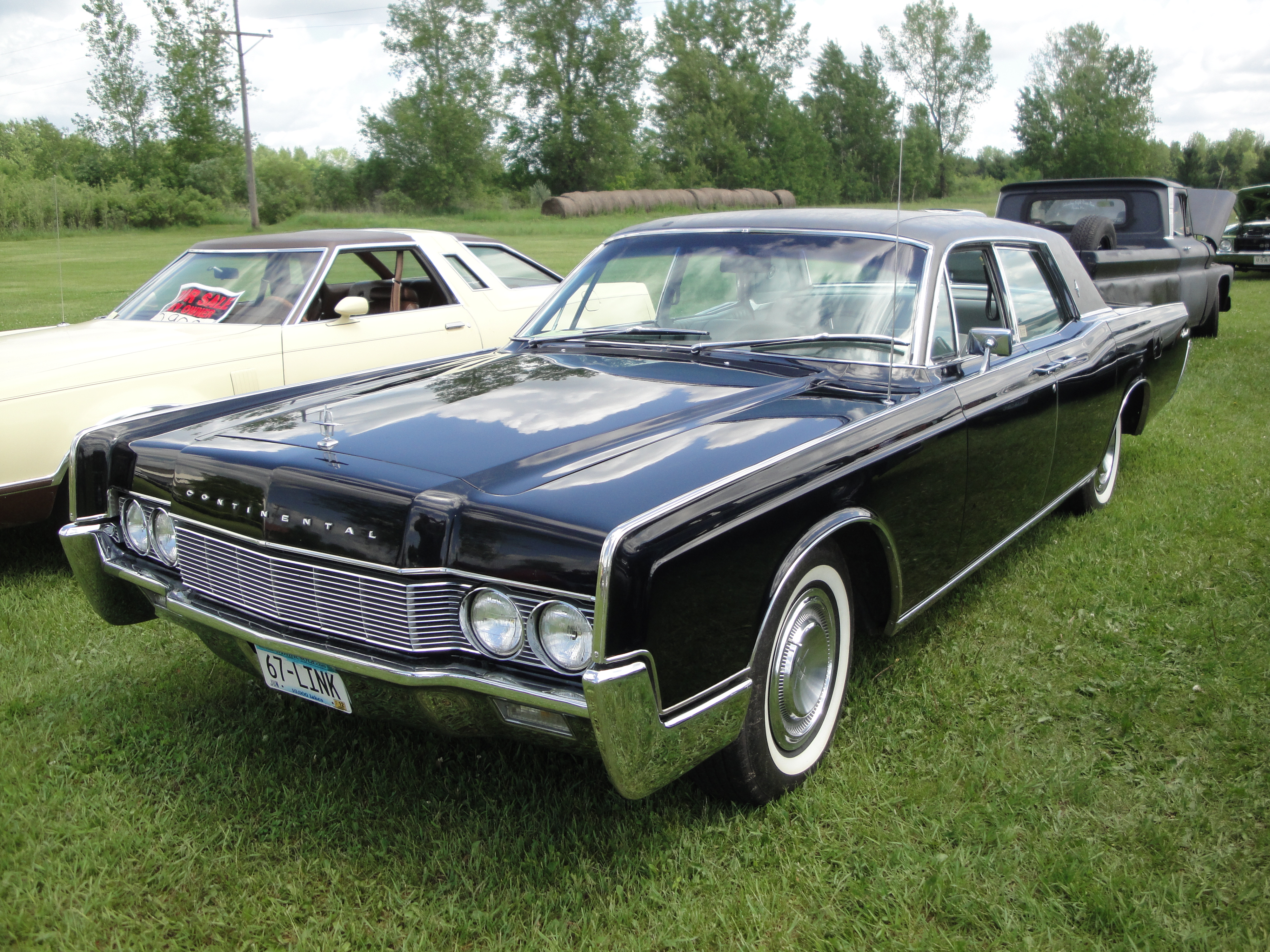
1967 Sedan
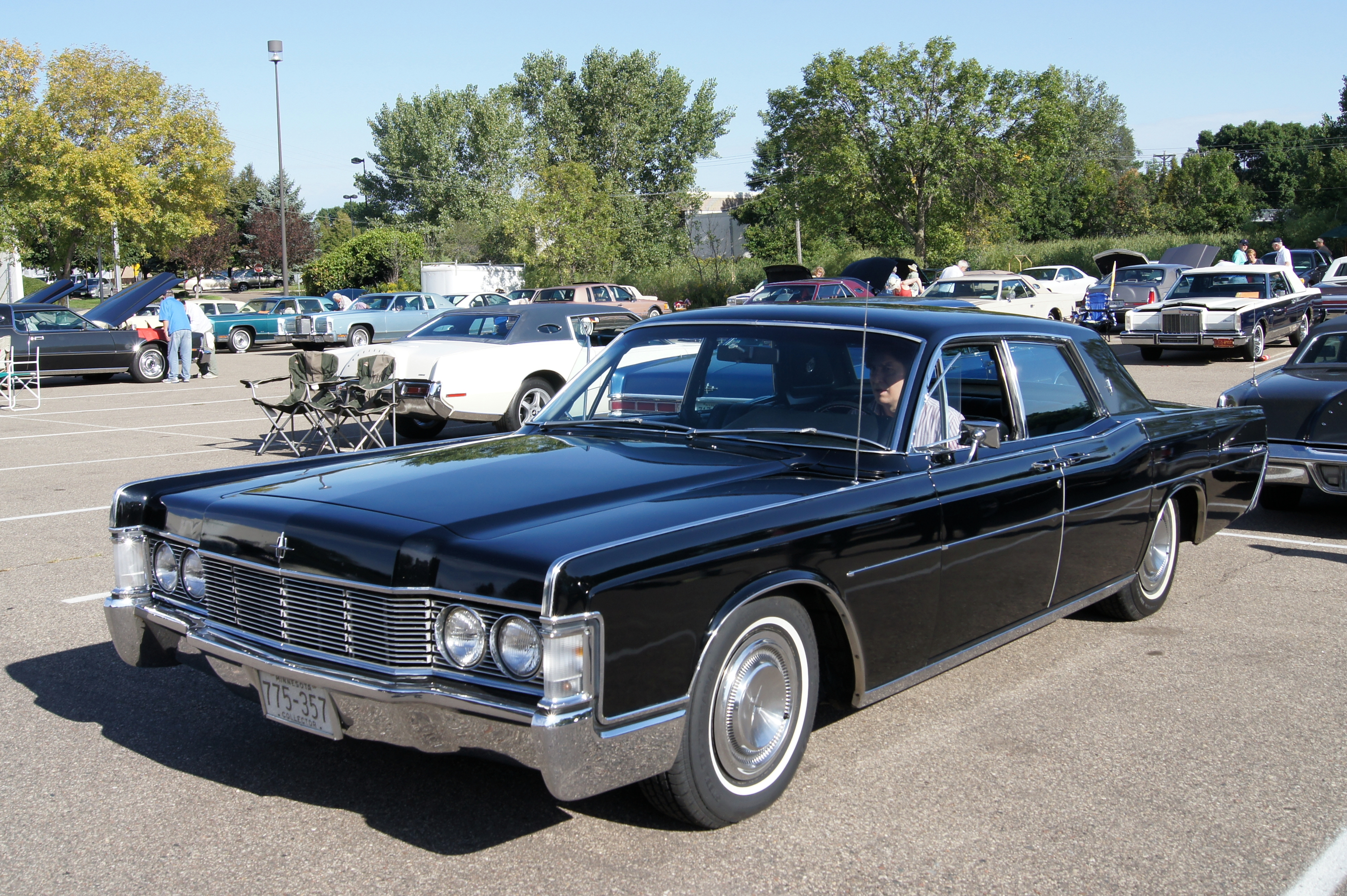
1968 Sedan
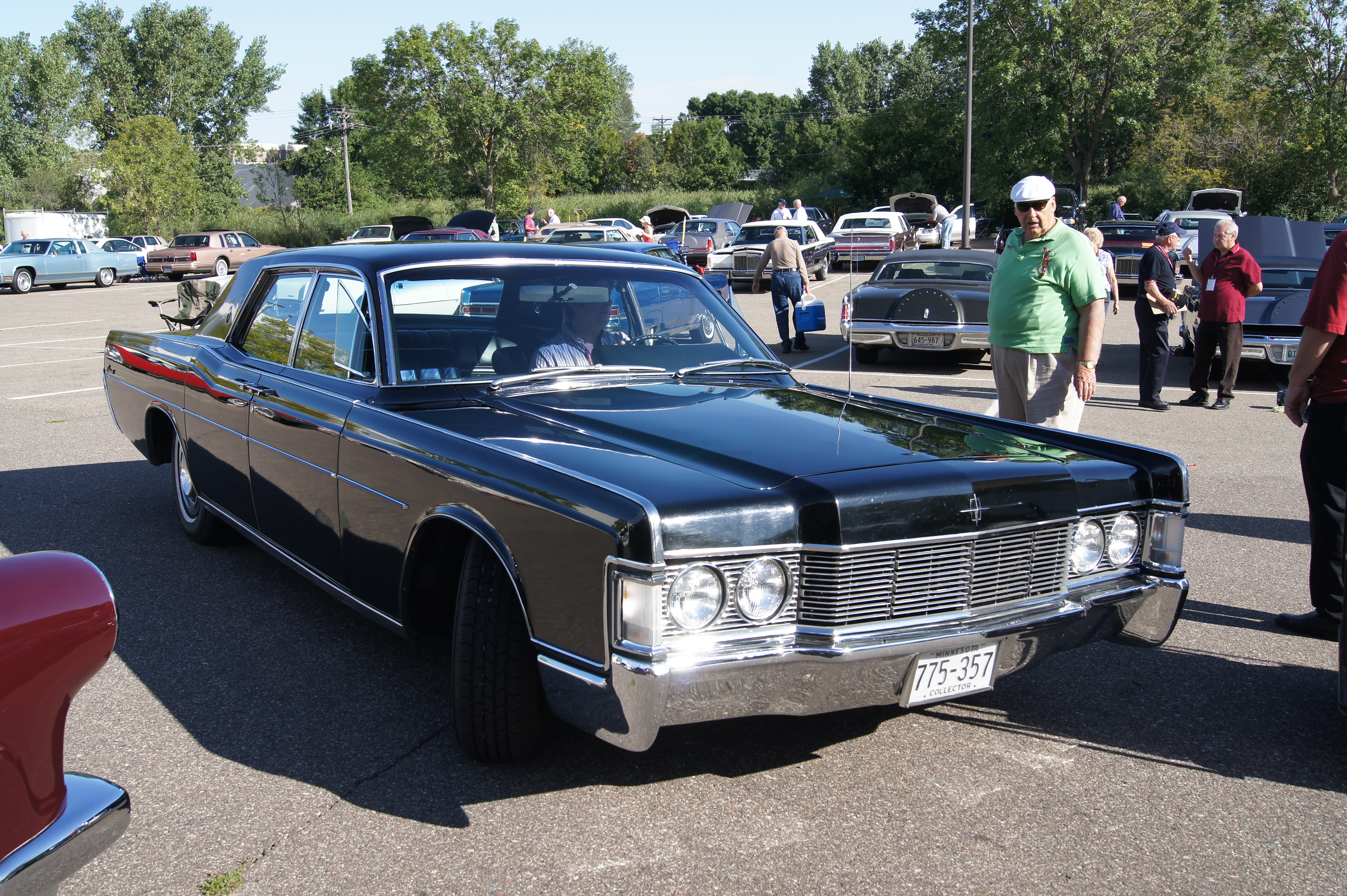
1968 Sedan
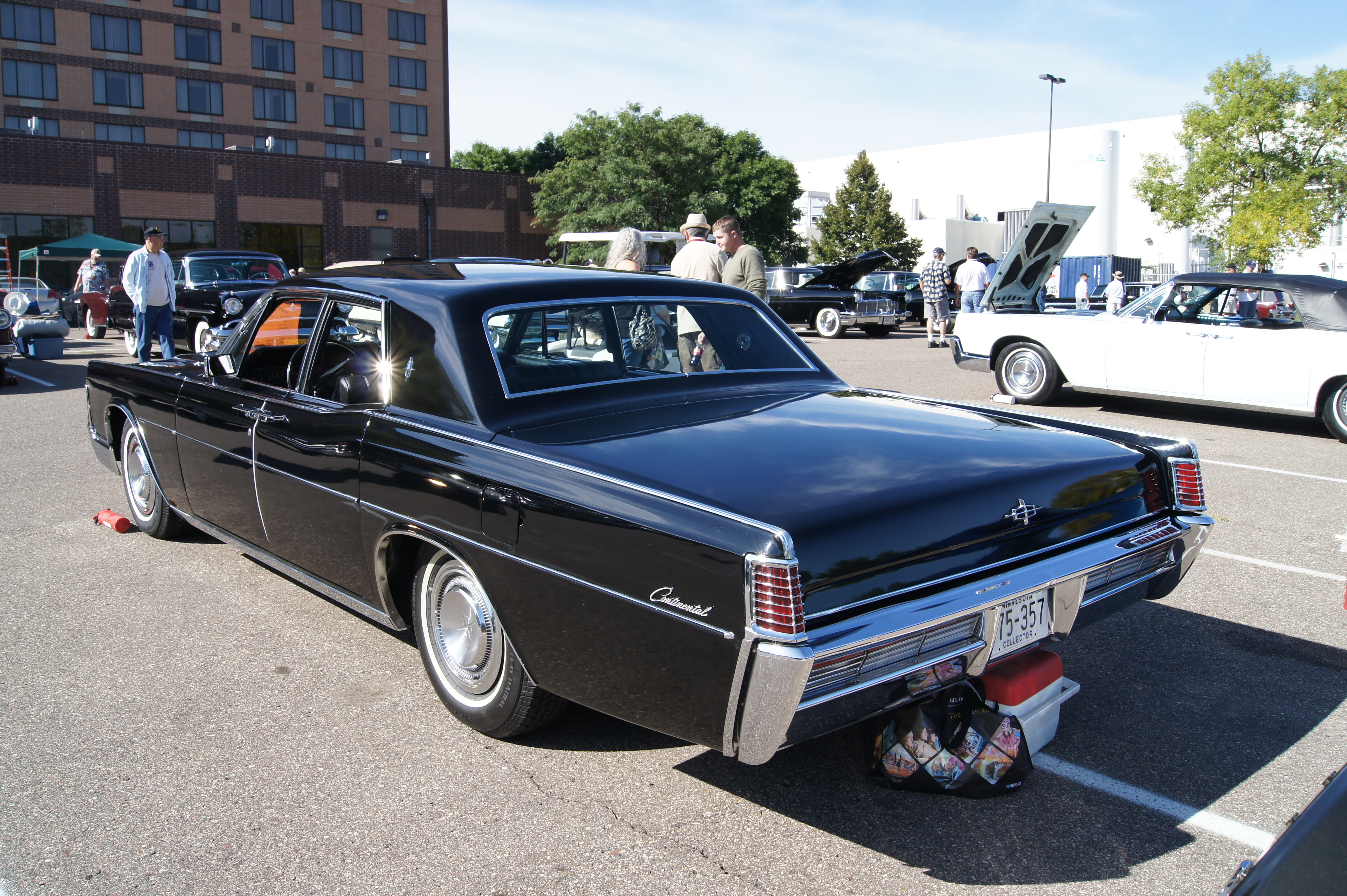
1968 Sedan
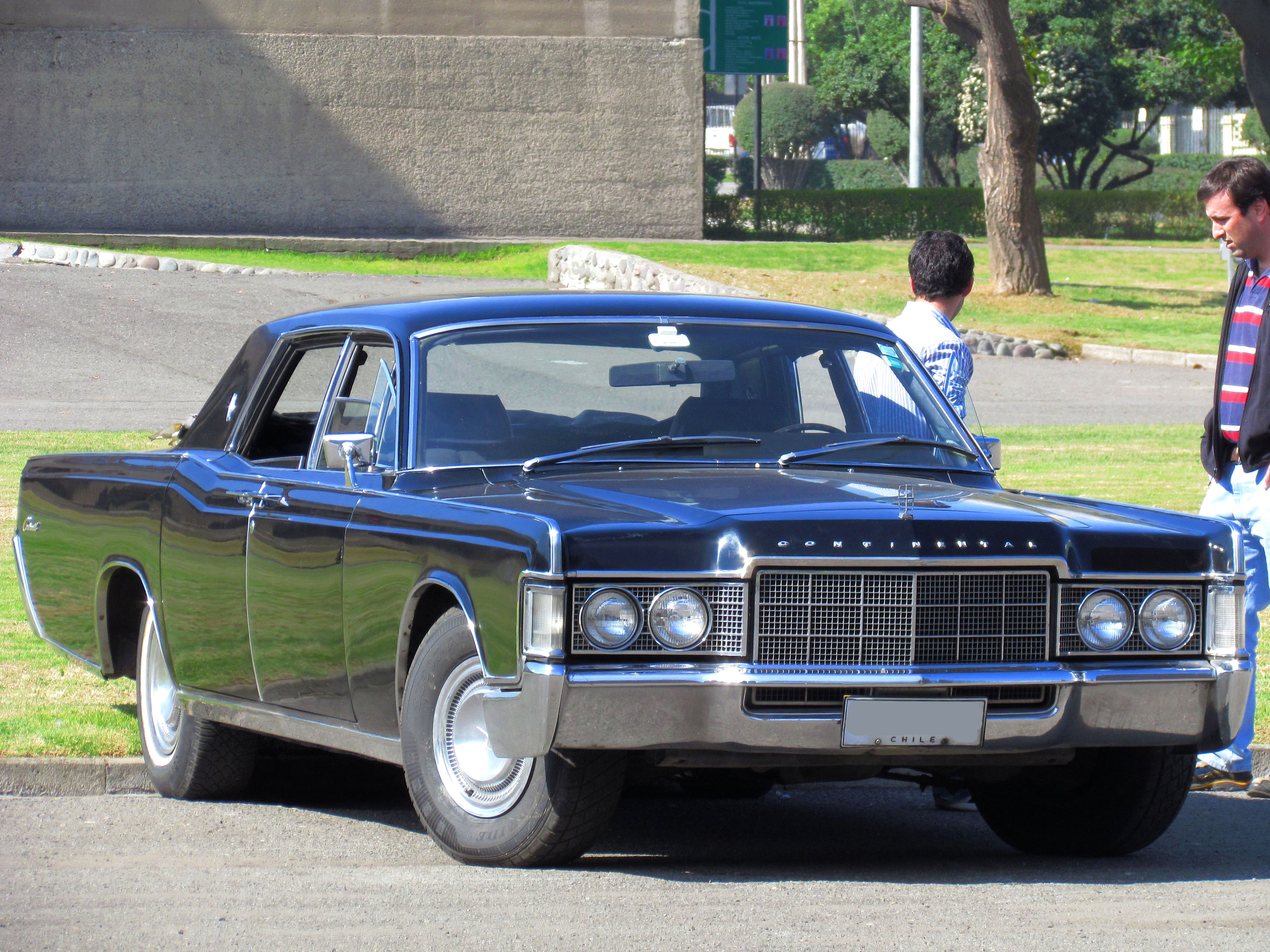
1969 Sedan
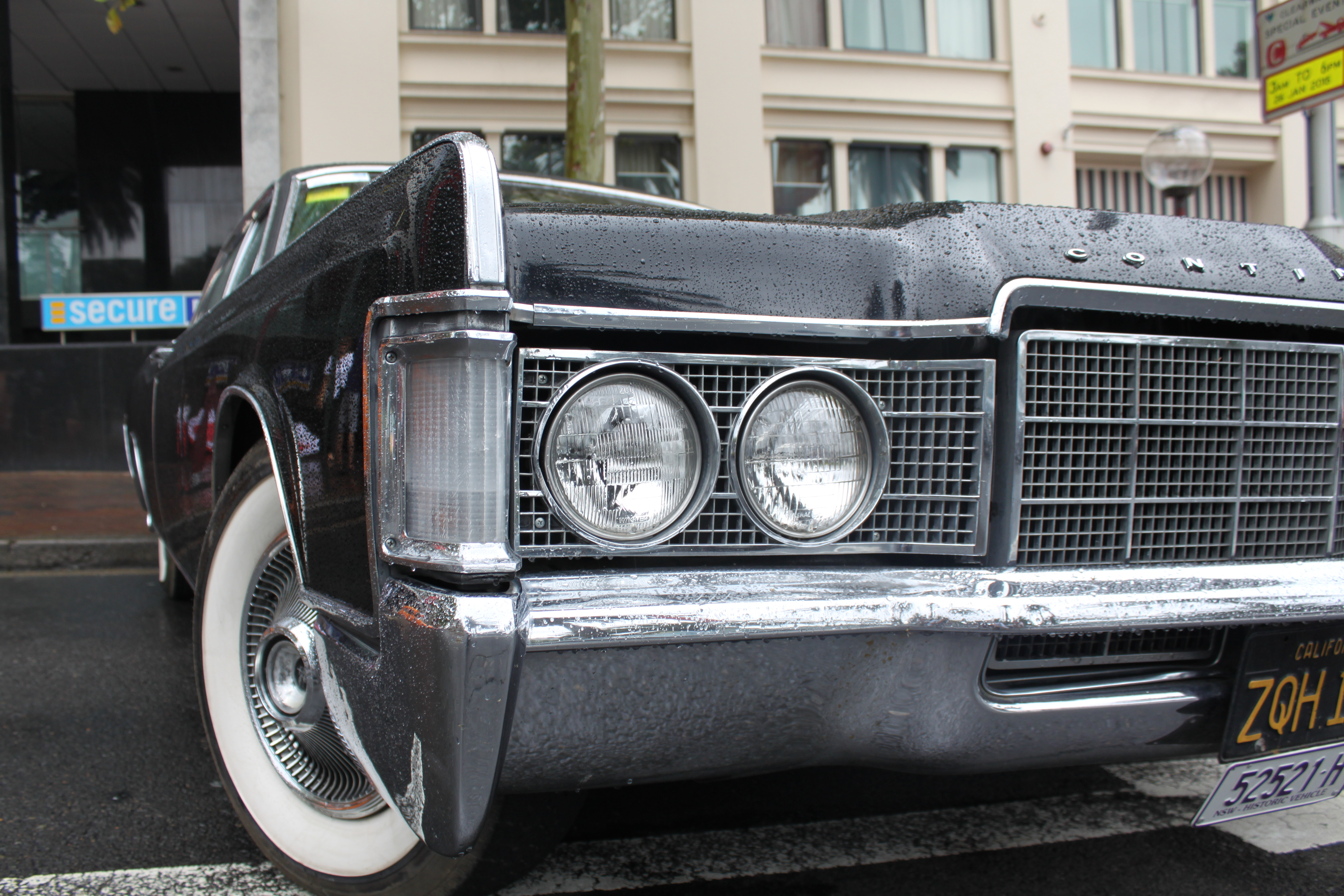
1969 Sedan
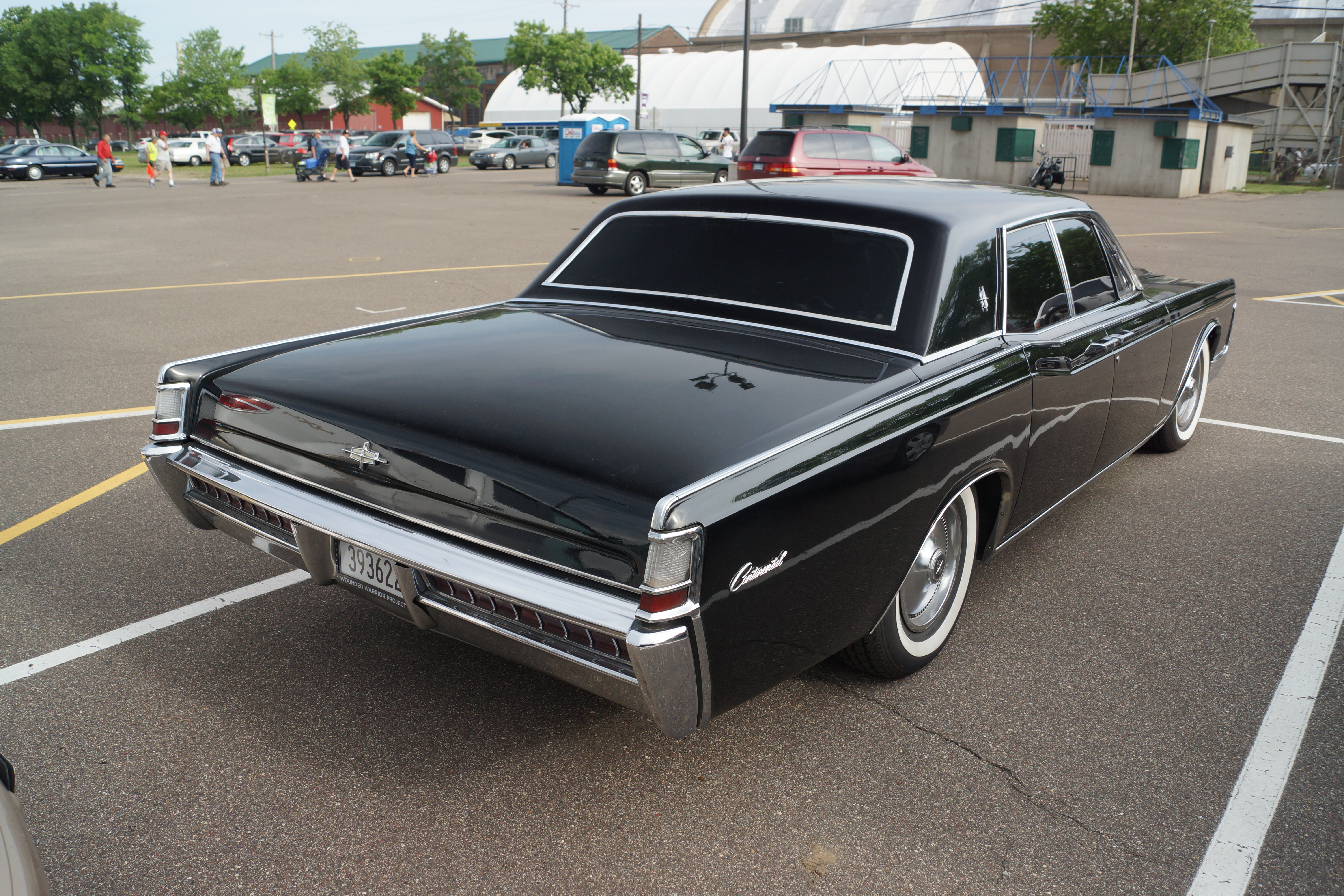
1969 Sedan

## 第五代 (1970–1979)

### 外觀設計
第五代的 Continental 於 1970 年發表。此代車型的軸距比上一代更短且車寬更窄，但裝了 5-mph 保險桿後反而使其成為福特生產過最長的車。
這一代車型的車體改成非承載式。為了節省成本，與 Mercury Marquis 共用底盤，再將其加長至 3226 mm，後又增至 3231 mm。由於與 Marquis共用車體，故取消上一代出現的自殺式車門。車體部分，四門車型僅提供房車；雙門車型除了跑車外也有 Hardtop。
頭燈部分和 Mark 車系共用，配備了以真空系統作動的隱藏式大燈。燈罩會在頭燈無法作動時打開，並同時在儀表板上亮燈顯示故障。

### 動力總成
1970 至 1977 年，Continental 全車系標配 7.5 升的 V8 引擎。1977 年，為提高燃油效率和符合新的排放法規，林肯首先在加州將標配的引擎之排氣量降至 6.6 升。1978 年，此 6.6 升的引擎變為標配，7.5 升引擎則變為選配。1979 年，7.5 升引擎停產。
這兩款引擎皆搭載 C6 自排。
與 Marquis 和福特 LTD 車系一樣，Continental 全車系標配四輪螺旋彈簧。煞車部分，1970 至 1974 年為前碟後鼓，1975 年後為四輪碟煞。

### 規格配備
此代 Continental 共計四款車型，分別是最早推出的 Continental 雙門、Continental 四門和 Continental Town Car，於 1973 年新增 Continental Town Coupe； Town Car 和 Town Coupe 的特色為乙烯基車頂。

#### 1970–1974
1971 年，微調水箱罩的造型，主要是為了更能區分 Marquis 和 Continental 的外觀，而大燈罩與車身同色。可選配名為“Sure-Track”的後輪 ABS 煞車系統。
1972 年，為了減少排氣量和適用無鉛汽油，林肯調低這具 7.5 升引擎的壓縮比，進而導致馬力下降。而這具引擎也開始讓 Mercury 的其他車系選配。 為了更能區分和 Mark 系列的外觀，水箱罩和前葉子板的造型也有微調，並增添鍍鉻飾條。此外，立標也回來了。車內的腿部空間也有所增加。
1973 年，因應聯邦法規對於 5-mph 保險桿的規定，林肯將其前後保桿向外推幾公分，並加了一些耐衝擊的橡膠頭，這使車長增加約 10 公分左右。同年推出 Continental Town Coupe 車型。

1974 年，水箱罩從原本的類似蛋盒的設計改成直瀑式。因應聯邦法規，後保桿重新設計成符合 5-mph 保險桿的規定。尾燈也從保險桿移至其上方。

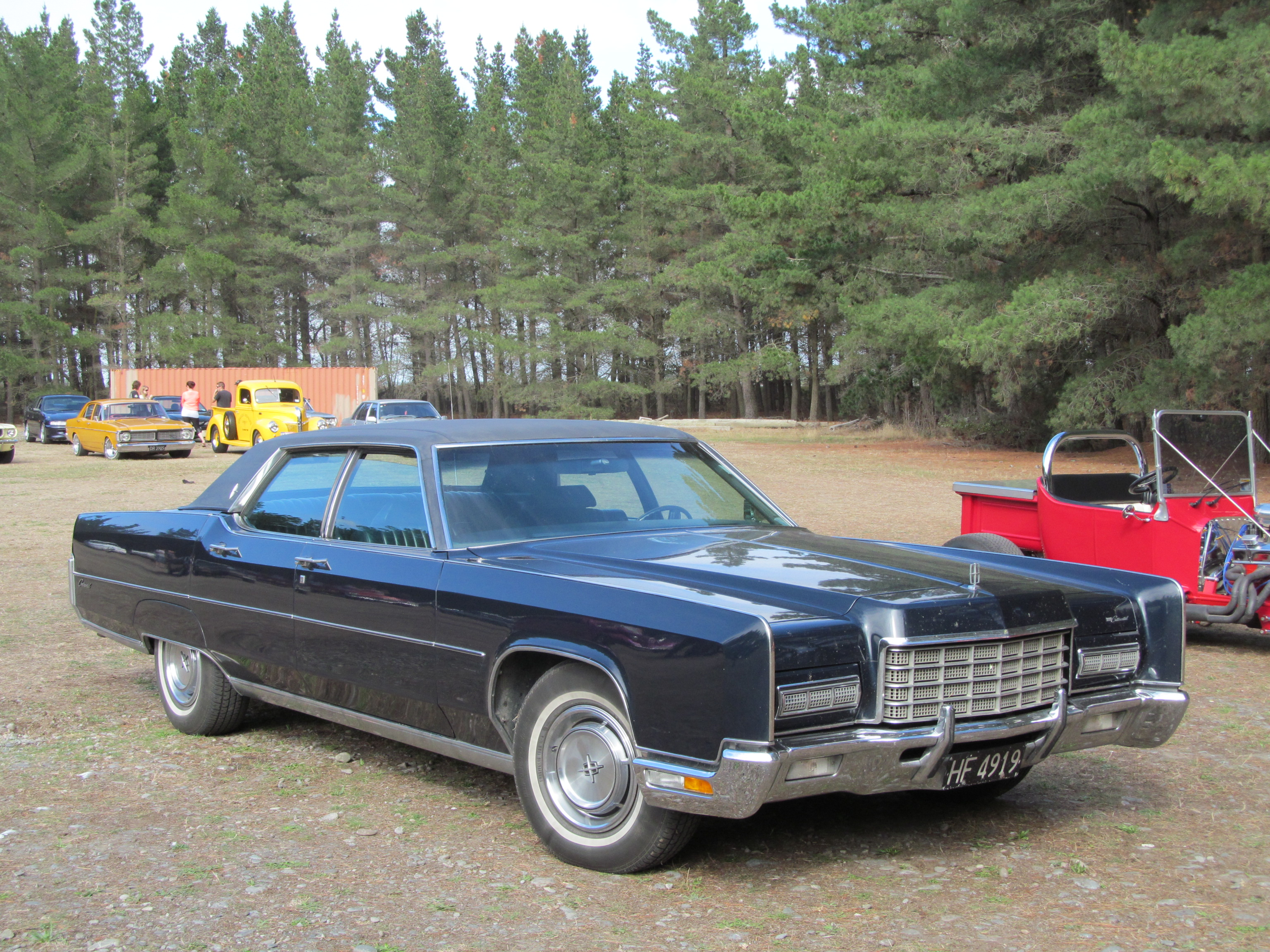
1972 Lincoln Continental
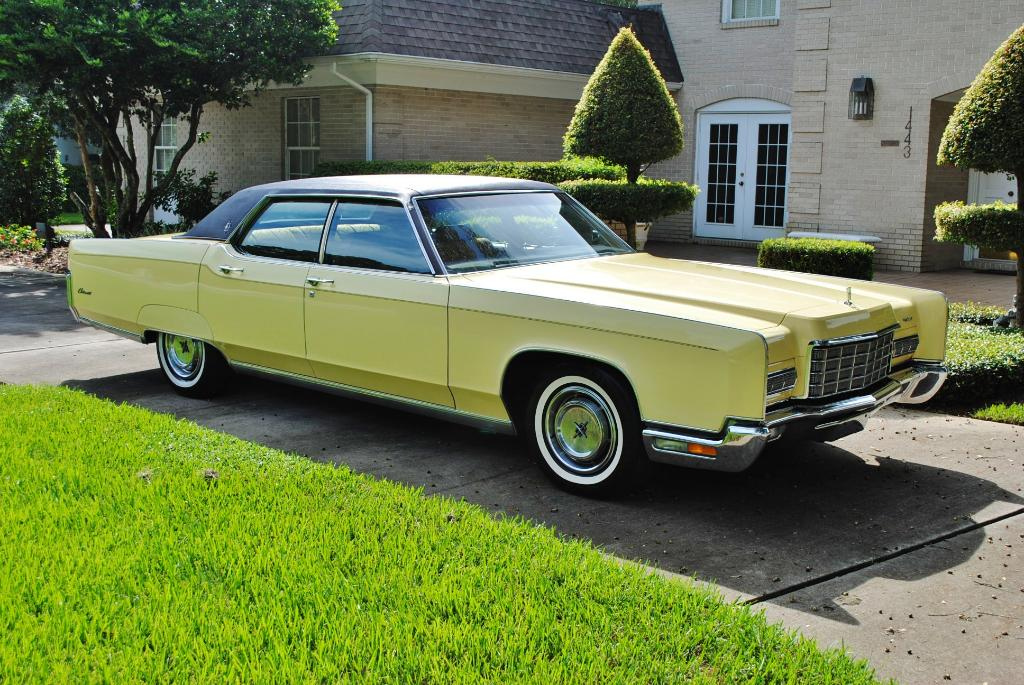
1972 Lincoln Continental
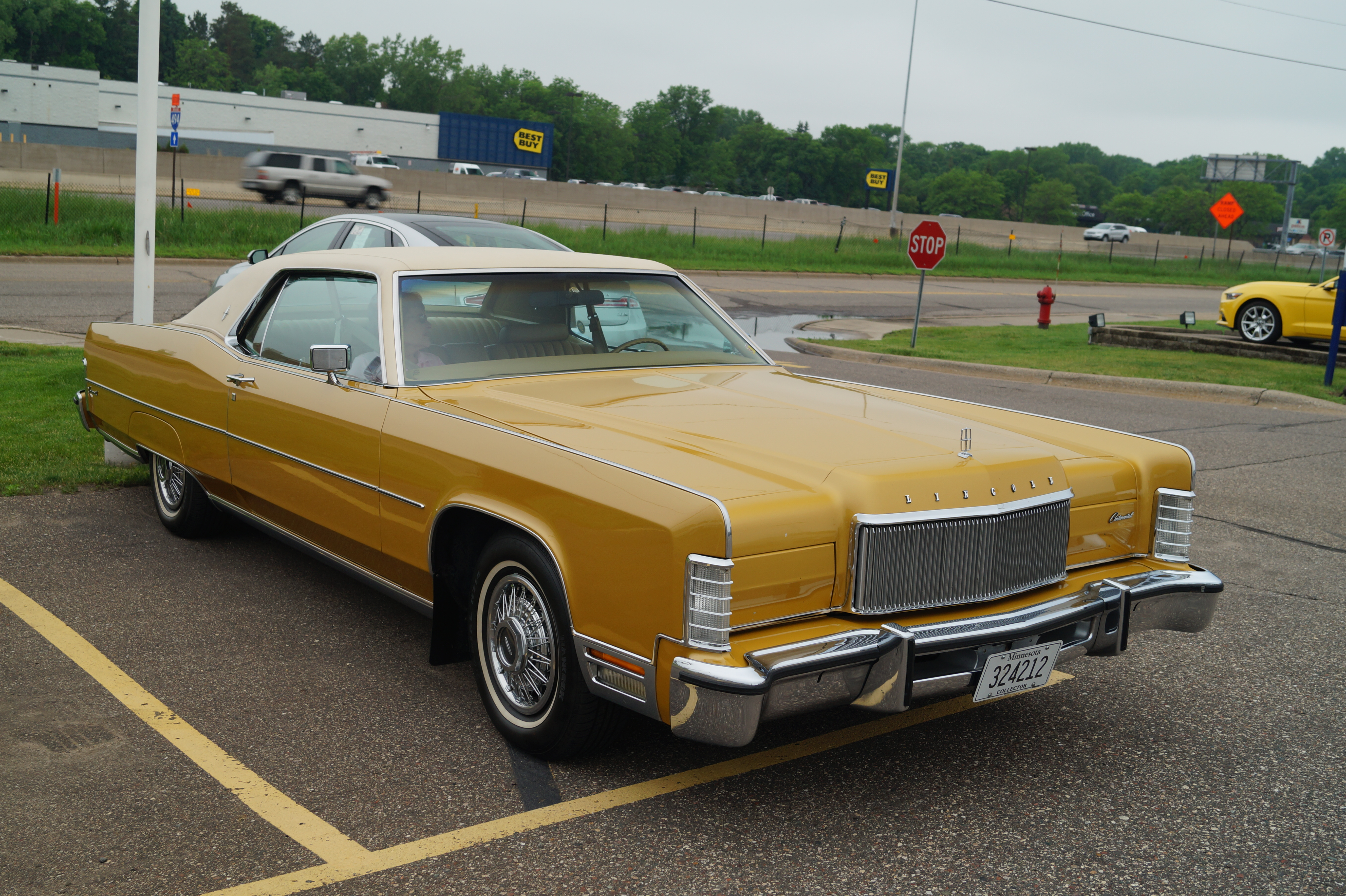
1974 Lincoln Continental Town Coupe
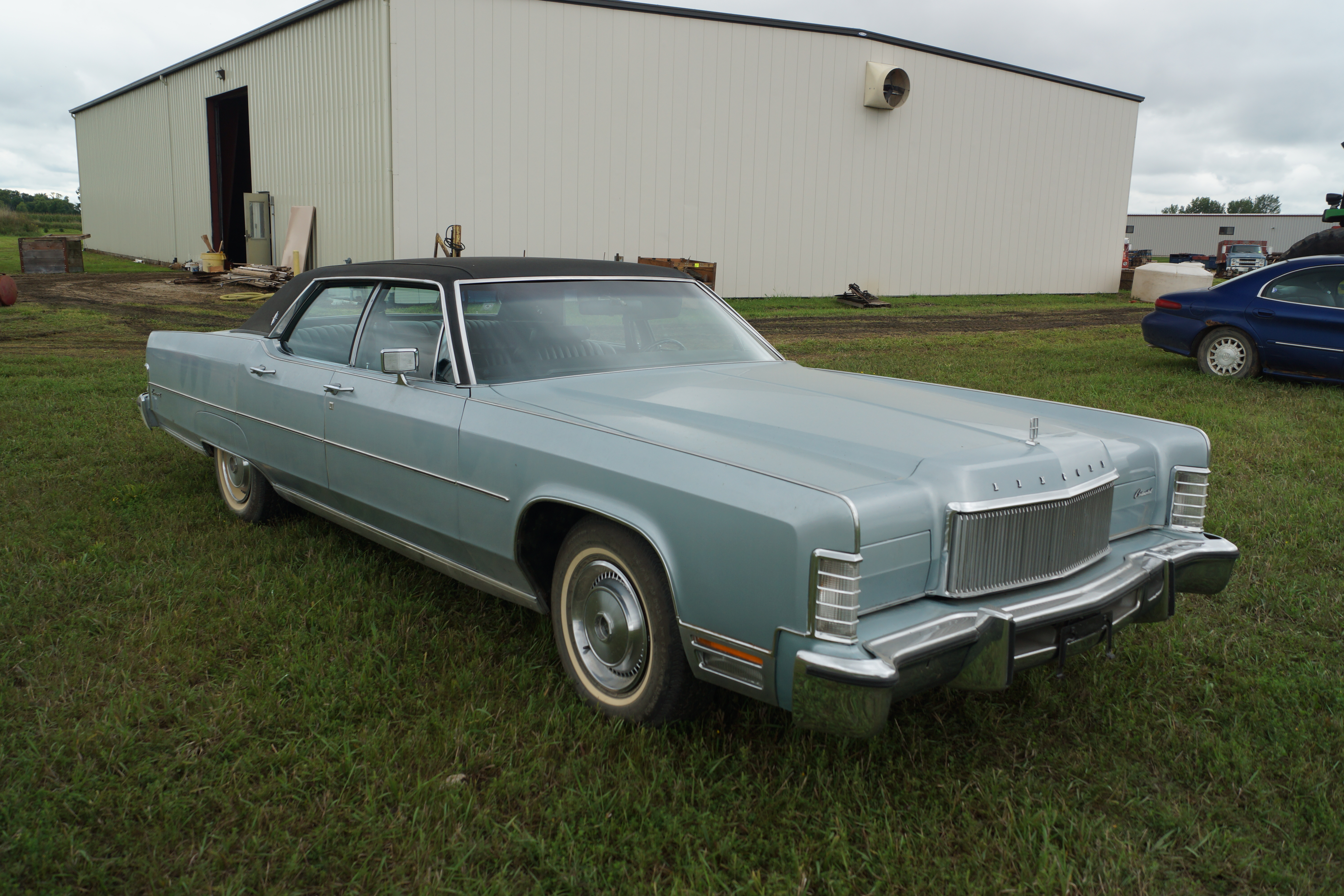
1974 Lincoln Continental
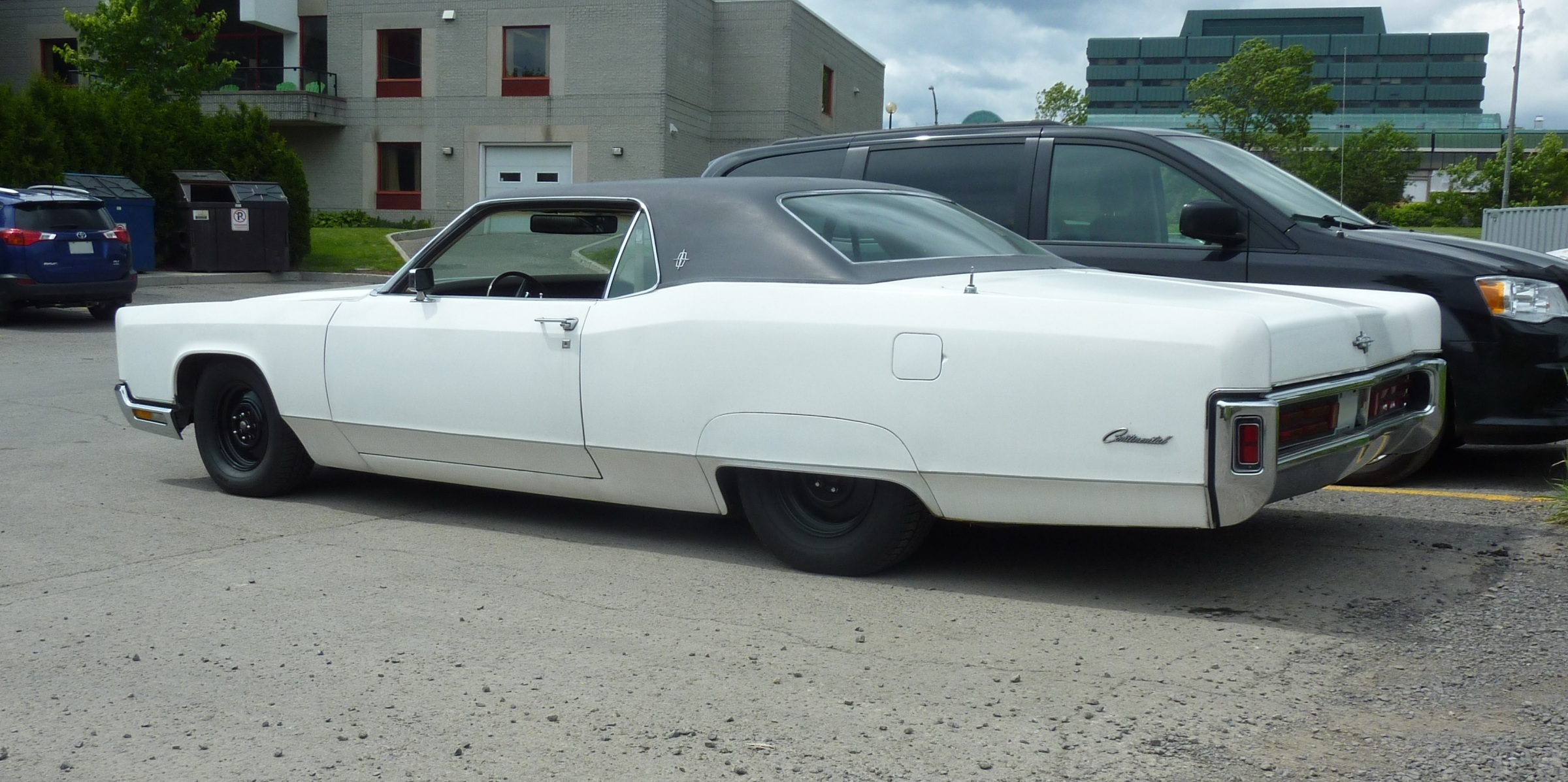
1970 Lincoln Continental Coupe
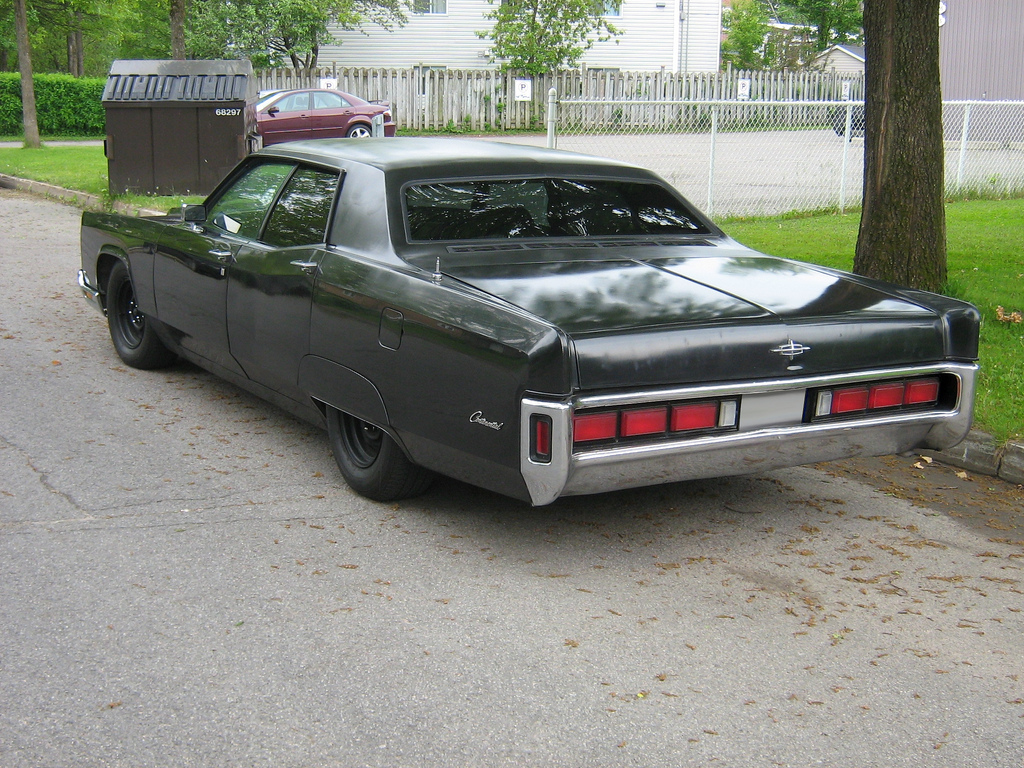
1970 Lincoln Continental
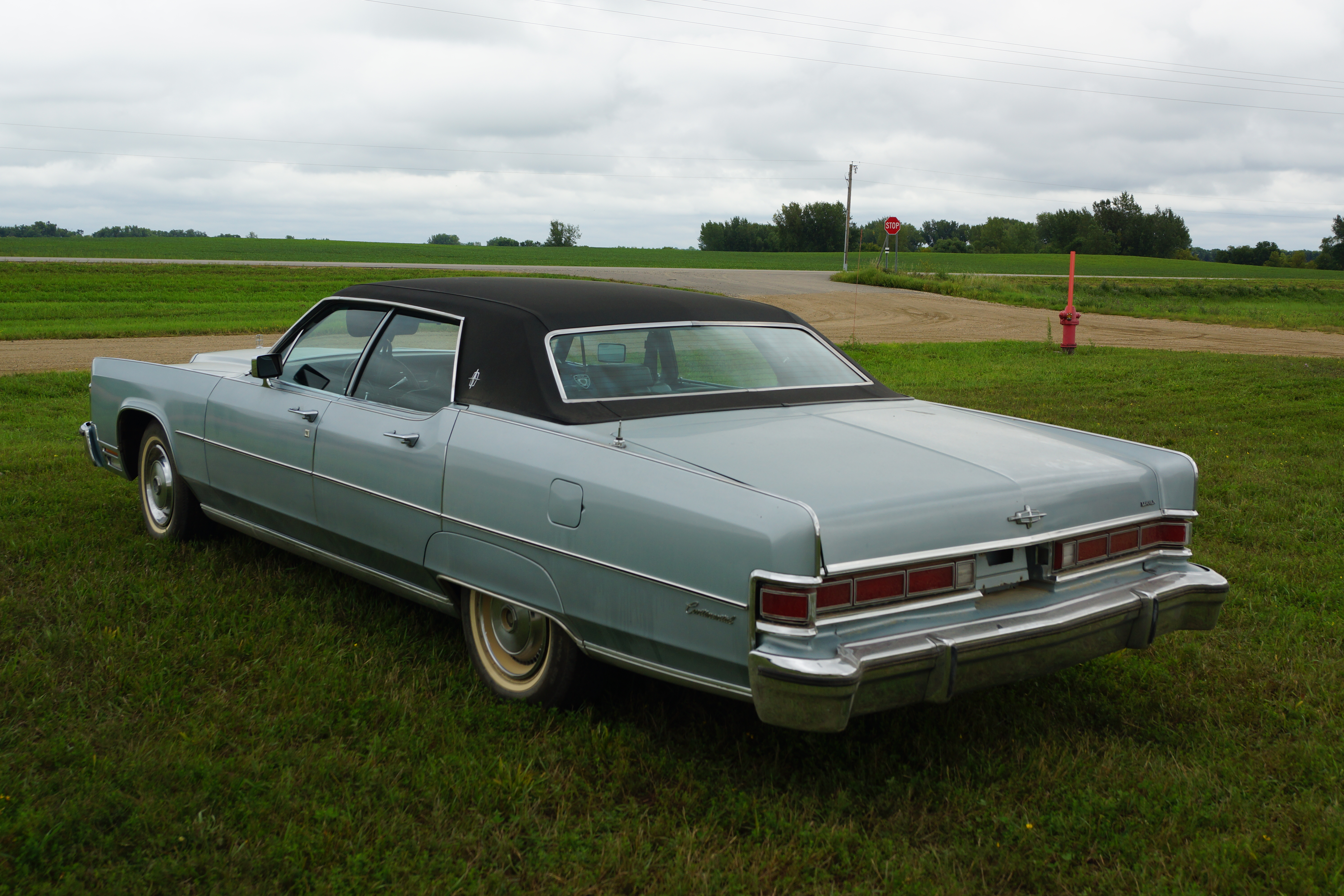
1974 Lincoln Continental
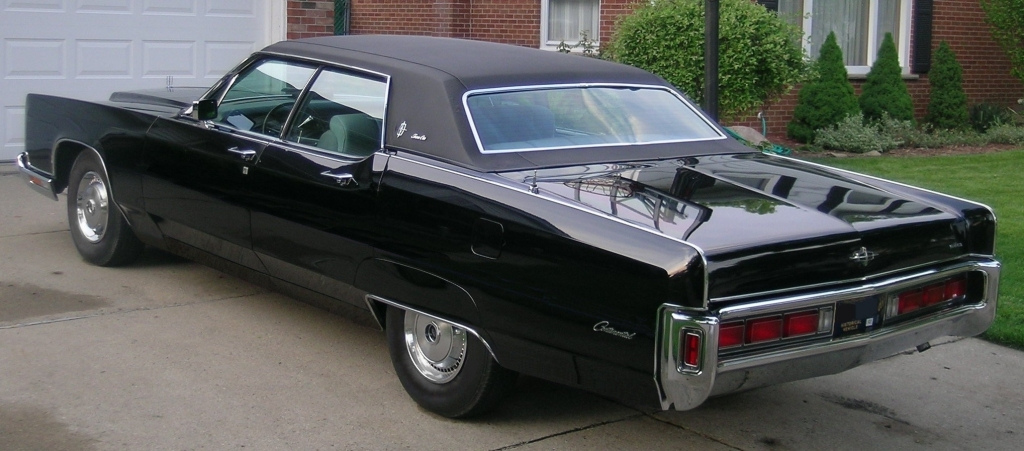
1973 Lincoln Continental Town Car

#### 1975–1979
1975 年，引擎多了觸媒轉化器，並無法使用含鉛汽油加油。煞車可選配由 Bendix 公司設計的四輪碟煞系統。外觀部分，車頂線條重新設計，尾燈變成垂直式。雙門車型為了與 Mark 系列區分而保留了B柱設計，B柱與C柱間有方形的劇院式車窗，Town Car 車型則是採 Mark IV 上的橢圓形窗。而四門車型的 B 柱皆較 Marquis 和福特的 LTD 車系還來得寬大。
1976 年，外觀基本上和前一年的車型相同，為了讓 Continental 的價格更具競爭力，林肯將一些標配的功能轉為選配。
1977 年，從 Mark IV 上的水箱罩造型取得靈感，林肯將水箱罩從原本的寬大式樣改成類似勞斯萊斯風格，而這種風格一直延續到 1997 年。
1978 年，林肯首次更新這代 Continental 的儀表板，將 Grand Marquis 的儀表板稍加修改而成，且採塑膠製，比之前的鋼製品還輕許多。封閉式後輪的設計也不那麼明顯了。天窗部分，除了可選配可滑動的玻璃天窗外，也可選配裝有遮陽板的固定式天窗。

1979 年，7.5 升引擎完全停產，只留 6.6 升的。內裝也進行小針美容，多了木紋飾板。

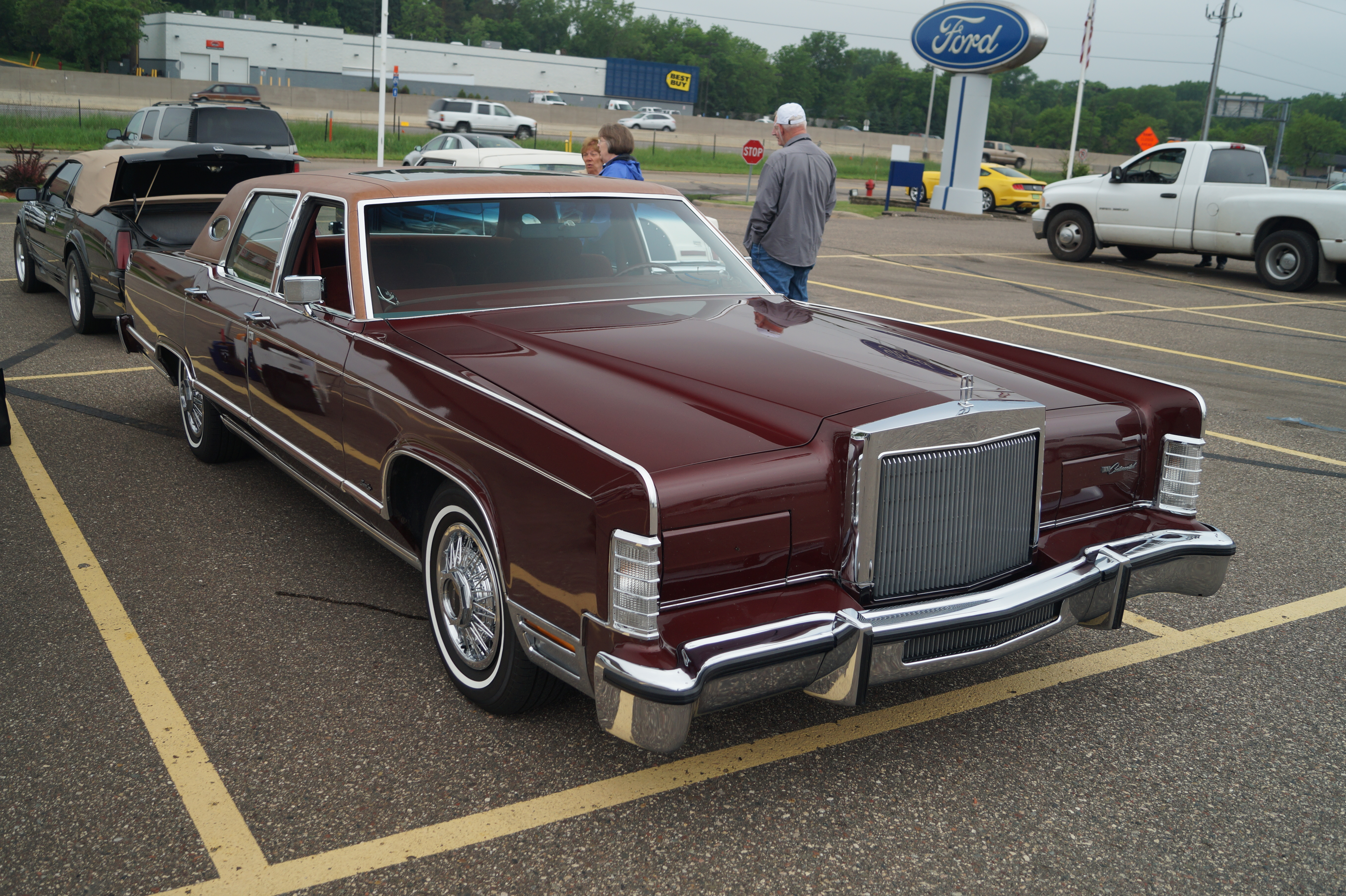
1979 Lincoln Continental Town Car
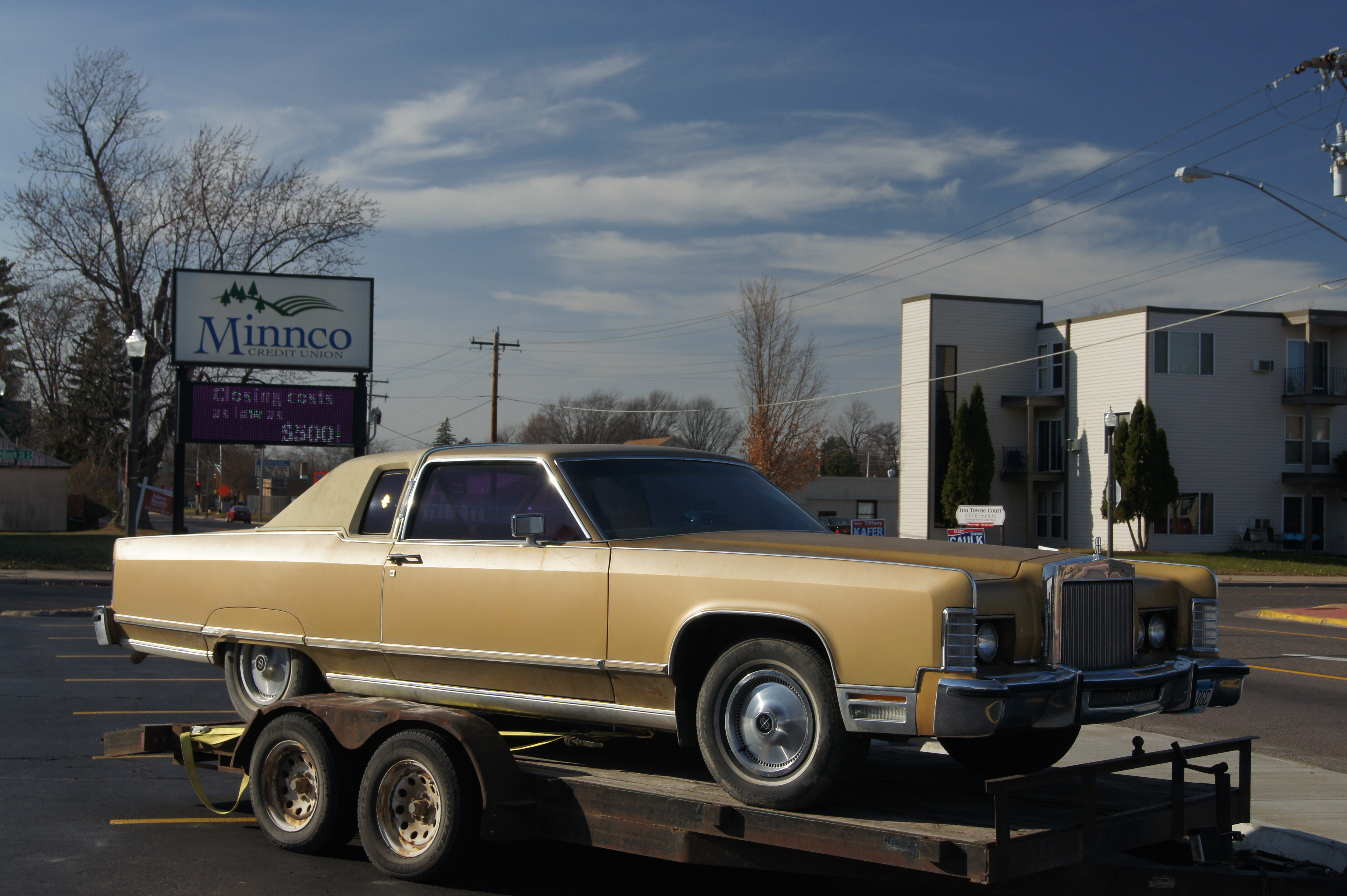
1977 Lincoln Continental Town Coupe
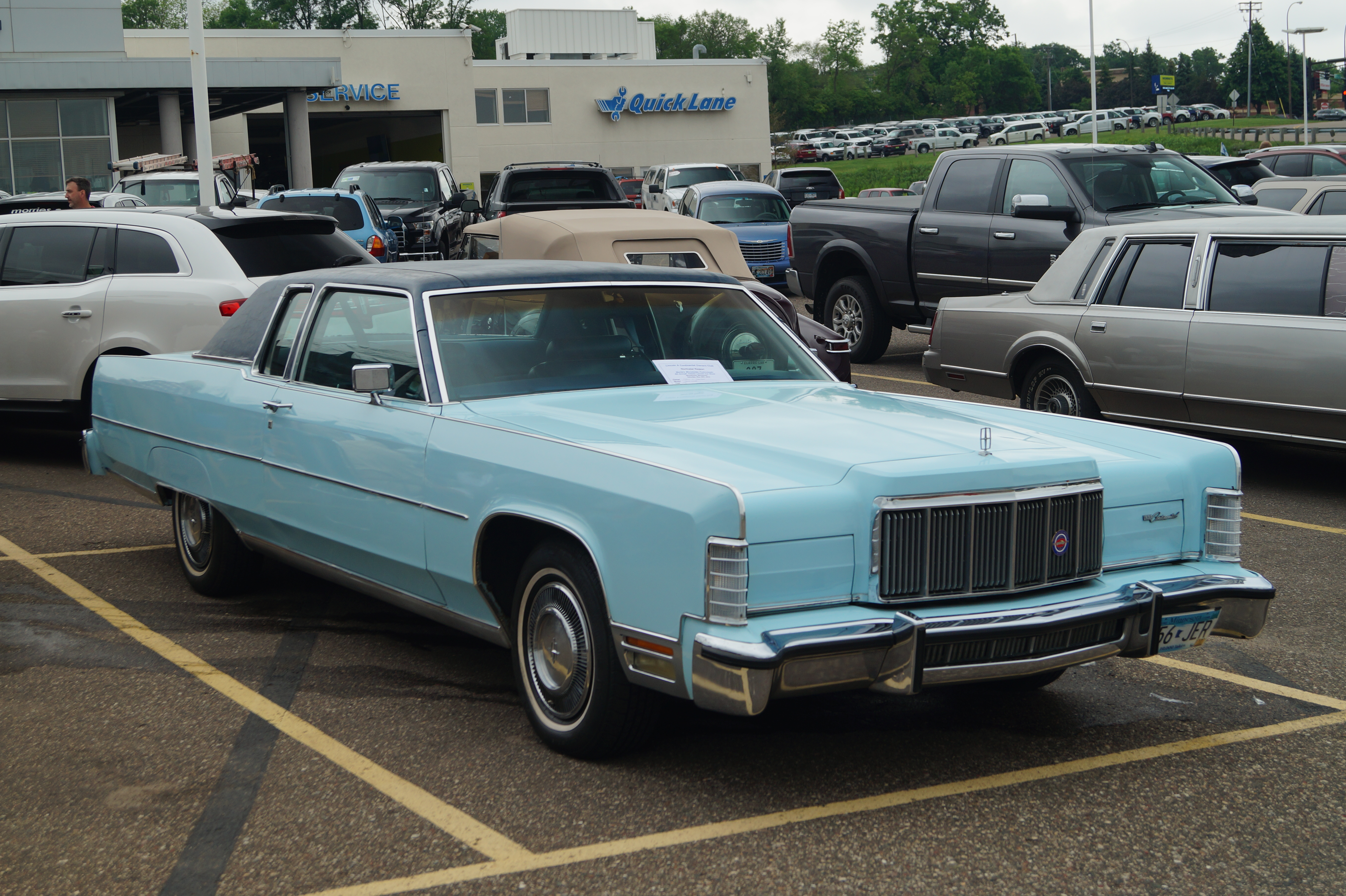
1976 Lincoln Continental Town Coupe
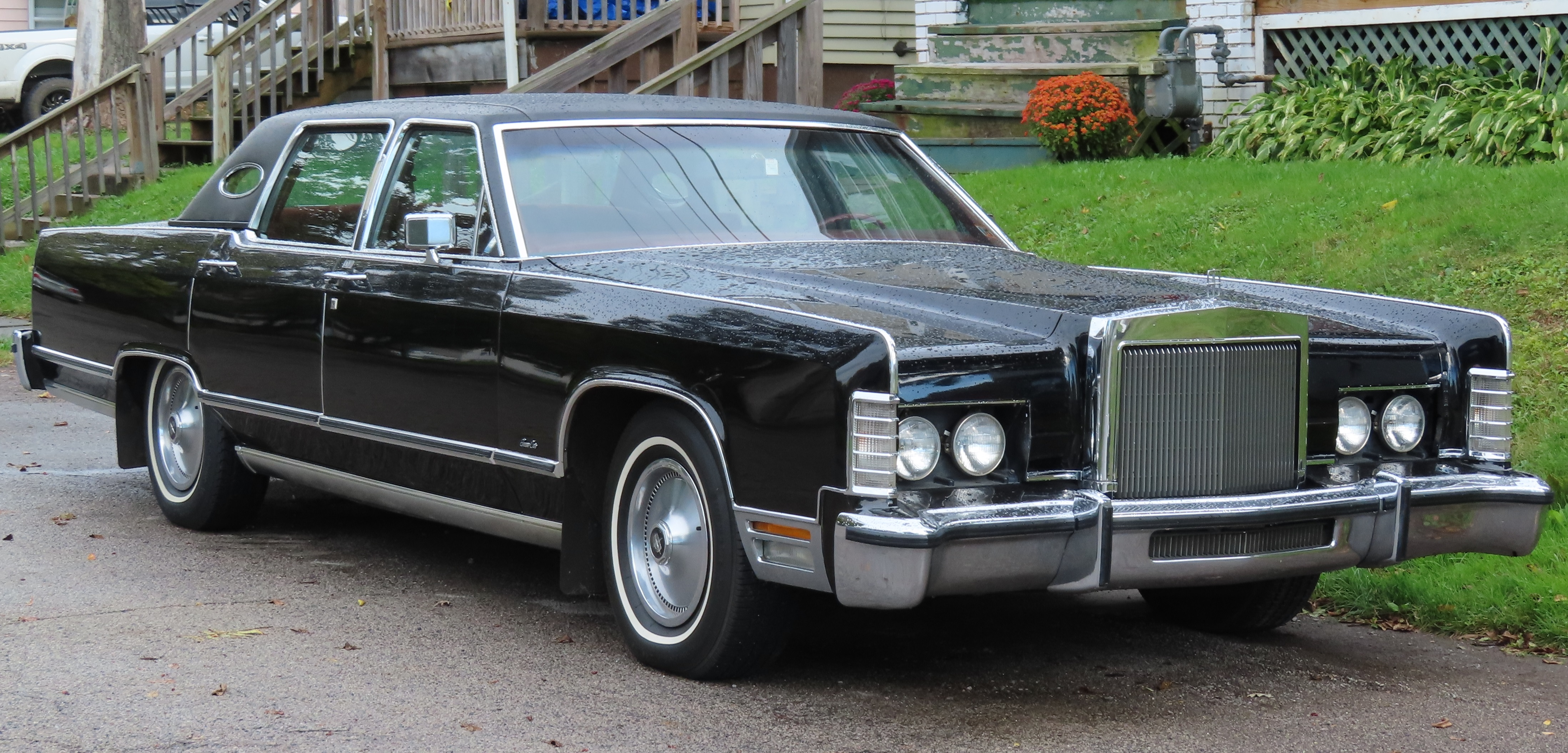
78-79 Lincoln Continental Town Car
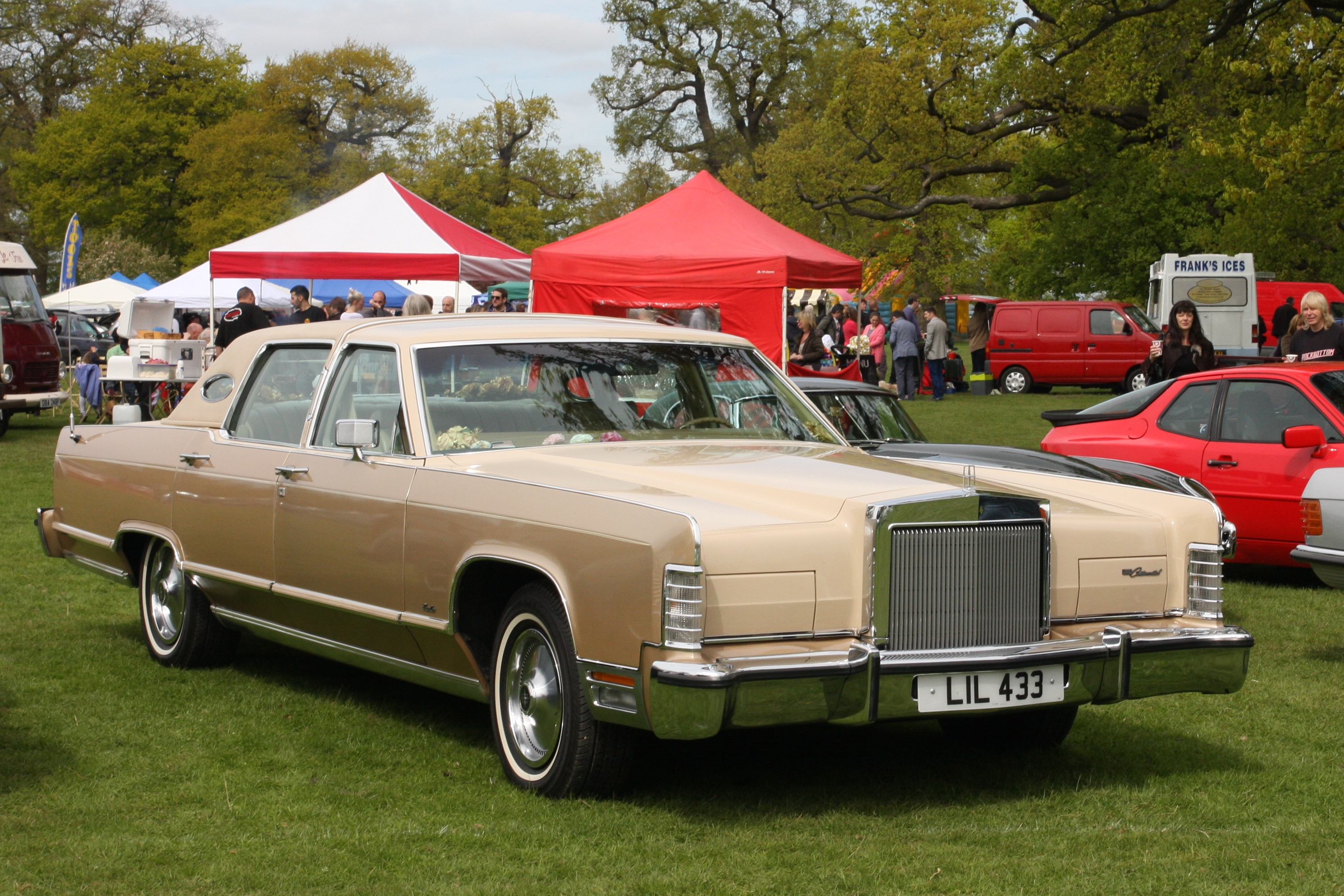
1978 Lincoln Continental
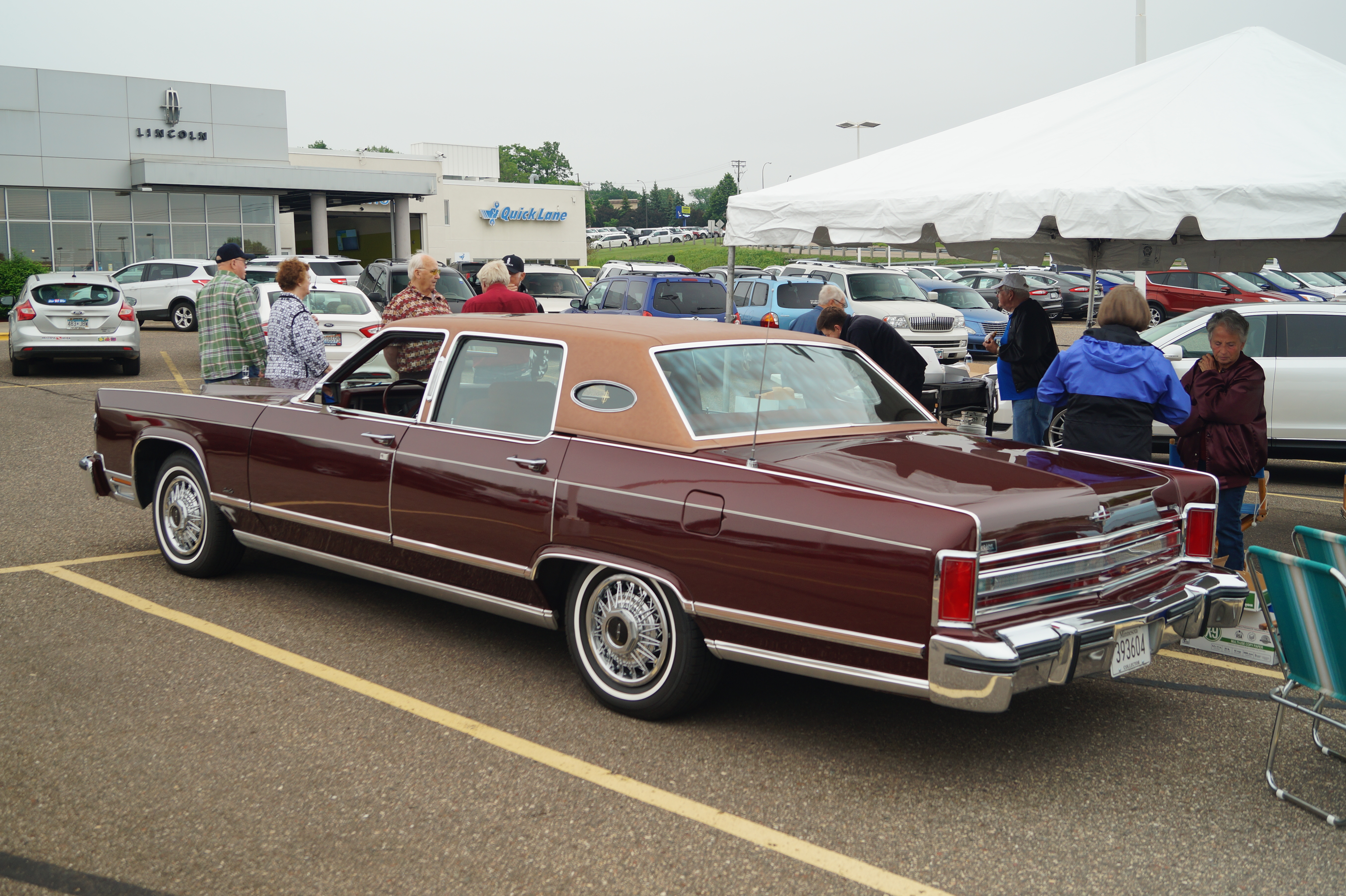
1979 Lincoln Continental Town Car
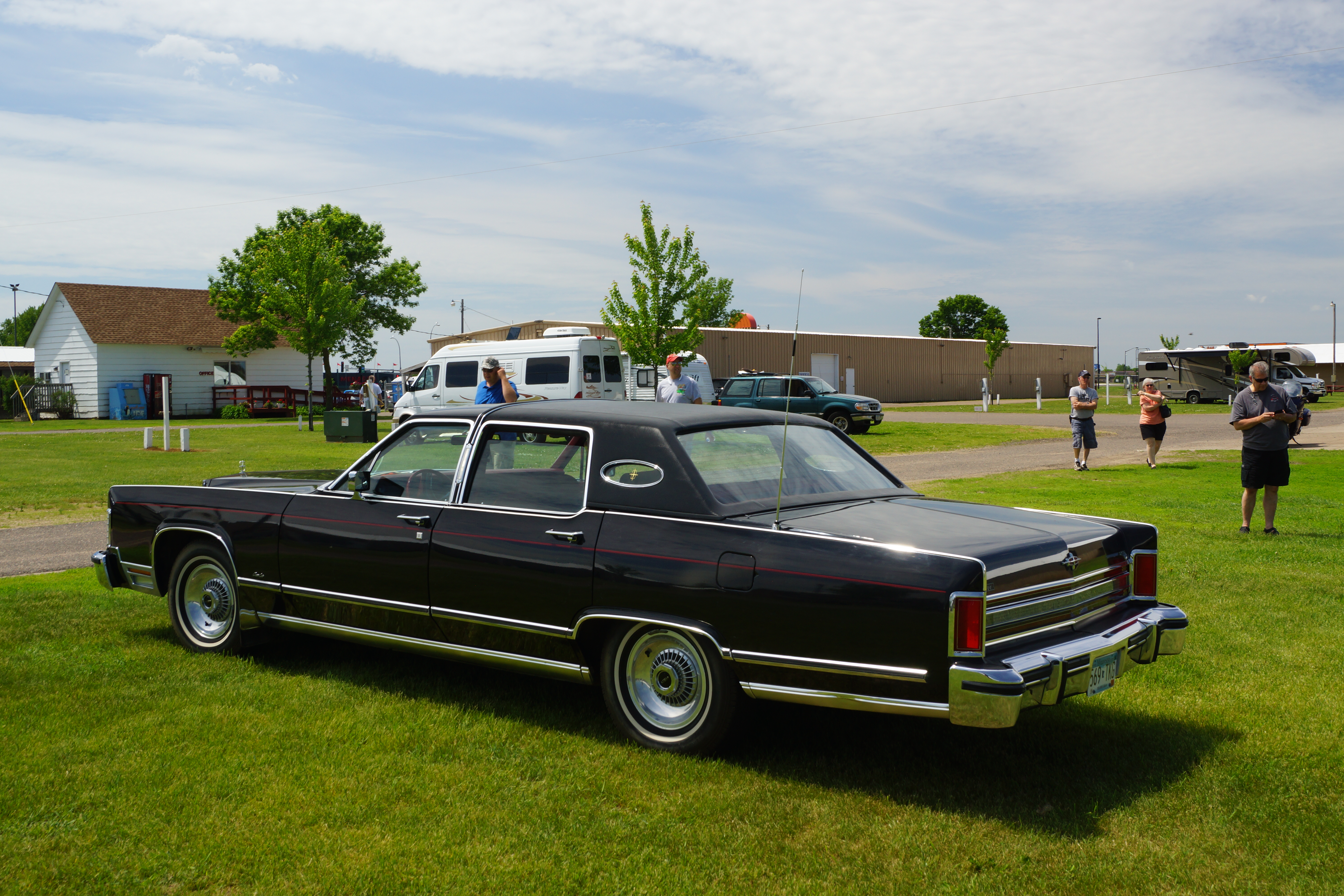
1979 Lincoln Continental Town Car
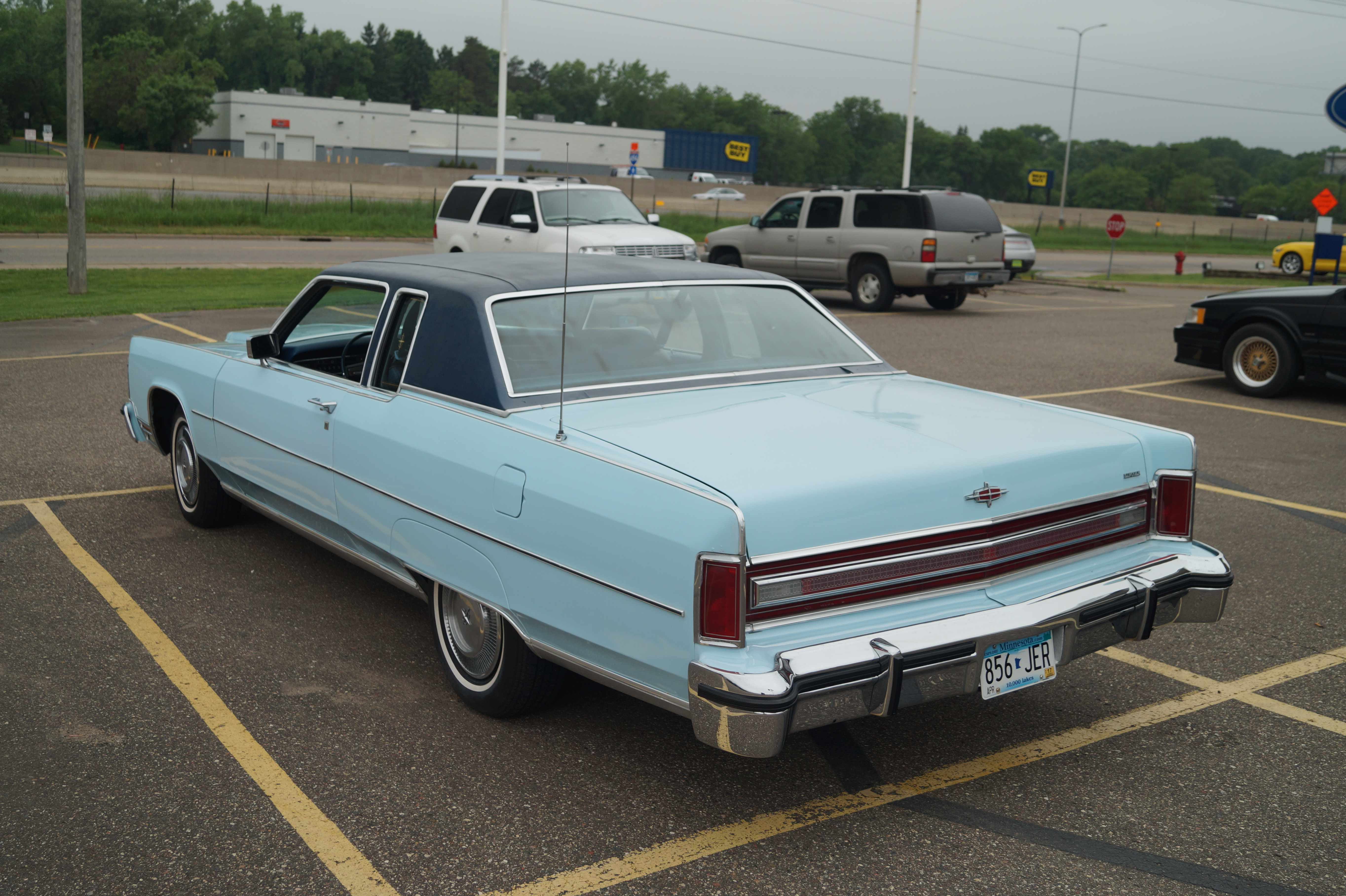
1976 Lincoln Continental Town Coupe
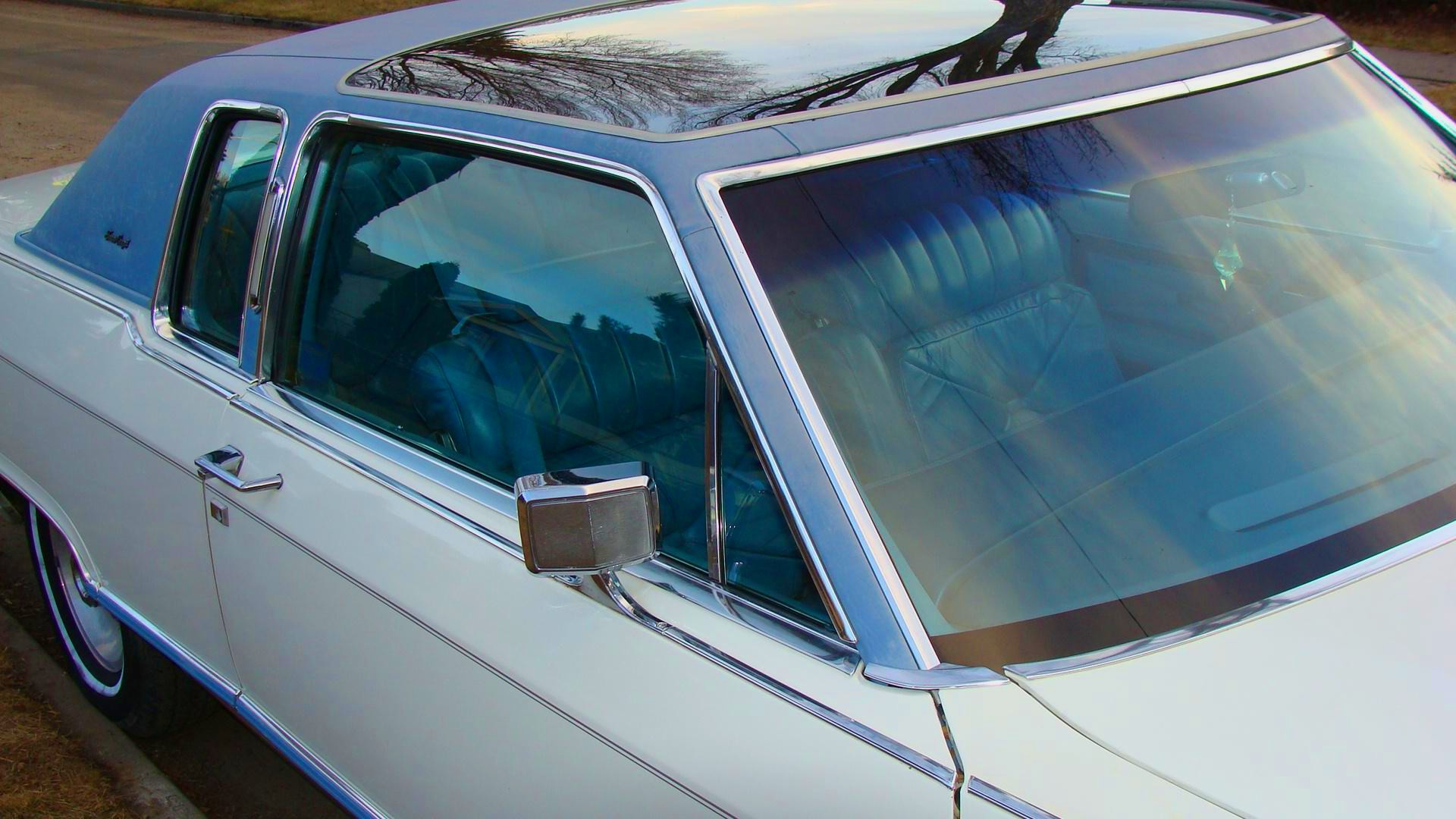
1978 Lincoln Continental 天窗
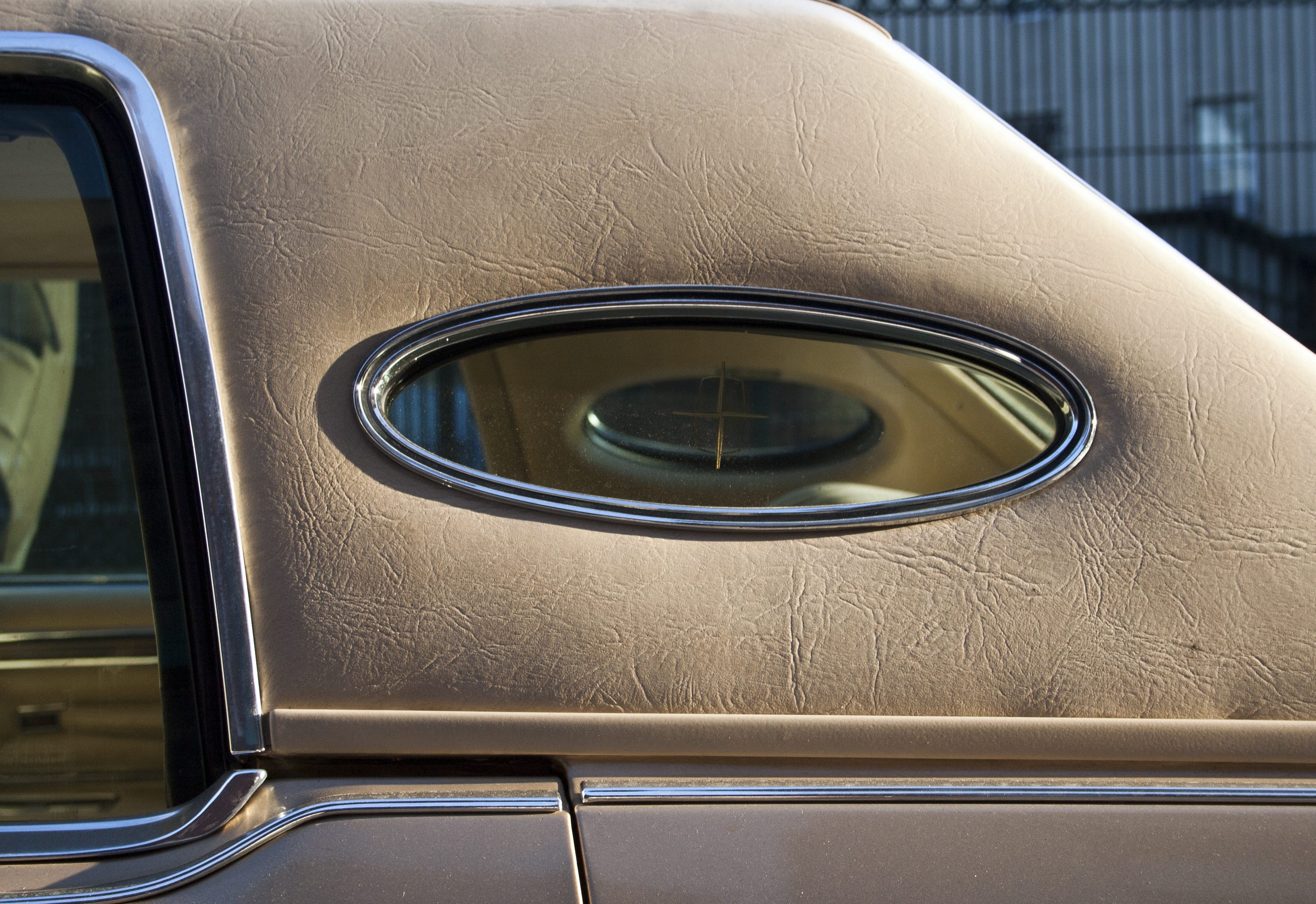
1979 Lincoln Continental Town Car 劇院式車窗

### 特仕車型
林肯在第五代的Continental推出許多特仕車型和選配套件，但沒有“Designer Series”的版本。

#### Golden Anniversary (1971)
為慶祝林肯誕生 50 周年，林肯推出“Golden Anniversary Town Car”限量版選配套件。並新增一特別的車色： Gold Moondust Metallic（金色月塵金屬漆），被當中 1,040 位車主選用。
其他特色配備包括一本紀念冊、可從手套箱拉出的化妝鏡、儀表板上的紀念徽章、內裝施以金色點綴和放在珠寶盒的兩枚 22 克拉鍍金鑰匙。
此紀念特仕車限量 1,575 輛，當中 75 輛僅供福特集團的員工購買。

#### Williamsburg Edition (1977–1979)
此為林肯於 1977 年至 1979 年販售的選配套件，供 Town Car 車型選配。
主要配備有：雙色車漆、以乙烯基包覆整個車頂、車側單色細條紋、位於後照鏡旁的電動蝴蝶窗、附照明的化妝鏡和可6向調整，猶如沙發般的座椅（Comfort Lounge Seats）。
1977 年，該套件移除劇院式側窗和車內燈，被稱為是規格設計上最保守的 Town Car。隔年，被移除的配備再次回歸。

#### Collector's Series (1979)
此為林肯於這代 Continental 停產前推出的紀念套件，也為傳統美式全尺寸轎車和雙門轎跑車的時代畫下句點。此套件同時供Mark V選配。
基本上，此車原本能選配的都已成了標配，但林肯仍額外提供四種選配：電動天窗、可收聽 40 個頻道的收音機、“Sure-Track”防鎖死煞車系統和喀什米爾製的絲絨內裝。
此套件共有四種顏色：深藍色、白色、藍色（限量 197 台）和亮銀色（限量 125 台），車頂以藍色乙烯基包覆。

## 第六代 (1980)

### 車型背景
這一代的 Continental 可說是林肯對旗下車款進行調整時所推出的車款，也就是一過渡期的車型而已。
隨著美國即將採用 CAFE 法案（品牌平均油耗標準），使得這些 1970 年代的全尺寸車型對福特集團的財務具有潛在的威脅，因此福特於 1979 年便著手計畫將縮小旗下品牌全尺寸車型的大小，1980 年式的 Continental 是最後一批縮小車身體積的車型。同品牌的 Mark 系列也縮小其車身體積。
林肯為了消除旗下車型的飽和，將本該是 1981 年式的 Continental 更名並以“Town Car”之名推出直到 1989 年。而“Continental”則是到 1982 年才重新以下一代車型回歸
1980 年，林肯停產 Versailles（原本定位在 Continental 之下，與凱迪拉克 Seville 競爭），雖然沒有明講該車型是被縮小後的 Continental 取代，但下一代的車型很明顯地成為 Seville 的對手。

### 外觀設計
儘管與 LTD 和 Grand Marquis 共用平台，但這三輛車的外觀版件沒有一處是能共用的。
這代的 Continental 被林肯定位成最低規的車型，Town Car/ Town Coupe 獨立出變為頂級車型；由於所有車型皆具有乙烯基車頂，因此後者多採雙色車漆以利辨認。
四門車型與 Mark VI 房車版的差異在前者是一般的大燈，車尾有三塊長方形的紅色飾板；後者則是配備隱藏式大燈和備胎。
雙門車型與 Mark VI 雙門板的差異是後者的車身中段至車尾線條較為流線，並與四門車型的 Continental 同軸距。

### 動力總成

#### 引擎底盤
此代 Continental 與 LTD 和 Grand Marquis 共用福特豹平台。在盡量保持車架佈局不變和仍採後輪驅動的同時，林肯對該平台進行了幾次重大工程以減輕車身重量。軸距相較於前代短了約 25 公分，車長短了約 35 公分，車寬窄了約 2 公分。車重部分，則是輕了逾 450 公斤，與 Versailles 相比差不到 90 公斤。
這一代的車型奉行燃油效率至上，因此林肯沒有給此車型搭載任何的 6.6 或 7.5 公升的引擎，取而代之的是福特集團第一具 V8 噴射引擎。
變速箱採用新的福特 AOD，並配有超速檔（傳動比為 0.67:1）和 Lock-up（扭力轉換器鎖定）功能。
新的福特豹平台允許林肯能改變此代車型懸吊系統的設計，並且對操控有一定的升級。有了上述的改變後，又因為車身體積的縮小，使得這代車型能夠保有傳統美式大車路感的同時，操控性也更進步了。與前代車型相比，迴轉半徑少了逾 1 公尺。

#### 油耗改善

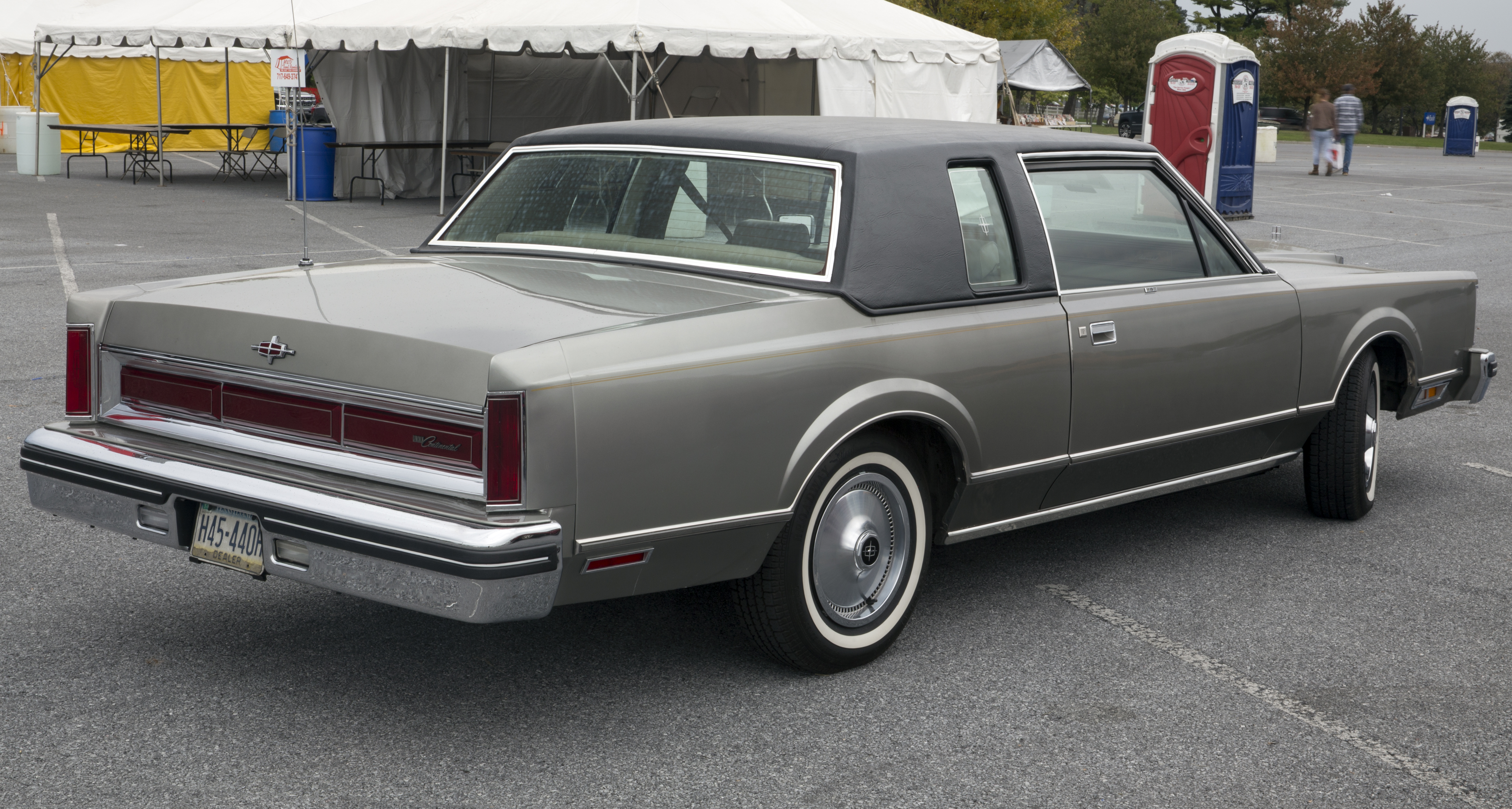
1980 Lincoln Continental Coupe

雖然 downsize 的時間比凱迪拉克晚了 3 年，但重新設計的 Continental 卻是福特集團有史以來油耗改善最大的一次（38%）。除了車重減輕外，新的 4 速自排功不可沒，讓林肯從 1979 年被 CAFE 評為燃油效率最差的品牌，搖身一變為市場上最省油的全尺寸房車。
帶有 OD 檔的新款 4 速自排、電腦控制汽油噴射引擎、數位儀表板和行車電腦等配備，使這代的 Continental 成為當時福特集團內最先進的車型，於往後的十年間，這些配備便逐步下放至其他集團的車型。

## 第七代 (1982–1987)

### 車型背景
1980 年，林肯面臨一個嚴重的問題。在 Versailles 停產後，林肯只剩 Continental 車系和 Mark 系列。雖然這兩款在當年都是全新車型，但本質上都是同一輛車，除了頭尾燈造型不同、部分車尾設計和行李箱蓋上的備胎外，這兩款車型幾乎沒什麼區別。
從1981年起，美國要求所有製造商都必須使用 17 個英文及數字的 VIN 碼。前 3 位數字為世界工廠代碼。1982 至 1985年的 Continental 和 Town Car 代碼是“1MR”，意思是林肯把 Continental 當成獨立的車輛製造商，而非林肯（1LN）。儘管將 Continental 指定為製造商，但林肯徽章仍隨處可見。
1986 年，福特集團將 Continental 的製造商 VIN 碼正名回林肯的“1LN”。

### 外觀設計
為了將 Continental 和 Town Car 進一步區分，林肯將 Continental 下放至中型車上，車型僅供四門房車，與當年的 Seville 和 Imperial 競爭。
雖然與 Ford Granada 和 Mercury Cougar 共用同平台，但這三輛車之間沒有一個車身鈑件是能共用的，這使林肯在當時的同級品牌裡顯得獨樹一格。由於 Continental 的競爭對手是 Seville，因此車尾設計和 Seville 相像，採類掀背車的設計，林肯表示靈感是來自 1930 年的 Lincoln-Zephyr。與 Seville 相比，林肯透過車側的水平鍍鉻飾條和大量的 Two-tone 組合，使 Continental 的外觀較為保守。
這也是 Continental 首次在行李箱蓋上採用 Mark 系列的 備胎蓋設計，特別地是，備胎蓋上的字母是“CONTINENTAL”而非“LINCOLN”。

#### 1984 年小改款
接續 Mark VII 亮相的同時，林肯對 Continental 進行小改款工程。最明顯地是車頭，雖然沒有沿用 Mark 系列的一體式頭燈，但林肯透過修改水箱罩的弧度，使其更為傾斜，並順著線條於兩側嵌入一個大型的頭燈組，讓整個車頭看起更符合空氣力學，更為流線。此外，前後保險桿也貼合車頭車尾的設計，看起來就像是車身的一部份。
內裝部分，以緞面黑作為車門板和儀表板的顏色裝飾（僅 1986 年使用低光澤的核桃木紋），之後的內裝改款也僅限於顏色和小細節的不同而已。
所有車型皆配有福特的 keyless 系統，也就是在門上的數字鎖。

### 動力總成
從豹平台轉為狼平台，這使 Continental 首次變成中型車，軸距短了約 20 幾公分，車長短了約 45 公分，車重更是輕了超過 180 公斤。儘管採用新的平台，林肯仍把該平台拉長了近 3 公尺。與 Seville 不同的是，Continental 保留了傳統的前置後驅。
小改款前的車型有兩種引擎可選，第一具是 5.0 升的 V8，可輸出 131 匹馬力；第二具是可免費選配的 3.8 升 V6。這是自 1948 年以來第一台可搭載非 V8 引擎的林肯。這兩款引擎都在 1984 年停產，被 Town Car 上面那顆 5.0 升的 V8 噴射引擎取代。這三具引擎皆搭載福特的 AOD 變速箱。
由於當時許多歐洲豪華品牌和凱迪拉克都有提供柴油引擎，林肯於 1984 年推出新的 2.4 升渦輪柴油直 4 引擎，搭配 ZF 的變速箱，可輸出 114 匹馬力，惟這種組合並不受歡迎，僅賣出 1,500 輛後便於 1985 年停產。
此代 Continental 具有兩個首見於量產車上的配備：掛氮氣瓶的避震器和會自行修補的輪胎。

### 規格配備
1982 年，林肯提供三種車型，分別為：一般車型、Signature 系列、Givenchy Designer 系列。
1983 年，Signature 系列的配備被下放至 Continental 其他車型，Signature 系列變成只供應給 Town Car 和 Mark VII。同年至 1985 年，林肯提供Valentino Designer 系列供選配。

1985 年，Valentino Designer 系列終止供應，往後只剩一般車型和 Givenchy Designer 系列能選擇。

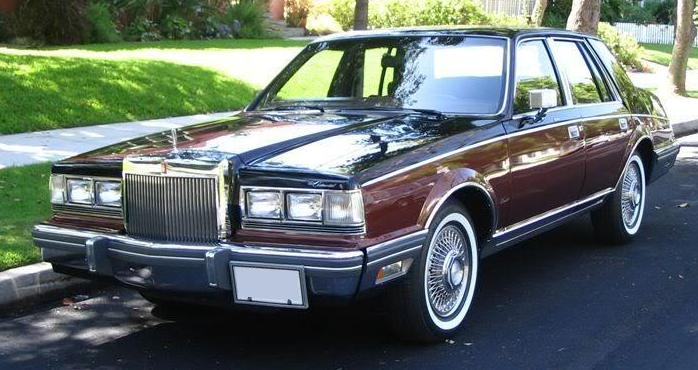
1982 Lincoln Continental Givenchy Designer Series
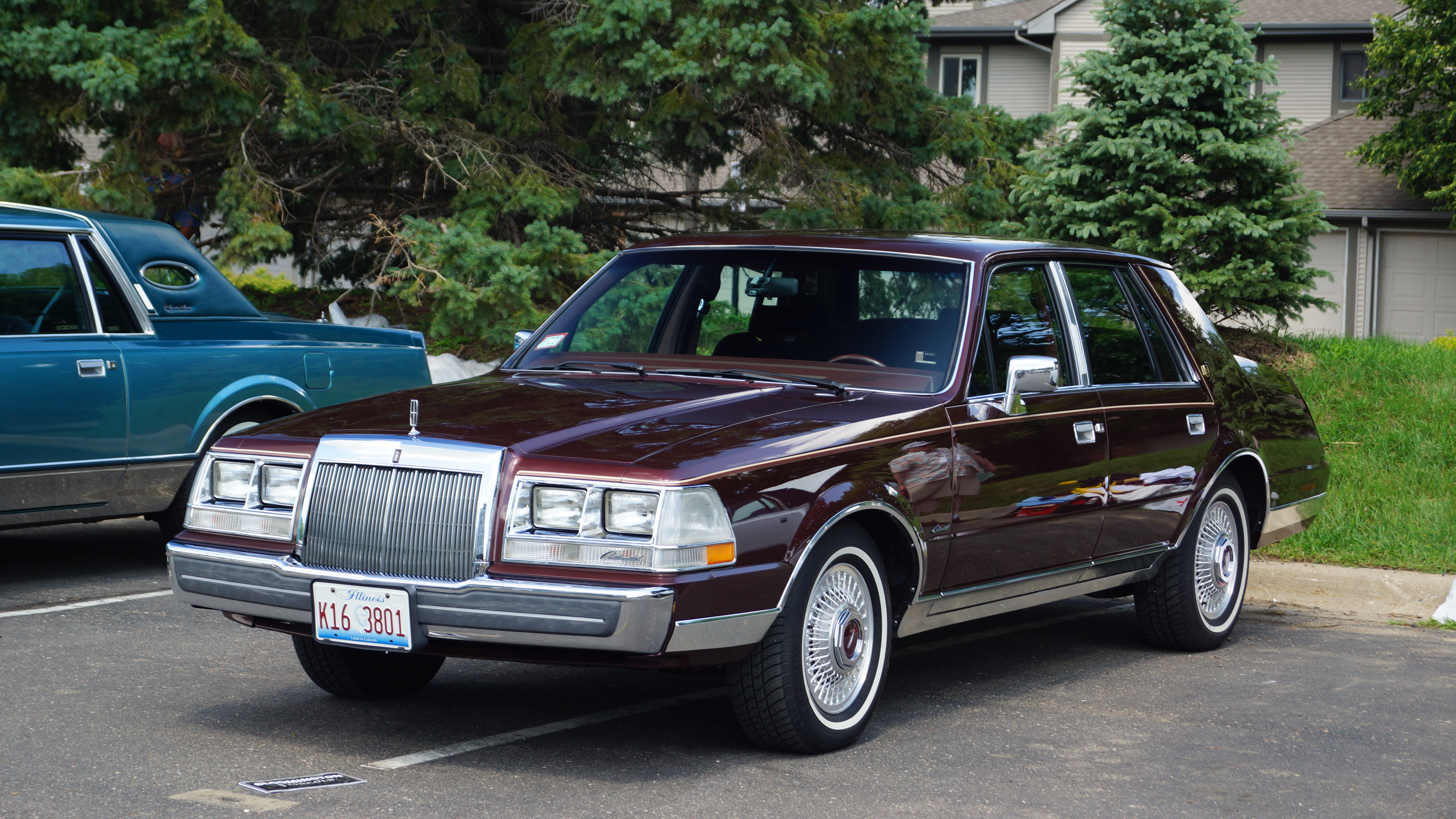
1984-1987 Lincoln Continental
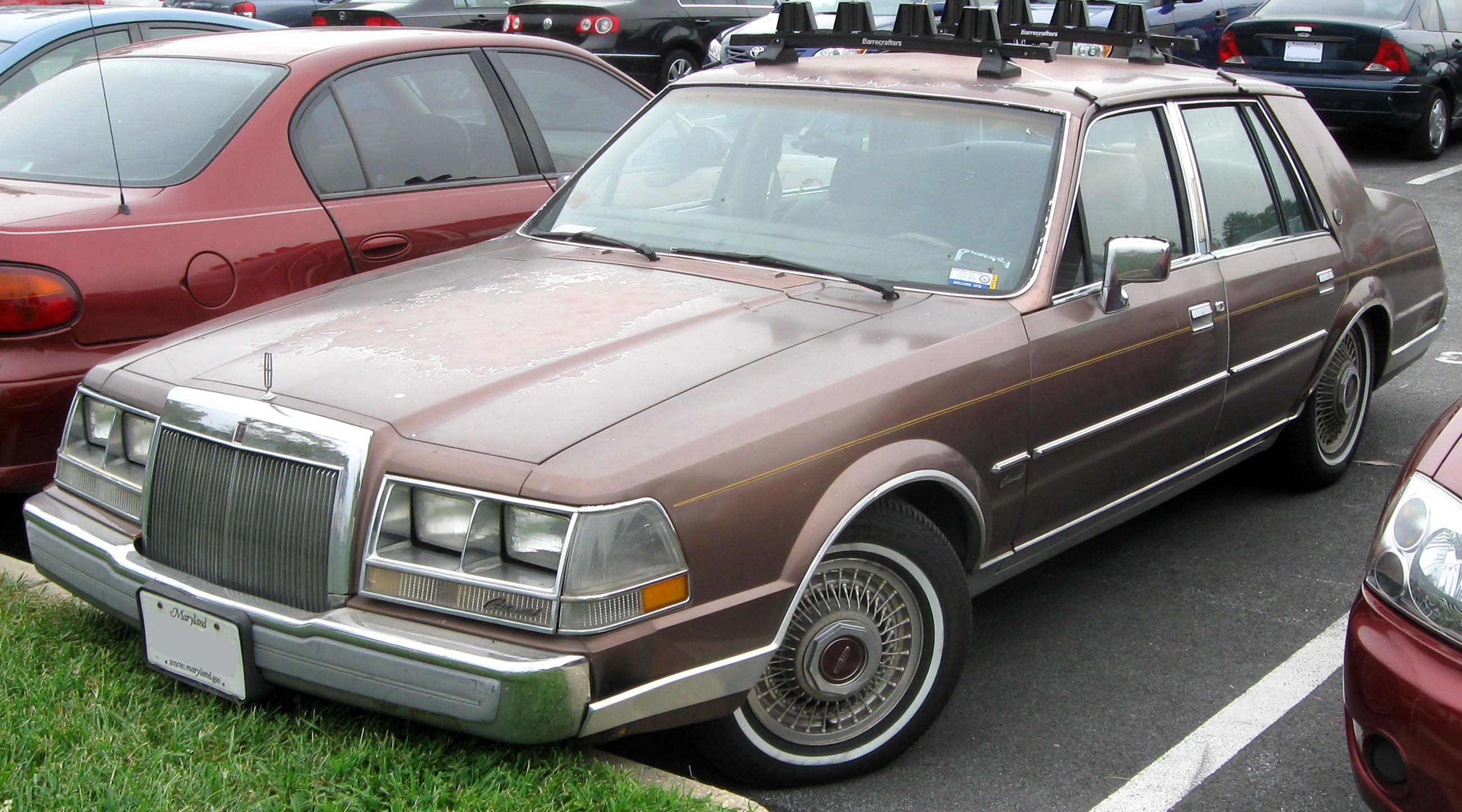
1984-1987 Lincoln Continental
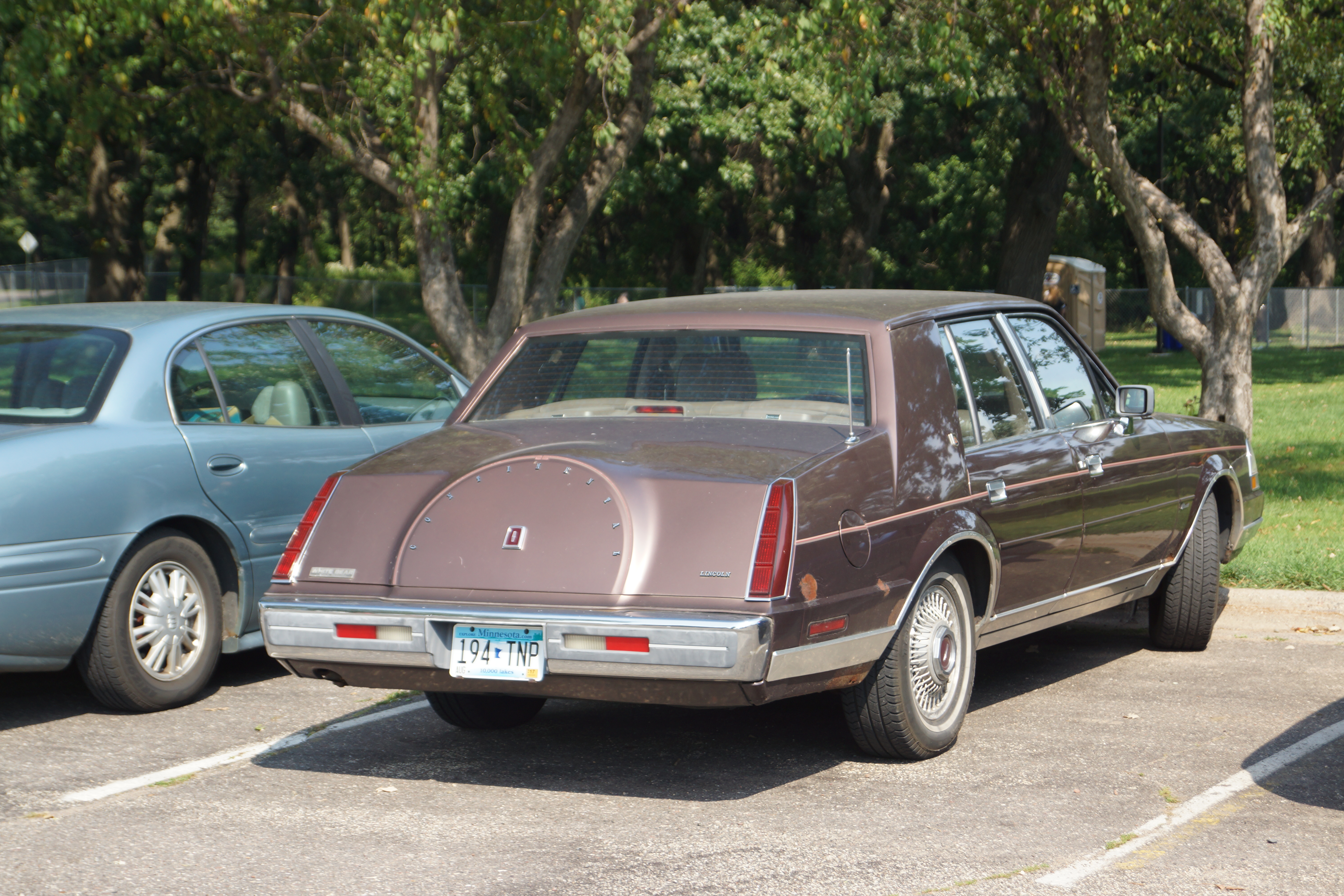
1984-87 Lincoln Continental Givenchy Series

## 第八代 (1988–1994)

### 車型背景
到了 1980 年代末期，此豪華級距的市場和 10 年前可說是天壤之別。林肯除了要面對凱迪拉克和克萊斯勒外，還有賓士、BMW、奧迪甚至凌志、Acura 和 Infiniti 都是對手。林肯事先預料到這種情況，因此早在 1981 年第四季便著手計畫第八代的 Continental。
就車內空間的大小而言，Continental 在 1988 年是前驅車市場上最大的，因此獲得《Car and Driver》於 1989 年頒發的“十大最佳汽車”之一。
此代 Continental 的年均銷量是上一代車型的兩倍之多，使林肯於 1989 年和 1990 年再度刷新總銷量的紀錄。

### 外觀設計
此代 Continental 採用和 Taurus 相近的空力設計，但 C 柱和水箱罩設計地更為直立。此外，上一代傾斜的行李廂蓋變回傳統的行李箱蓋設計，因此空間從 424 公升增大至 538 公升（幾乎與 Town Car 一樣）。
雖然車長多了 10 公分，但卻輕了快約 80 公斤，這使 Continental 第一次能和 Seville 的車輛大小相比。

### 動力總成
這代的 Continental 改採承載式底盤，與 Mercury Sable 共用 FN9 平台並加長 7 公分。這也是第一台前驅且沒有 V8 引擎的 Continental。
引擎原本採3.8 升 V6，可輸出 144 匹馬力，於 1991 年式提升為 155 匹，後又於 1993 年式提升至 160 匹。所有車型皆搭配附超速檔的 4 速自排。
此外，Continental 有一項獨有的配備：會自動調整的氣壓懸吊，而動力補助轉系統也是標配。

### 規格配備
1989 年式，因應雙氣囊的配置，儀表板經重新設計過。這是美國第一間將雙前座安全氣囊納為標配的車廠（全球第一間則是保時捷，安裝在 1987 年的 944 Turbo）。
1990 年式，林肯對外觀進行小針美容，包括水箱罩內的廠徽、將原本鑲在水箱罩裡的“LINCOLN”字樣移至鍍鉻飾條的右上方和把原本在全紅尾燈下方的白色燈殼變成粗長的鍍鉻飾條。林肯也簡化了車型，僅保留一般車型（後來更名為 Executive ）和 Signature 系列。自 1981 年後，Continental 又能乘坐 6 人了，標配真皮座椅，也可免費選配絲絨座椅。選配方面則有：光碟播放器、“InstaClear”電動除霧擋風玻璃（供應至 1992 年）、JBL 音響、電動天窗、keyless 數字鎖、防盜警報系統、車載電話、三組記憶座椅和其他輪圈。
1993 年式，林肯推出名為“Individual Seats”的雙獨立前座作為選配，中間是巨型扶手，內含儲物空間和置杯架，排檔桿也由儀表板旁移至中央扶手的前端。
1994 年式，第二次小改款，修改了前後保桿和一些鍍鉻飾條的造型，將“LINCOLN”字樣重新鑲回水箱罩的直柵裡，尾燈同樣有“CONTINENTAL”字樣，並且把粗的鍍鉻飾條變細，雙獨立的座椅套件則換上新的方向盤。林肯也提供“Excutive Touring ”套件供選配。

### 特仕車型

#### 50th Anniversary Edition (1990)
這是為了紀念 Continental 誕生 50 周年所推出的特仕車，以 Signature 系列為基礎。包括“50th Anniversary”徽章、古典的放射狀輪圈和中心蓋、帶有紅藍線條的鍍鈦漆和雙色內裝。

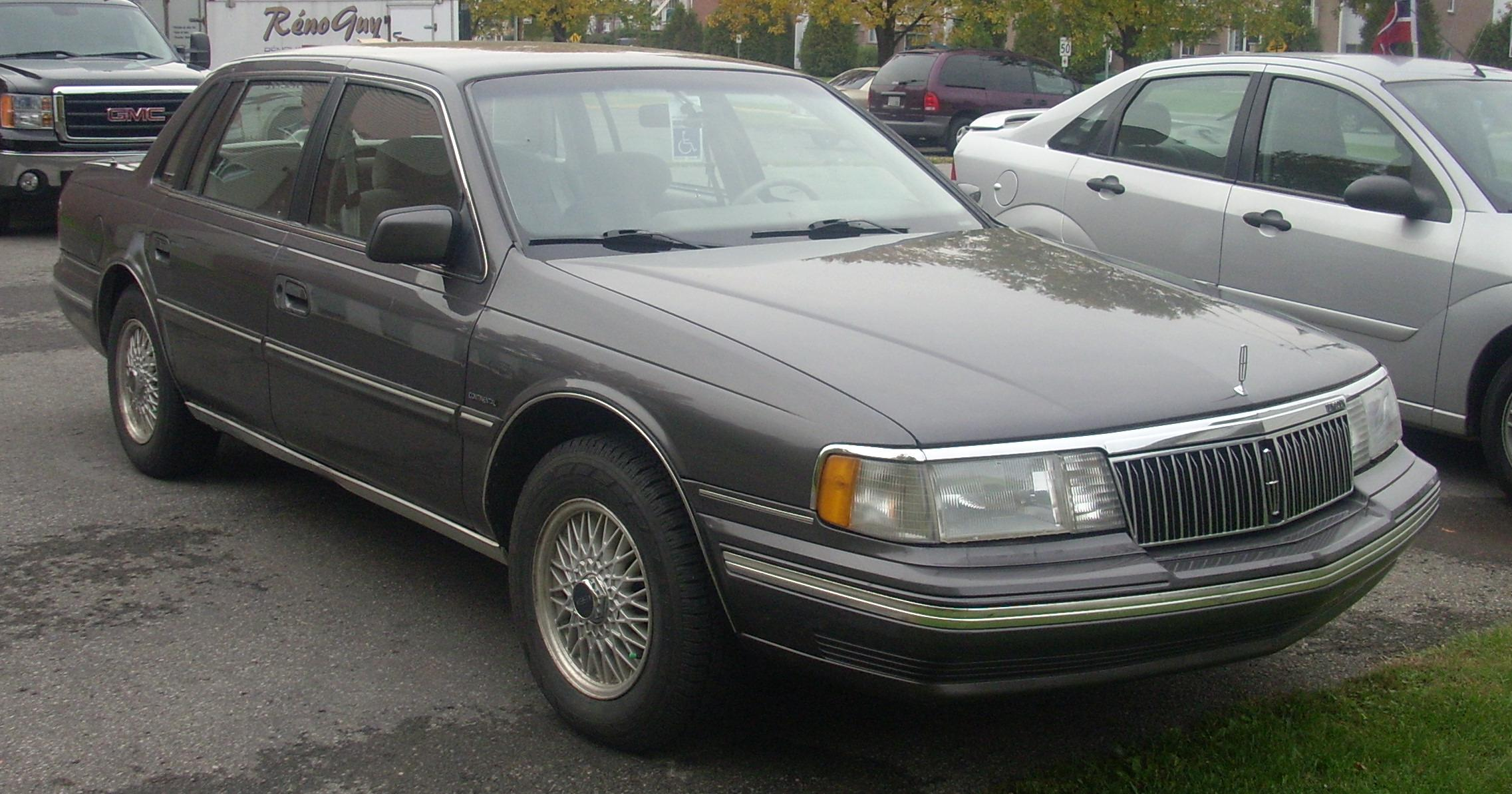
1990-92 Lincoln Continental
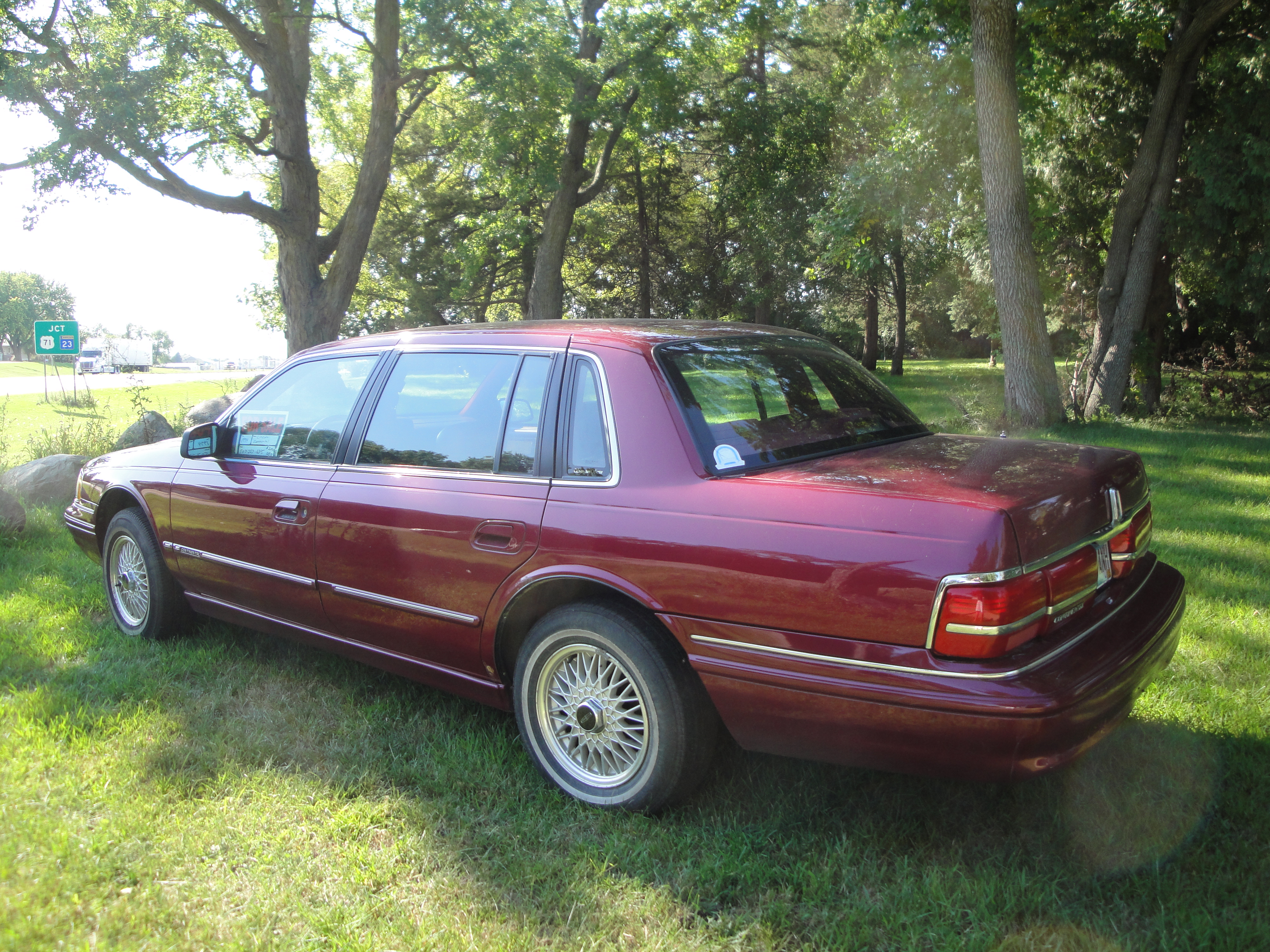
1994 Lincoln Continental
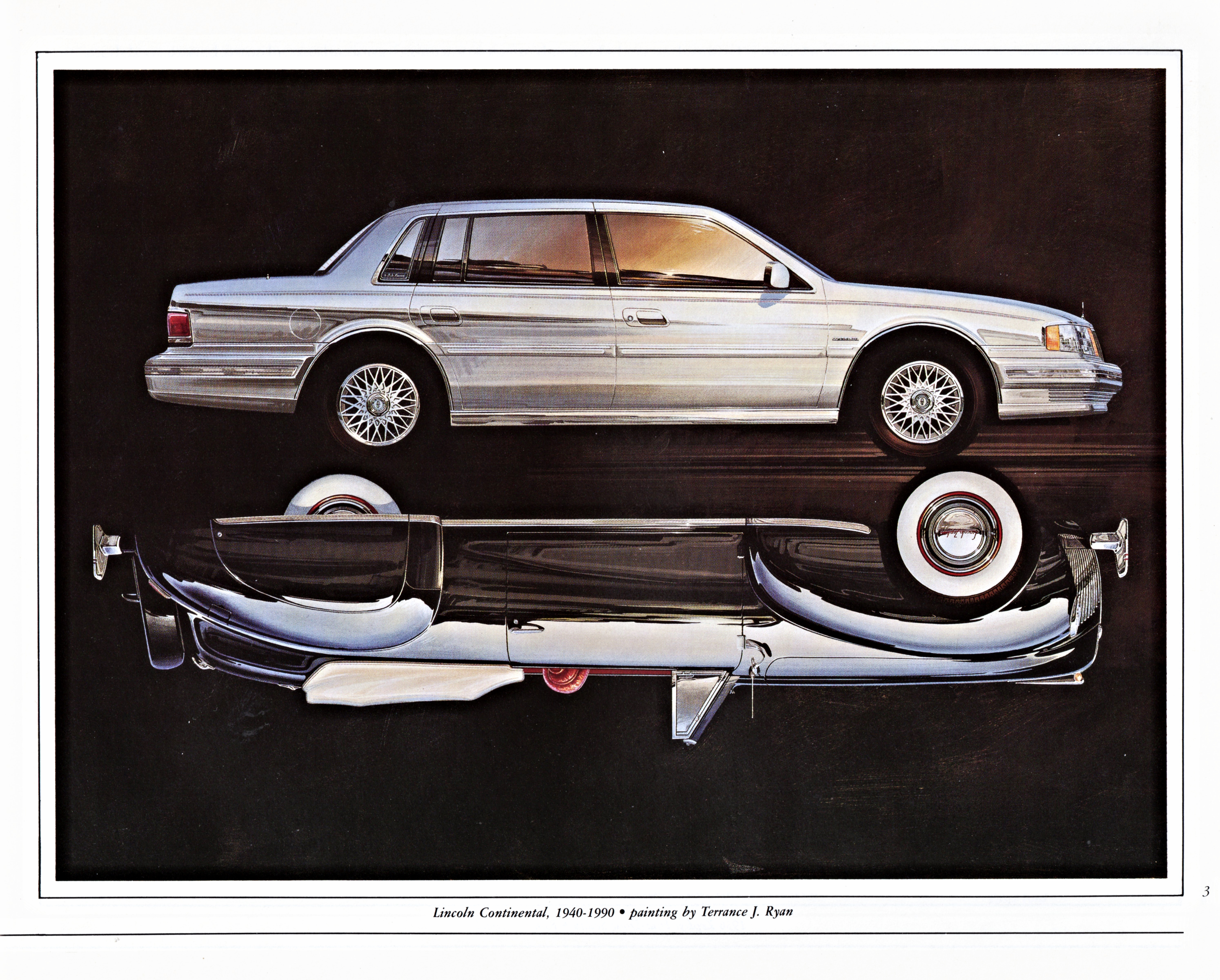
1990 Lincoln Continental 50th Anniversary
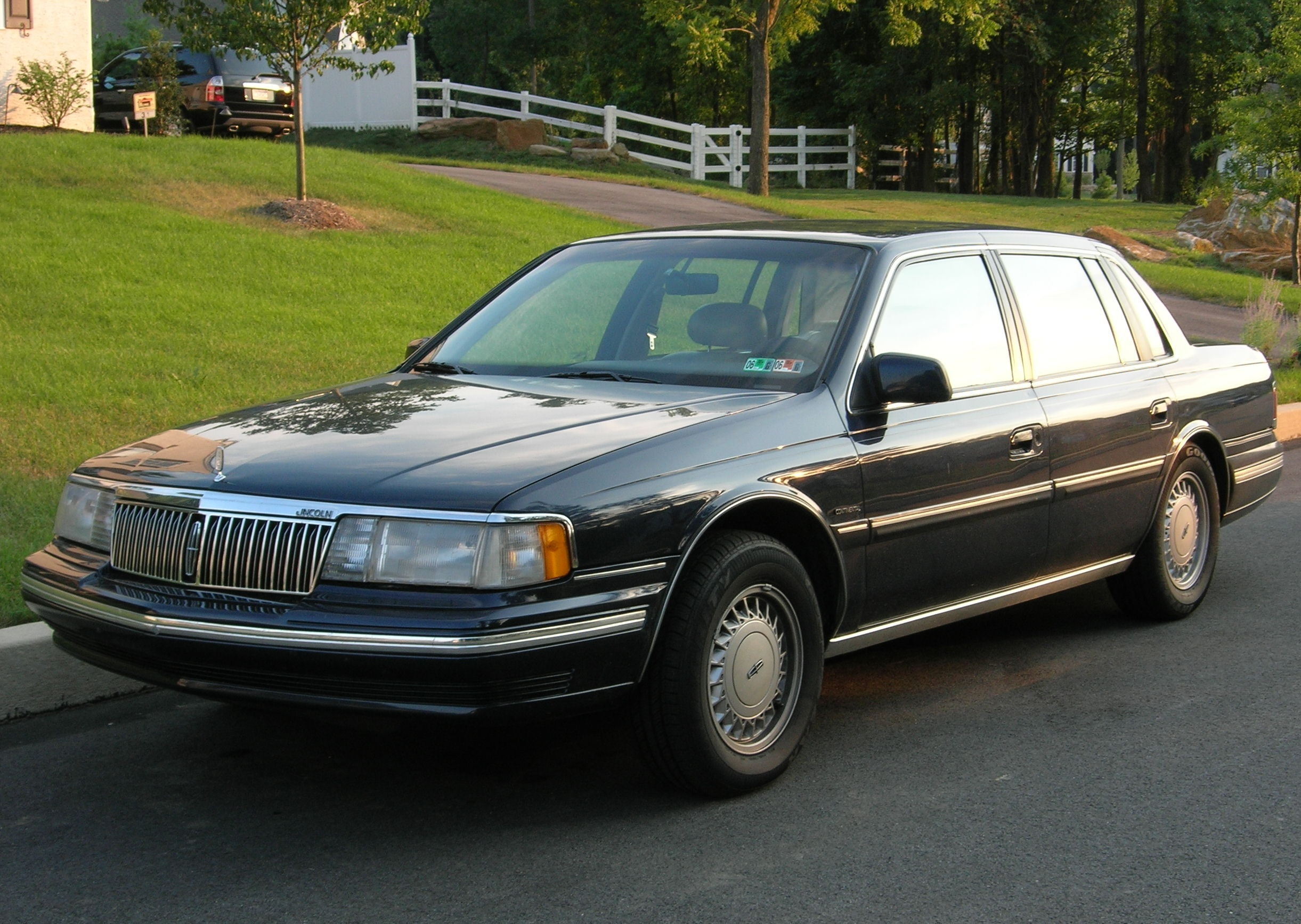
1991 Lincoln Continental

## 第九代 (1995–2002)

### 車型背景
第九代的 Continental 從裡到外都經過大幅度的重新設計，線條變得更加圓潤。外型大部分皆取樣自 1994 Lincoln Contempra 概念車。

### 動力總成
此代 Continental 唯一的引擎是 4.6 升 V8，可輸出 260 匹馬力，0-100km/h加速約 7.4 秒。除了與 Mark VIII 共用外，這也是自 1987 年以來，Continental 重新搭載 V8 引擎，這具引擎和凱迪拉克的 Northstar V8 更能被放在一起比較。此外，這代的 Continental 是福特集團內唯一一台橫置的 Modular 引擎（福特命名該引擎為 Modular，林肯則是 InTech ），也是唯一一台將該引擎用在前驅車的車型。
1995 和 1996 年式的車型皆標配氣壓懸吊，惟 1997 年式後改為前螺旋彈簧後氣壓懸吊，這也導致該年式車型的起價降了 10%。

### 規格配備
內裝方面採用皮革製，並能配備一些在當時很先進的電子產品，包括 JBL 音響、6 CD 光碟機、電動天窗、加熱座椅、車載電話、防盜系統、循跡控制和鍍鉻輪圈。
座椅部分可選 5 人或 6 人座，高階車型可選擇“Bridge of Weir”製的皮革。

#### 1998年小改款
1998 年小改後的車型，家族化特徵更為強烈，價格也上漲了一些。車頭變得更像 Town Car，至於車尾的貫穿式尾燈改為包角式。
1999 年，Continental 的價格再次上漲，漲至和 Town Car 同為 38,525 美元（約新臺幣 118 萬）。引擎馬力提升至 275 匹、新增裝在座椅上的側面安全氣囊。6 CD 光碟機、前排加熱座椅和附遮陽簾的有色電動天窗則供選配。
1999 年的車型有四組套件可選。第一組是“RESCU Package”（透過衛星聯繫的緊急系統），套件包括 GPS、位在駕駛座遮陽版裡的3組HomeLink、聲控車載電話和 Alpine 音響（含數位音頻處理器、重低音擴大器和多組揚聲器）。第二組是“Luxury Appearance Package”，套件包括木紋方向盤和排檔桿、雙色座椅和腳踏墊、鍍鉻輪圈和不同的水箱罩。第三組是“Driver Select System”，套件包括半主動懸吊、方向盤上能控制音樂和查看氣候的按鍵、會自動調光的車外後照鏡（限駕駛座側）和“Memory Profile System”，該系統能調整轉向輔助和2組記憶個人化的行車控制系統。第四組是“Personal Security Package”，套件包括裝在拋光輪圈上失壓續跑胎、胎壓偵測系統和能開關車庫門的遙控器。
2000 年，為了遵守美國聯邦法規，新增緊急行李箱開啟拉柄、兒童汽座固定支架和“Belt Minder”（偵測到前座未繫安全帶的警示音）。
2001 年，能開關車庫門的遙控器成為標配。
2002 年，可選配車聯網系統（VCS），套件包括免持聽筒、SOS 系統、資訊服務和導航系統。

### 特仕車型

#### Diamond Anniversary Edition (1996)
此特仕車是為了紀念林肯成立 75 周年，套件包括“Diamond Anniversary”徽章、真皮座椅、聲控車載電話、JBL 音響、防眩光電致變色後照鏡和循跡控制系統。

#### Spinnaker Edition (1996)
延續去年提供給 Town Car 的選配套件，林肯也提供給 Continental。套件包括“Spinnaker Edition”徽章、三層烤漆、雙色真皮座椅和 16 吋鋁圈。

#### Limited Edition (2001)
套件包括帶有“Limited Edition”的刺繡真皮雙色內裝、木紋方向盤、6 CD 光碟機和 16 吋鋁輪圈。在部分市場以“Greenbrier Limited Edition Continental”販售。

#### Collector's Edition (2002)
為了紀念即將停產的第九代車型，林肯推出此紀念版，套件包括“CE”徽章、真正的核桃木製方向盤、儀表板和車門飾板、白金色的水箱罩和十幅式鋁圈。除了基本的車色外，還有專供 CE 特仕車的炭灰色。此車型約生產 2,000 輛。

### 停產
在此代 Continental 的銷量連續幾年下滑後，林肯宣布 2002 年將停產 Continental 車型。除了銷量因素外，雖然下有 LS 上有 Town Car，但在售價相近的情況下 Continental 完全處在一個尷尬的定位，既沒有 LS 的運動風格，論豪華程度也輸給 Town Car，故 Continental 只得被迫下台，最後一輛車在 2002 年 7 月 26 日於 Wixom 裝配廠下線。
2009 年，林肯推出 MKS，原本旨在取代 Town Car，但車格實際上更接近第九代的 Continental，該車配備雙渦輪增壓的 V6，可選擇前驅或全輪驅動。

2017 年，MKS 被第十代 Continental 取代。

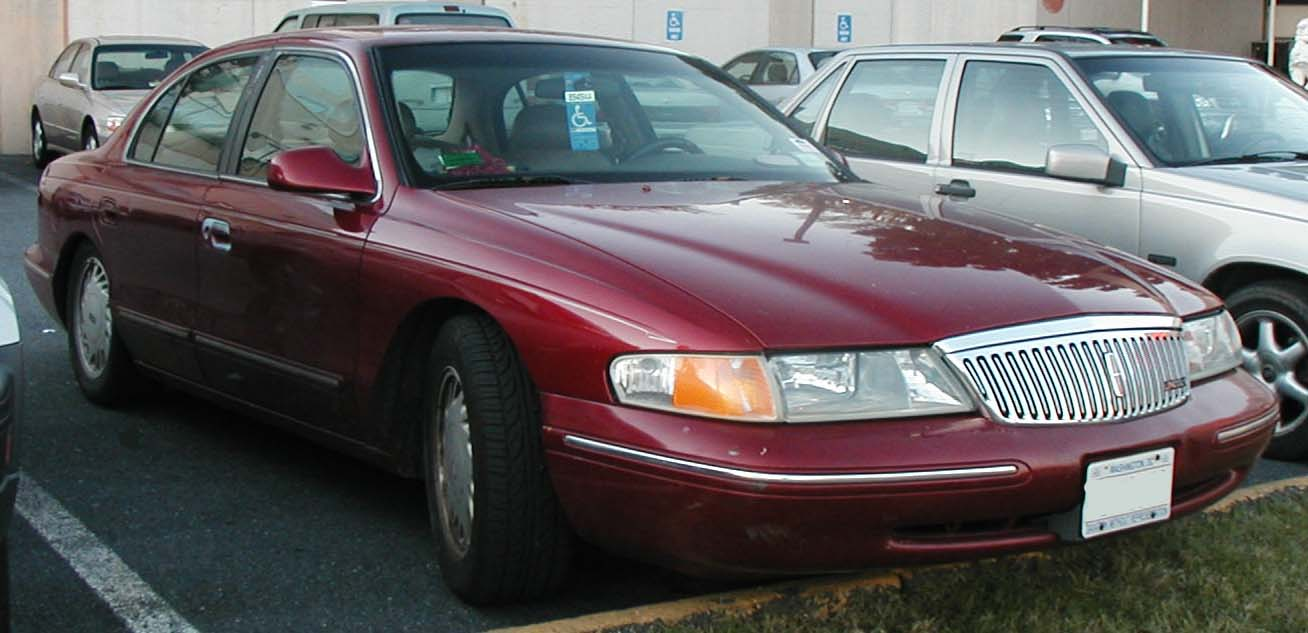
1995-1997 Lincoln Continental
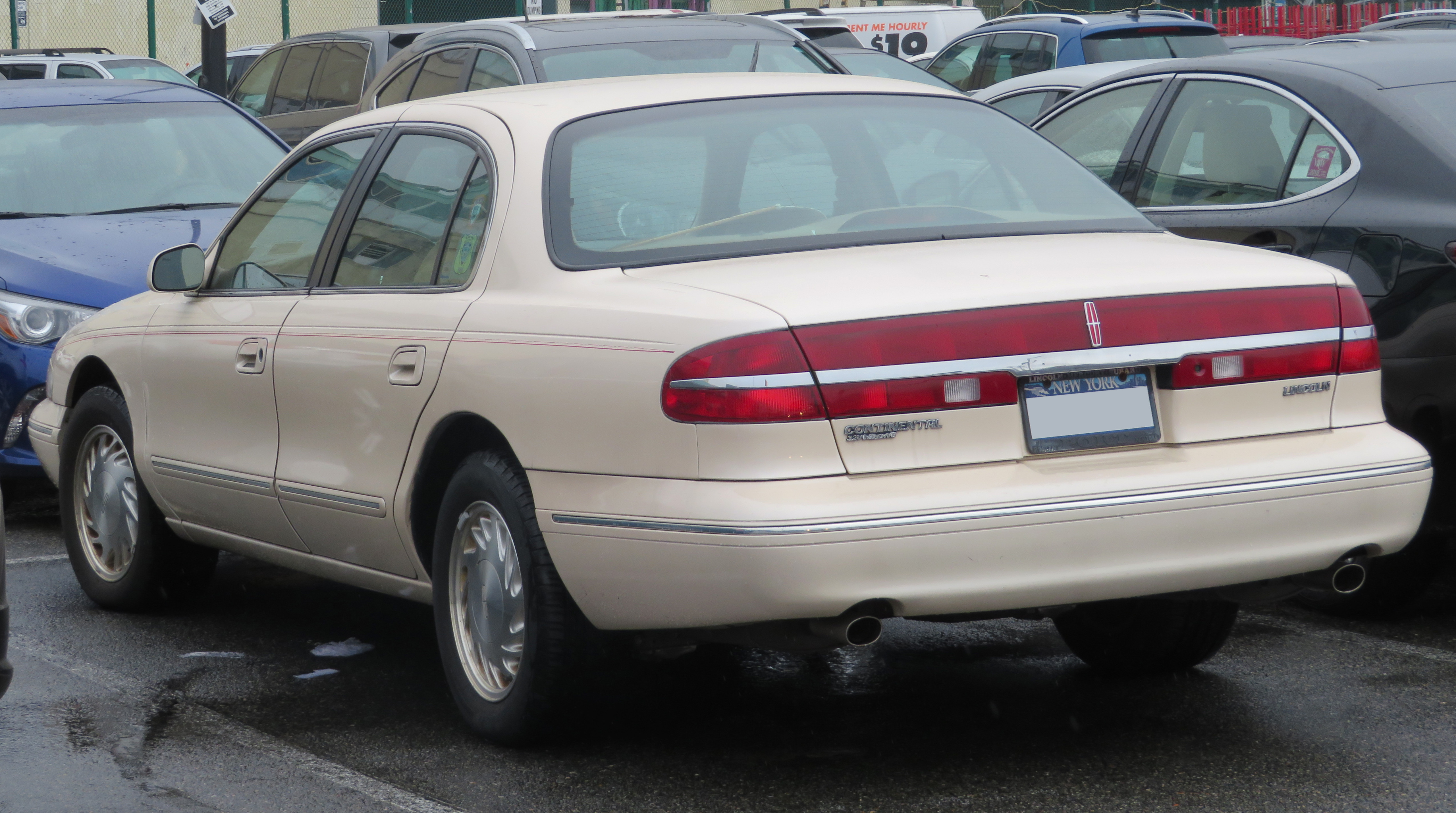
1996 Lincoln Continental
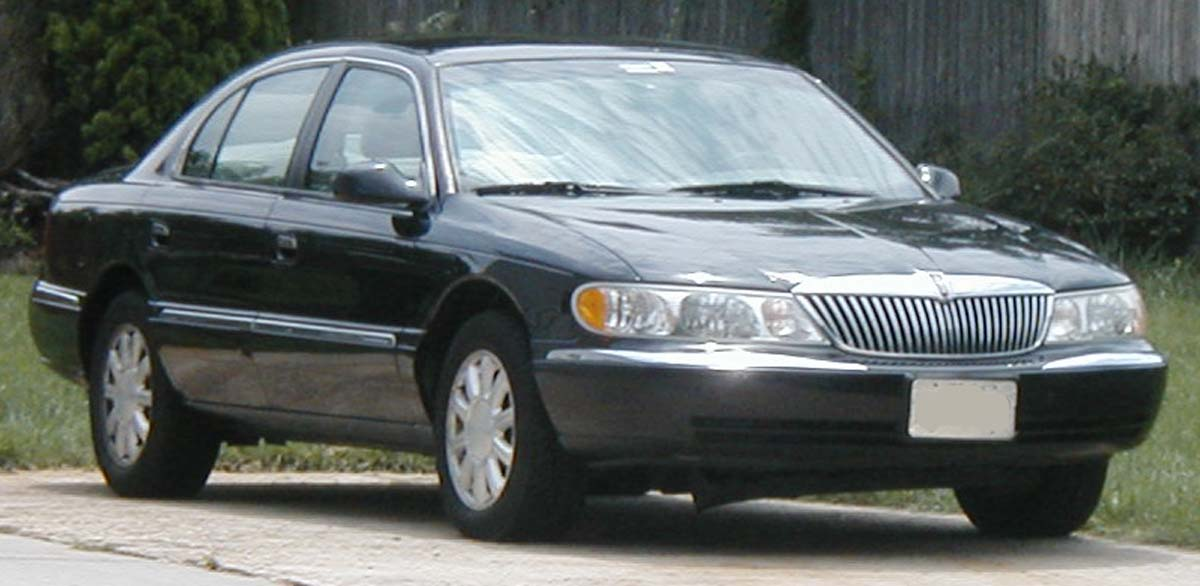
1998-2002 Lincoln Continental
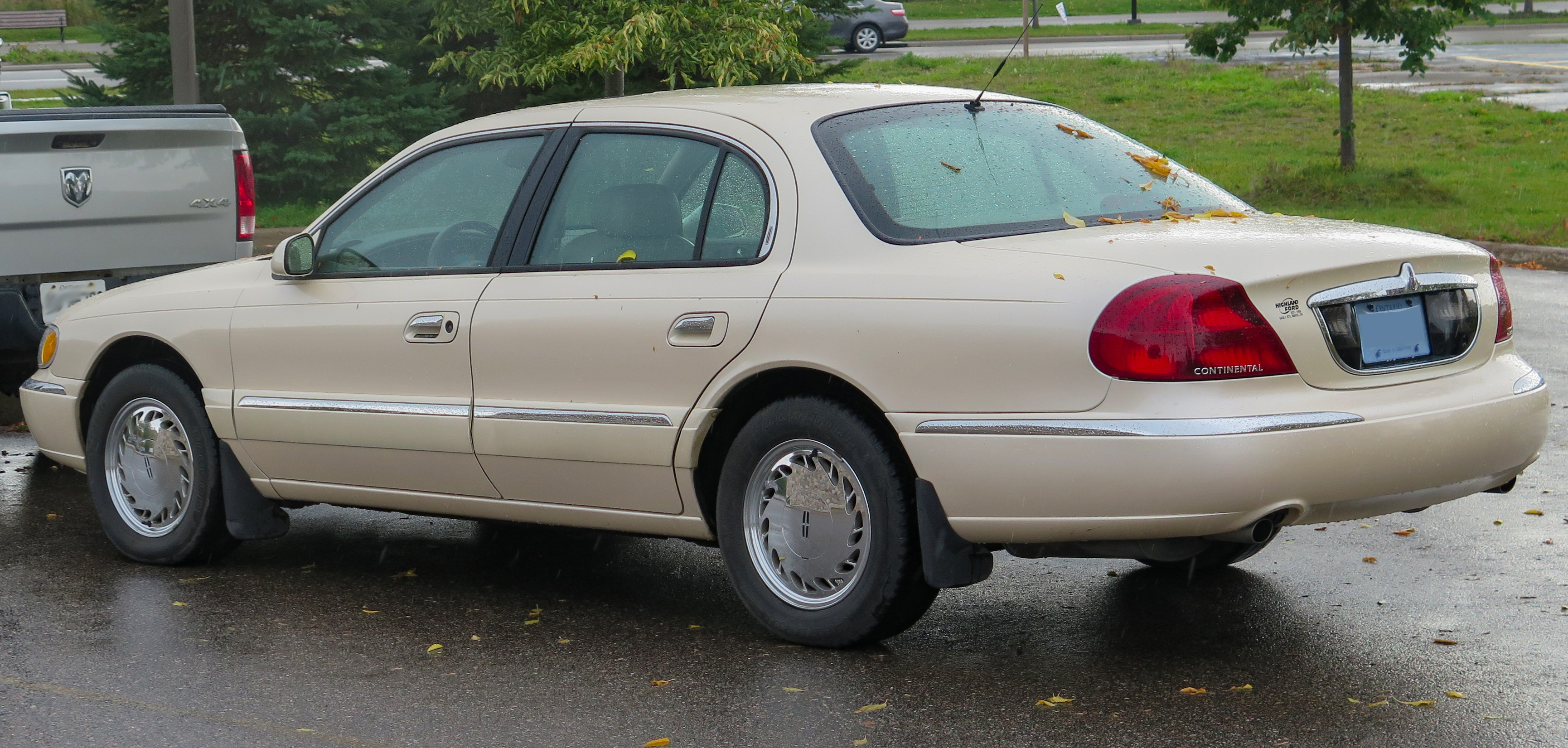
1998 Lincoln Continental

## 第十代 (2017–2020)

### 車型背景
時隔 14 年，Continental 於 2016 年秋季以 2017 年式車型上市，為 MKS 的後繼車型。這也是 Continental 第一次不在 Wixom 工廠組裝。

### 外觀設計
第十代車型採新的林肯設計語彙，以略為凹陷的水箱罩內嵌林肯廠徽取代前幾代如同鳥翼般後掠式的設計。
此代車型將車門外把手融入窗框下緣的鍍鉻飾條，把手內有開門鍵，整體設計好似第三代的福特 Thunderbird；在車內，以置於門板上把手的按鍵開門，這一整組設計稱為“E-Latch”。

### 動力總成
此代 Continental 與 Fusion/ Mondeo 和 MKZ 共享加長過軸距的福特 CD4 平台。前驅為標配，但視規格不同也可選擇四驅，這也是 Continental 第一次有四輪驅動的車型。
引擎方面，標配與 MKZ 和 MKS 同一顆 3.7 升 Cyclone V6 引擎，可輸出 305 匹馬力。另可選配 2.7 升雙渦輪增壓的 V6，可輸出 335 匹馬力。在最頂規的車型甚至標配可輸出 400 匹馬力的 3.0 升雙渦輪增壓 V6，以及搭載扭力分配差速器的全輪驅動。
所有車型皆配備 6 速自排，源自福特和通用合作的 6F55 變速箱。

### 規格配備
林肯於此代車型將傳統的排檔桿，變成直立排列在中央觸控螢幕左側的“PRNDS”鍵，其中“S”代表 Sport，使懸吊、轉向和變速箱的升降檔都會變得更運動化。
Continental 標配 ACC 和車道維持輔助系統。內裝可選配 13 或 19 顆揚聲器的“Revel”音響，其特點是門板上鋁製的外殼。另可選配 360 度的俯視環景系統。
規配部分，林肯提供四種規格，由低到高為 Reserve、Select、Premiere 和 Black Label。Select 規和 Premiere規的內裝使用 Bridge of Weir 製的“Deepsoft”皮革。Black Label 車型則能選擇三種套件，分別是 Chalet、Thoroughbred 和 Rhapsody Blue，後者的套件包括藍色真皮座椅、Alcantara 麂皮、羊毛地毯和鍍鋁玻璃纖維的裝飾。

#### Rhapsody Blue Continental
藍色的林肯，一直在該品牌的歷史裡具有崇高的地位。林肯的設計總監 David Woodhouse 曾說過：“藍色是林肯的標誌性顏色。 福特家族一直保有深藍色的 Continental。 米高梅創造了一種特殊的藍色來匹配麗芙·泰勒的眼睛，並給了她一輛這種顏色的車。”
Continental 的總工程師 Michael Celentino 也曾表示製作藍色內裝的難度：“藍色就像是位在刀鋒的顏色（指極易受到外在因素的影響，可參酌下段理解其義），它具有紅色和綠色的元素，很難在搭配在汽車內裝，尤其是考慮到內裝有著各種不同光澤紋理的顏色的時候。如果不夠細心使用該顏色，當光線從某些角度照射時，藍色會褪色並看起來像其他顏色。一般情形下，福特在提供其他顏料配方給顏料供應商時，會告訴供應商要正確混合哪種色調，但福特對 Rhapsody 色調的要求是極高的 ，因此該顏料是事先調好送去的，以確保每項內裝設備的色調均為一致。”

### 特仕車型

#### 80th Anniversary Coach Door Edition (2019)

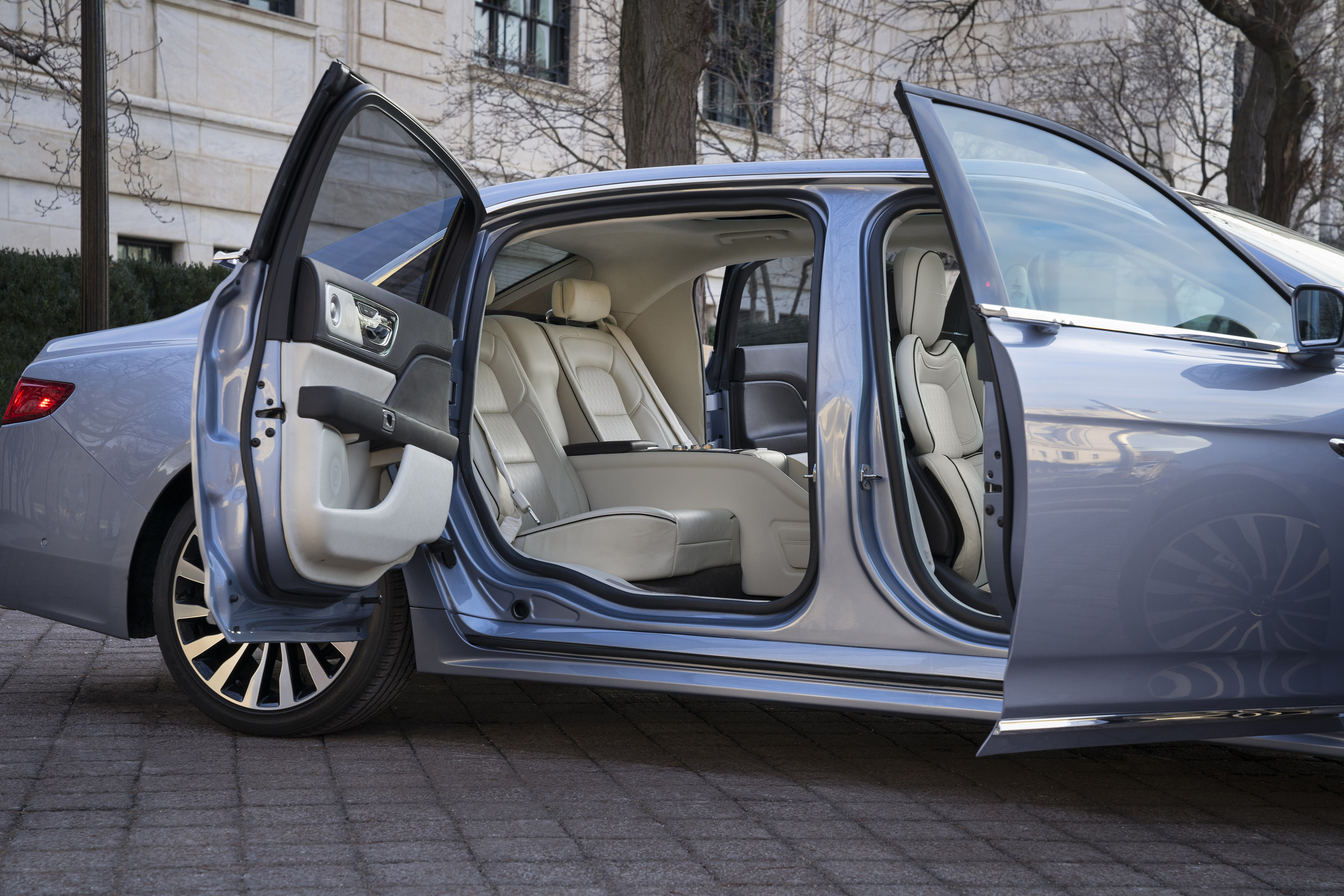
2019 Lincoln Continental 80th Anniversary Coach Door Edition

適逢為 Edsel Ford 製造的 Continental 滿 80 周年，林肯與總部位在麻州的 Cabot Coach Builders 攜手合作，推出四門對開的 Continental。透過加強車體並將軸距拉長約 15 公分的方式改造，以容納更長的後門鉸鏈。後座則改為雙人座，巨型中央扶手由前座貫穿至後座。
這些車型為 2019 年式並以 Black Label 規為基礎，限量 80 台且僅於美國境內販售。這也是林肯第一款起跳價超過 100 萬美元的車型。

#### Coach Door Edition (2020)
林肯於 2020 年生產大約 150 輛的非紀念版的對開車型，同樣以 Black Label 規為基礎改裝。

### 停產
由於目前市場更傾向諸如 SUV、Crossover 等休旅車型，再加上 Continental 的銷量持續下滑，因此林肯於 2020 年 10 月 30 日再度停產 Continental，且無後續車型的計畫。

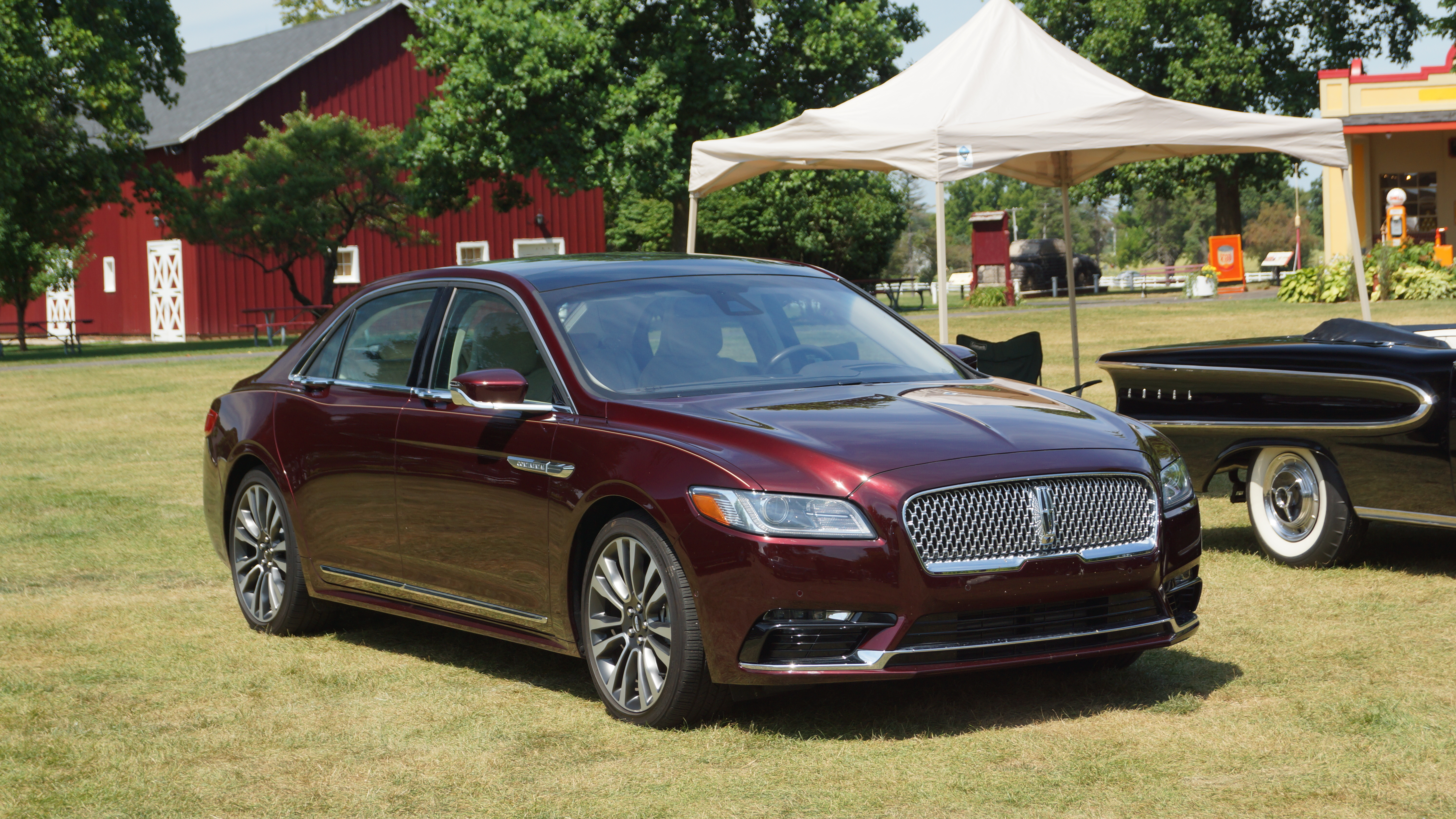
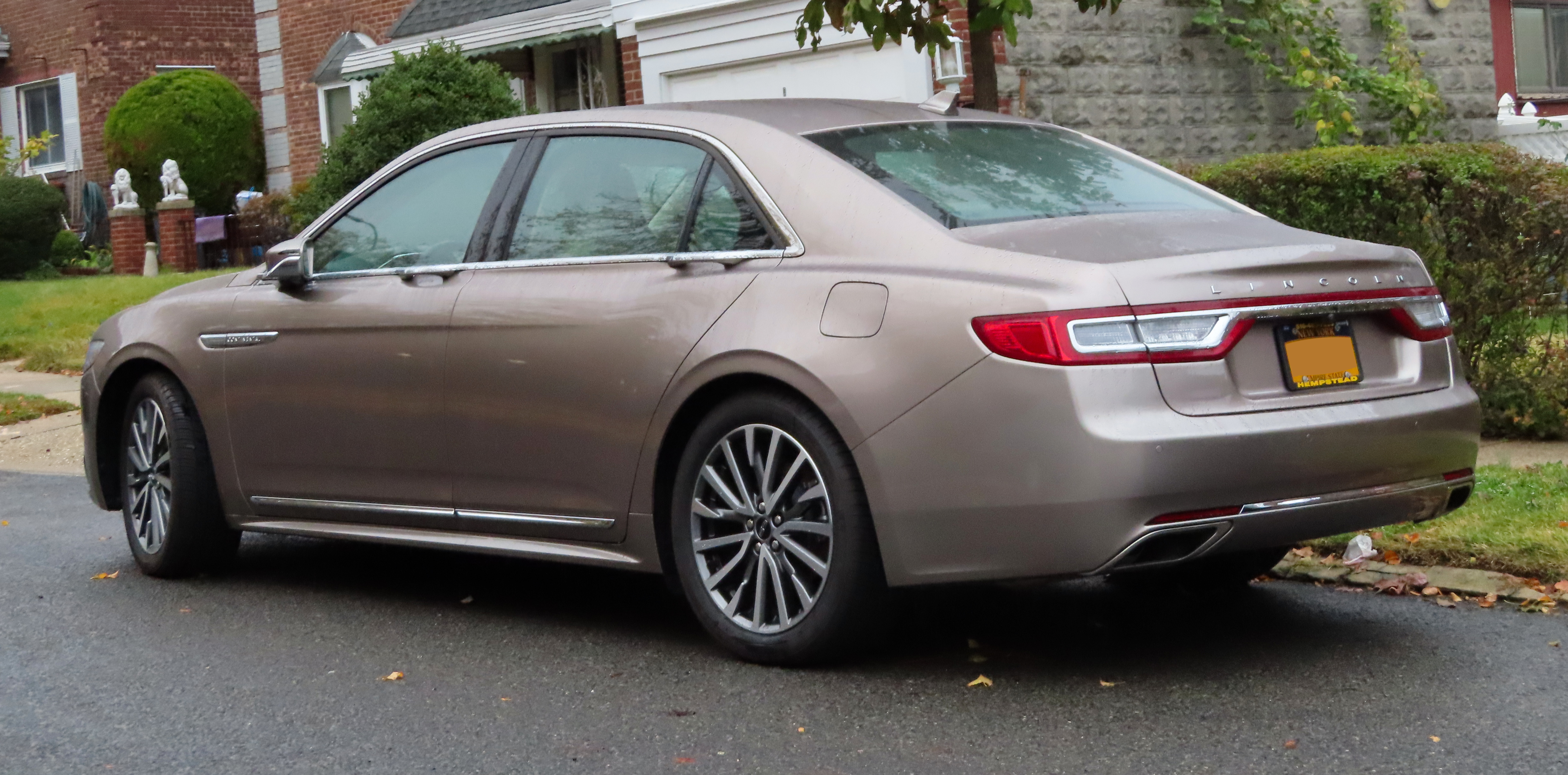
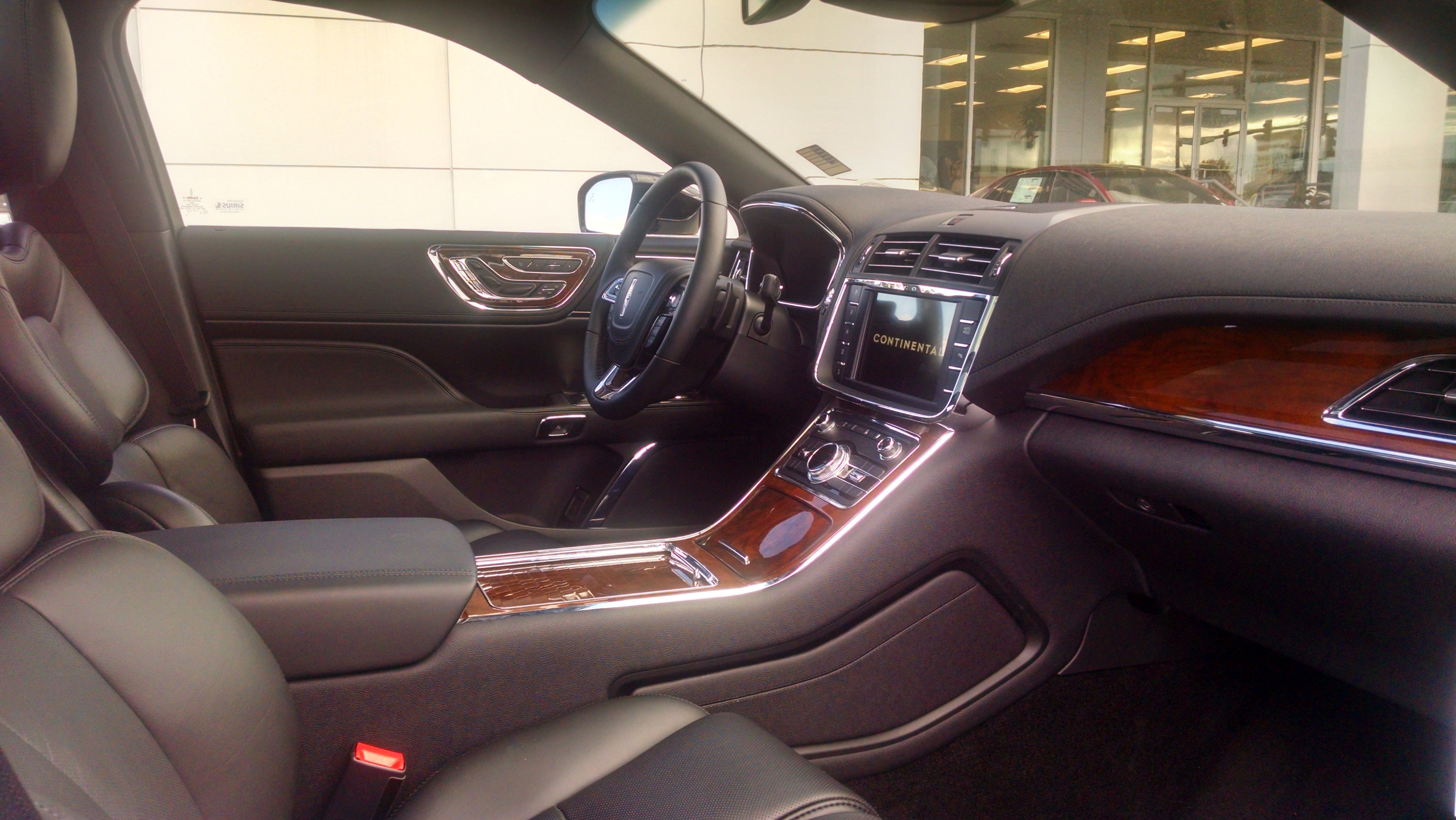

## 概念車

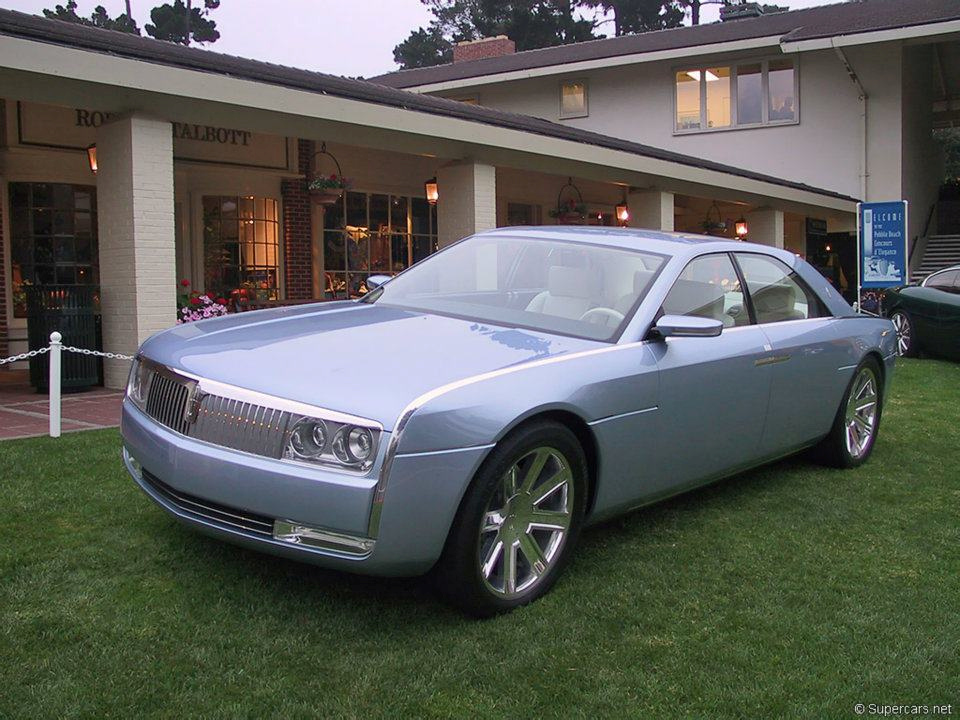
2002 Lincoln Continental Concept

### 2002 (洛杉磯車展)
該車於 2002 年洛杉磯車展中展出，是福特集團旗下 PAG 部門（Premier Automotive Group）早期的作品。這是一輛全尺寸的房車，車長約 5 公尺，只比同年的 Town Car 短 2 公分而已。外觀融合傳統和現代設計，其特點是將乘坐空間和置物空間最大化。為了方便乘客進出而使用對開式車門；為了車內空間的最大化，軸距來到約 3 公尺之譜且無 B 柱設計。動力方面使用 6.0 升 V12 引擎，可輸出 414 匹馬力，搭載 6 速自排並採後輪驅動。
內裝部分，搭載經 THX 認證的音響系統。中控台上方是巨型寬螢幕，可顯示各種設備運作的情況、提供車載資訊系統和導航。巨型中央扶手由前座貫穿至後座，同樣具備許多功能，包含內鍵的可摺疊式電腦桌和後座間鑲有水晶的冰箱。後門則有雨傘架和可自行調整的個人化置物空間。
雖然從未量產，但其設計元素被用在林肯後來的車型，例如 2006 Zephyr 的車身線條和 2007 MKX 的車頭。

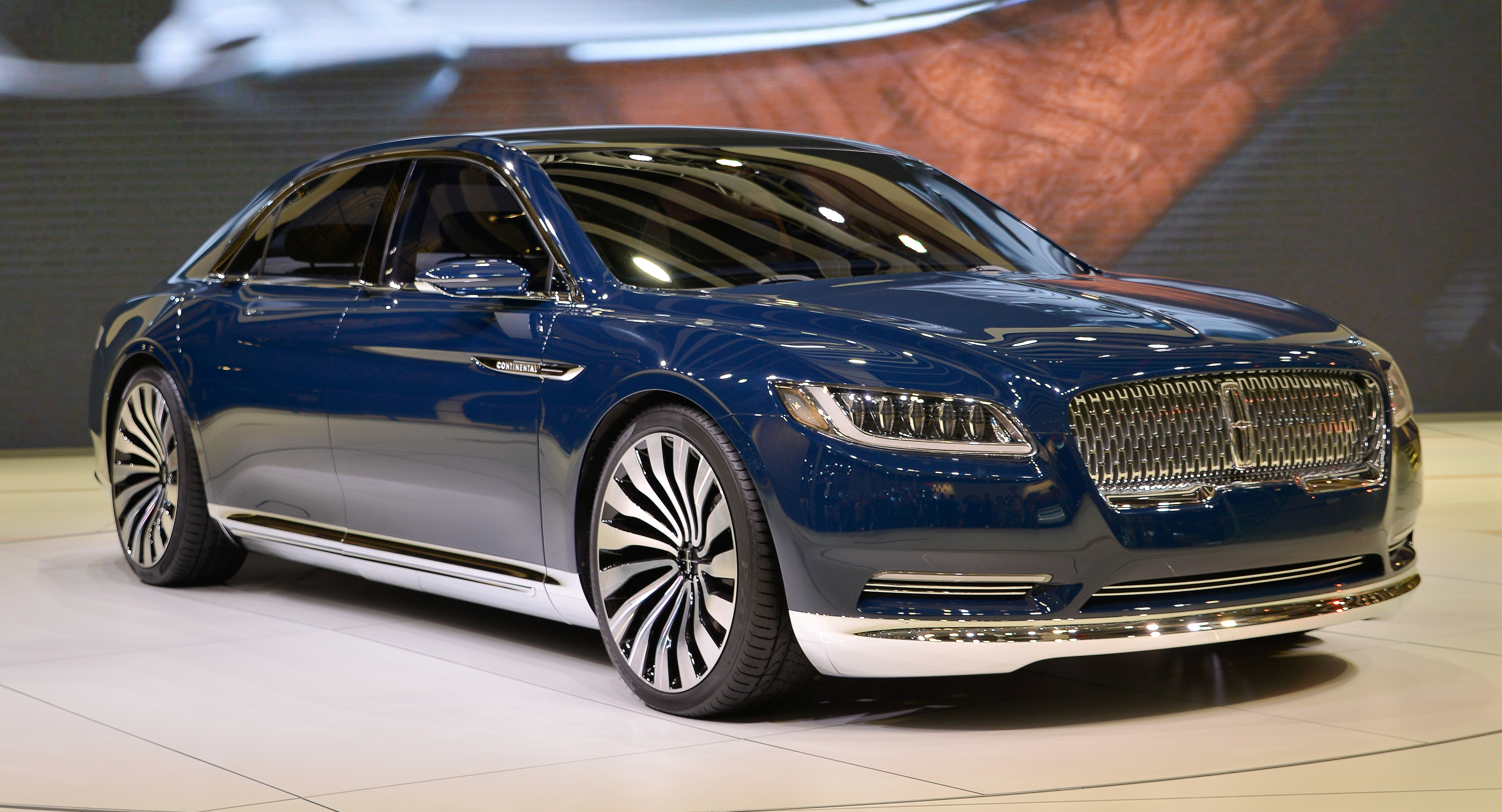
2015 Lincoln Continental Concept

### 2015 (紐約車展)
在 2015 年的紐約車展，林肯以概念車的方式揭露第十代 Continental 的樣貌。在外型上強調在優雅身段中展現懾服他人的氣勢，視覺上頗具雕塑品般的厚實感與線條起伏變化的複雜感。大面積單片水箱罩內採用了與廠徽相同形狀的網格設計。該車配備 3.0 升 V6 引擎。
時任福特總裁兼執行長 Mark Fields 表示：“豪華的最佳狀態是簡約，並於無形之中超越預期，而非高調地在路上成為焦點。”“Continental 概念車則是我們兌現了對於“quiet luxury”（低調豪華）的具體承諾，這也暗示明年 Continental 量產版本的樣貌。”
林肯的設計總監 David Woodhouse 表示：“林肯的 Continental 常被與當代最美麗和優雅的事物聯想在一起。我們將這些詞彙內化成打造這輛現代概念車的基礎。”
雖然概念車配備獨立四座、“SPD-SmartGlass”暗色處理全景天窗和狹小的後照鏡等炫麗科幻的配備，但其整體設計已與量產版本相去不遠。

## 外部連結
- 官方网站